# Cádiz
Cádiz es una ciudad y municipio español, capital de la provincia homónima, en la comunidad autónoma de Andalucía. Con 110 914 habitantes (INE 2024) es la ciudad más poblada de la bahía de Cádiz y la tercera de la provincia tras Jerez de la Frontera y Algeciras. Forma parte del área metropolitana de la Bahía de Cádiz-Jerez, tercera de Andalucía, detrás de las de Sevilla y Málaga, y la undécima de España.
Situada en el sur de la península ibérica, al frente del océano Atlantico, en el extremo suroccidental de la Europa continental, conforma junto con los municipios de Chiclana de la Frontera, El Puerto de Santa María, Jerez de la Frontera, Puerto Real, Rota y San Fernando la llamada Mancomunidad de Municipios Bahía de Cádiz.
Cádiz es una península, unida por un tómbolo a la isla de León, que a su vez está separada del continente por un estrecho canal llamado Caño de Sancti Petri que atraviesa las marismas. La ciudad se sitúa frente al estuario del río Guadalete, e inmersa en el parque natural de la Bahía de Cádiz, a 122 km de la capital autonómica, Sevilla. El conjunto formado por Cádiz y San Fernando está separado de la península ibérica por el mencionado Caño de Sancti Petri. Históricamente, el territorio de Cádiz se constituyó, en un principio, como un pequeño archipiélago (llamado Gadeiras), como una sola isla, situación en la que se debate si se encuentra en la actualidad. Esta particularidad hace que sea difícil definir su condición geográfica, aunque hoy día recibe un plan de tratamiento insular. Fue bautizada por Lord Byron como «Sirena del Océano» y se le conoce popularmente como la «Tacita de Plata».
Su economía está basada, principalmente, en el sector del comercio (G), debido a la presencia de los astilleros y las actividades de la zona portuaria y de la Zona Franca. El otro sector base de la economía gaditana es el turismo, debido a sus playas, a las fiestas locales y al importante patrimonio histórico que posee. A su vez, Cádiz es la provincia española con más nivel de desempleo, con unos niveles de alrededor de un 30 % de paro, seguida muy de cerca por Badajoz y otras provincias andaluzas incluyendo Córdoba, Jaén, y Granada.
Hoy en día Cádiz es conocida sobre todo por su larga e influyente historia, no solo en el ámbito nacional sino también por su importancia en procesos como las guerras púnicas, la romanización de Iberia, el descubrimiento y conquista de América o la instauración del régimen liberal en España con su primera constitución, así como su influencia posterior de esta para las constituciones de las Repúblicas en los Virreinatos, Capitanías Generales y Provincias españolas en América independizadas. Toda la ciudad alberga numerosas plazas, jardines, iglesias y otros emplazamientos que así lo recuerdan.

## Toponimia
La ciudad fue fundada con el nombre de Gadir (en grafía fenicia 𐤂𐤃𐤓(𐤀), (ʾ)gdr), es decir, «castillo», «fortaleza» o, en general, «recinto murado» en fenicio. Equivale al de agadir, frecuente en muchos topónimos actuales del norte de África, por ejemplo Agadir en Marruecos. Aún hoy entre los bereberes agadir significa «recinto murado» según el tamazight y «granero» o «mercado fortificado», según el tashelhit. Gadir fue el enclave fenicio más importante de la antigüedad en la península ibérica.
Después, la ciudad fue conocida en griego ático por un nombre similar: τὰ Γάδειρα (Gádeira). En griego jónico, el nombre se deletrea de forma ligeramente diferente: Γήδειρα (Gẽdeira) y así es como aparece en las historias escritas por Heródoto. Ocasionalmente se encuentra el deletreo ἡ Γαδείρα (Gadeíra), como, por ejemplo, en los escritos de Eratóstenes. Así lo atestigua Esteban de Bizancio. En latín, la ciudad es nombrada Gades y en árabe قادس (Qādis).
La importancia histórica y comercial de la ciudad ha hecho que, a partir del autónimo Cádiz, surjan exónimos que la nombran en italiano, Cadice; en francés, Cadix; en portugués, Cádis; en inglés; hallándose con frecuencia en mapas medievales la forma Cáliz.
Debido a la expansión del imperio español algunas ciudades que alguna vez estuvieron bajo la soberanía de la Corona española han recibido el nombre de Cádiz. Estas ciudades se encuentran en países como los Estados Unidos de América (en California, Indiana, Kentucky y Ohio) y Filipinas. La primera ciudad poblada en Venezuela, fundada por Santiago Castellón (Giacomo Castiglione), marino italiano al servicio imperial, se llamó Nueva Cádiz, en la Isla de Cubagua, Estado Nueva Esparta, de la cual solo quedan ruinas. Su objeto era la extracción de perlas.
Según el relato de Platón en Critias referido a la Atlántida, el nombre de la ciudad provendría del rey atlante Gadiro, gobernante de la región de Gadeira, hijo de Poseidón y hermano de Atlante (también llamado Atlas aunque no debe confundirse con el titán condenado por Zeus).

### Gentilicio
Los habitantes de Cádiz reciben el nombre de «gaditanos», del latín gaditānus. En el libro El habla de Cádiz, del filólogo gaditano Pedro Payán Sotomayor, descubre al lector el término «gadita» para referirse a aquellos que además de serlo «ejercen como gaditanos y son fieles amantes de su tierra». En el ámbito oral, se denomina beduino al gaditano residente «extramuros», desde la puerta de Tierra a Cortadura, y «tirilla» al que vive «intramuros».

### Ciudades homónimas
- Cádiz, Filipinas
- Cádiz, Estados Unidos

## Símbolos
El escudo de la ciudad de Cádiz posee la siguiente descripción heráldica: en un campo de azur (azul), Hércules en pie, al natural, vestido con una piel de león, en su color, asiendo dos leones pasantes simbolizando uno de los trabajos que supuestamente realizó en la zona de la bahía de Cádiz y acompañado por dos columnas de plata, que simbolizan África (el monte Hacho de Ceuta) y Europa el (peñón de Gibraltar), con una cinta de oro cargada con la inscripción «plus» en la situada a la diestra del escudo y «ultra» en la situada en la zurda, todo ello haciendo referencia al antiguo lema de las Columnas de Hércules en el que los romanos asignaban al confín del continente non plus ultra («no más allá»), en oro resaltados bordura de oro cargada con el lema Hercules Fundator Gadium Dominatorque («Hércules fundador de Cádiz y gobernante»), escrito en letras de sable (negro). El todo rodeado por una corona formada por dos ramas de laurel.
El timbre, corona real española, abierta y sin diademas que es un círculo de oro, engastado de piedras preciosas, compuesto de ocho florones de hojas de acanto, visibles cinco, interpoladas de perlas. La corona real abierta, también de los infantes de España, es la forma tradicional con la que se atribuía la dignidad real hasta la introducción en el siglo XVI de la llamada corona real cerrada. Es empleada con frecuencia en la heráldica de entidades territoriales menores, y menos en municipios y otras entidades. Los elementos del escudo de la ciudad de Cádiz han sido adoptados por el escudo de Andalucía.
La bandera de Cádiz, aprobada por la Resolución, de 12 de enero de 2009, de la Dirección General de Administración Local, por la que se admite la inscripción en el Registro Andaluz de Entidades Locales del escudo y la bandera del municipio de Cádiz (BOJA 23/1/2009) es «rectangular, de color rojo carmesí y con el escudo municipal en el centro».
Ostenta los títulos de Muy Noble, Muy Leal y Muy Heroica.
Muy Noble le viene por concesión de los Reyes Católicos, cuando Cádiz pasó de ser ciudad de señorío, de los Ponce de León marqueses de Cádiz, a ciudad de realengo, de la Corona, a finales del siglo XV. 
Muy Leal es título concedido por el rey Carlos I por haberle sido fiel durante el Levantamiento de las Comunidades en 1521. 
El título de Muy Heroica se lo otorgó Fernando VII tras su actuación frente al ejército francés durante la invasión napoleónica.

## Historia

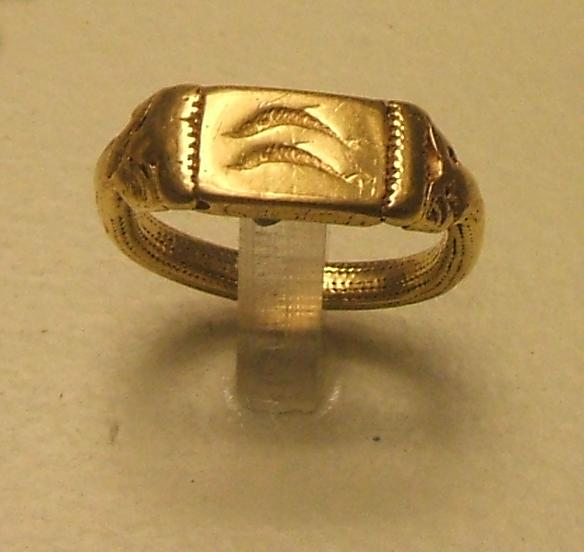
Anillo fenicio de Casa del Obispo

La historia de Cádiz es la propia de una ciudad marcada por su estratégica situación militar y comercial, a caballo entre el océano Atlántico y el mar Mediterráneo. Se trata de uno de los asentamientos fenicios más antiguos de occidente. Desde su fundación por los tirios, según la tradición clásica ochenta años después de la guerra de Troya (1104 a. C.), fue una ciudad volcada al mar y al comercio. De ella partió Aníbal para la conquista de Italia y el propio Julio César le concedió el título de civitas foederata al Senado romano. La ciudad alcanzó una gran prosperidad en la época romana. Se construyeron anfiteatros, acueductos y se convirtió en la segunda ciudad más poblada del Imperio en Occidente durante un breve período. Durante esta época vivían en la ciudad más de quinientos équites, rivalizando con Padua y la misma Roma.

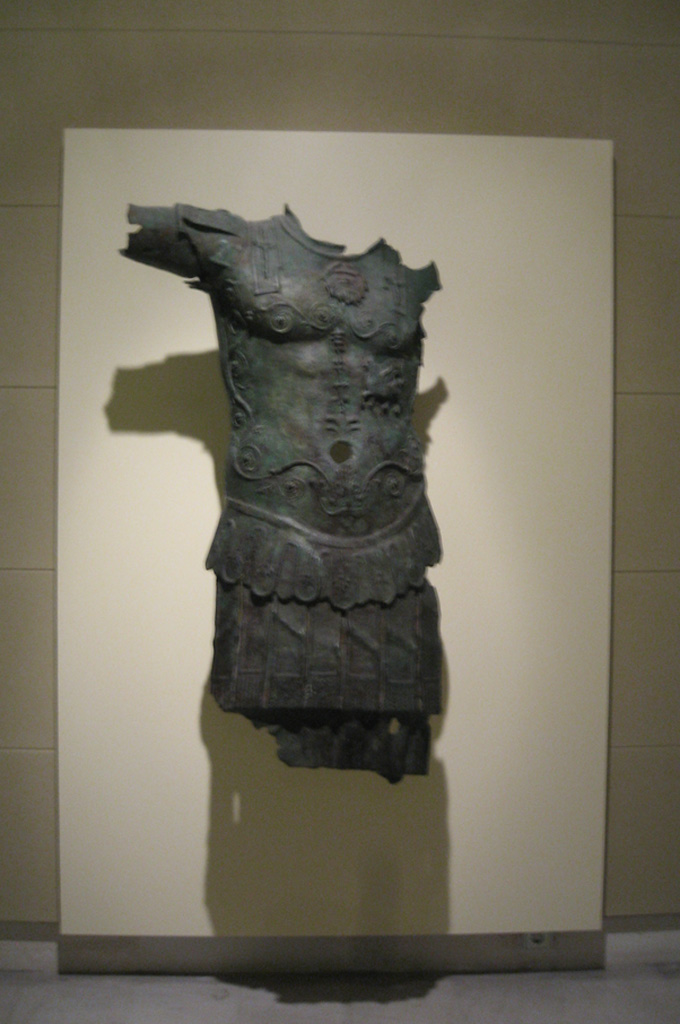
Escultura thoracata de emperador romano hallada en el islote de Sancti Petri

Durante las crisis del siglo III del Imperio romano, la misma caída de este y las conquistas visigodas, la ciudad entró en un declive importante; entrando en una época oscura y perdiendo la capitalidad de provincia y su importancia comercial y estratégica. El derrumbamiento de las redes comerciales del Imperio, tan necesarias para Gades como para cualquier urbe costera, hizo la mayor parte. El estilo de gran ciudad abierta de la antigüedad dio paso lentamente a una ciudad amurallada más pequeña, de estilo común en la Edad Media. Desesperados por la necesidad económica, muchos de estos antiguos habitantes de Gades se vieron forzados a renunciar a derechos básicos para recibir protección de los grandes terratenientes y partir a pueblos del interior; por ejemplo a Asido Caesarina Augusta. Los primeros se convirtieron en una clase de ciudadanos medio libres llamados colonus.
La ciudad fue conquistada por los bizantinos en el año 522, por los visigodos en el 620 y de nuevo conquistada por las tropas de Tariq Ibn Ziyad en el 711, tras la batalla del Guadalete. Durante esa época es demolida la estatua de Hércules, en el templo de Hércules.
Según el De itinere frisonum fue saqueada por un grupo de cruzados frisones que se dirigian a Tierra Santa como parte de la Quinta Cruzada en 1217. La conquista de Cádiz se engloba en la reconquista del Guadalquivir (1243-1262), incorporándose en 1264 a la corona de Castilla, cuando la ciudad pertenecía al Sultanato benimerín. La llegada de Alfonso X a Cádiz supone el resurgir de la ciudad, en la que el monarca ve la puerta de entrada para consumar el fecho de Allende. Entre los privilegios entregados por el monarca castellano estaba un amplio alfoz, beneficios fiscales, la concesión del título de ciudad, el establecimiento de una sede episcopal y, sobre todo, el monopolio del comercio con África, que se mantendría en la ciudad hasta inicios del s. XVI y que la dotaría de una protoburguesía con grandes lazos con Génova y de las herramientas necesarias para situarse como punto inexcusable en el comercio europeo, que servirían de base al posterior esplendor alcanzado con el descubrimiento de América.

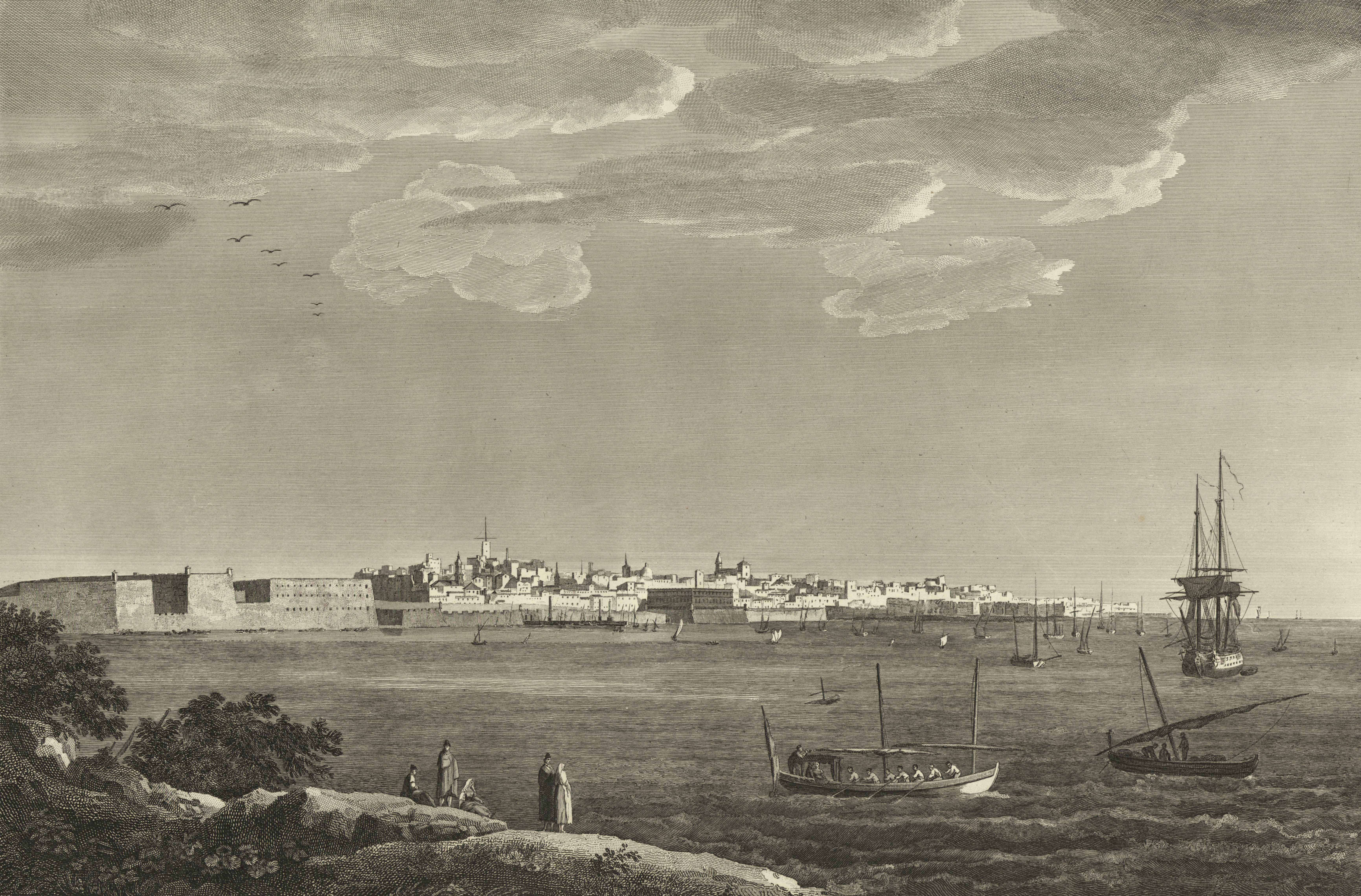
Cádiz en el en Voyage pittoresque et historique de l'Espagne

No es hasta la Reconquista cuando se instauran en la bahía de Cádiz los astilleros reales de la Corona de Castilla y el comienzo de la era de los descubrimientos, cuando resurge la ciudad con gran impulso. De sus puertos partieron numerosos descubridores, como Cristóbal Colón o Álvar Núñez Cabeza de Vaca, y conquistadores en la época del imperio español de ultramar, que trajeron más de 10 000 esclavos a la ciudad. Esto la enriqueció y posibilitó, siglos después, la creación de una sociedad burguesa, liberal y revolucionaria. Como ciudad que tuvo el monopolio comercial con América, fue sede de la Casa de Contratación y de la Flota de Indias desde el 12 de mayo de 1717 cuando Felipe V firma el decreto para el traslado de la Casa de Contratación de Sevilla a Cádiz, entonces la ciudad rondaba los 30 000 habitantes. En el año 1766 Carlos III promovió definitivamente la emancipación de la Isla de León con la fundación y nombramiento del primer consistorio en la nueva villa independiente mediante Real Decreto con el nombre de Villa de la Real Isla de León. En el censo de 1787 la ciudad alcanzaba los 71 080 habitantes.

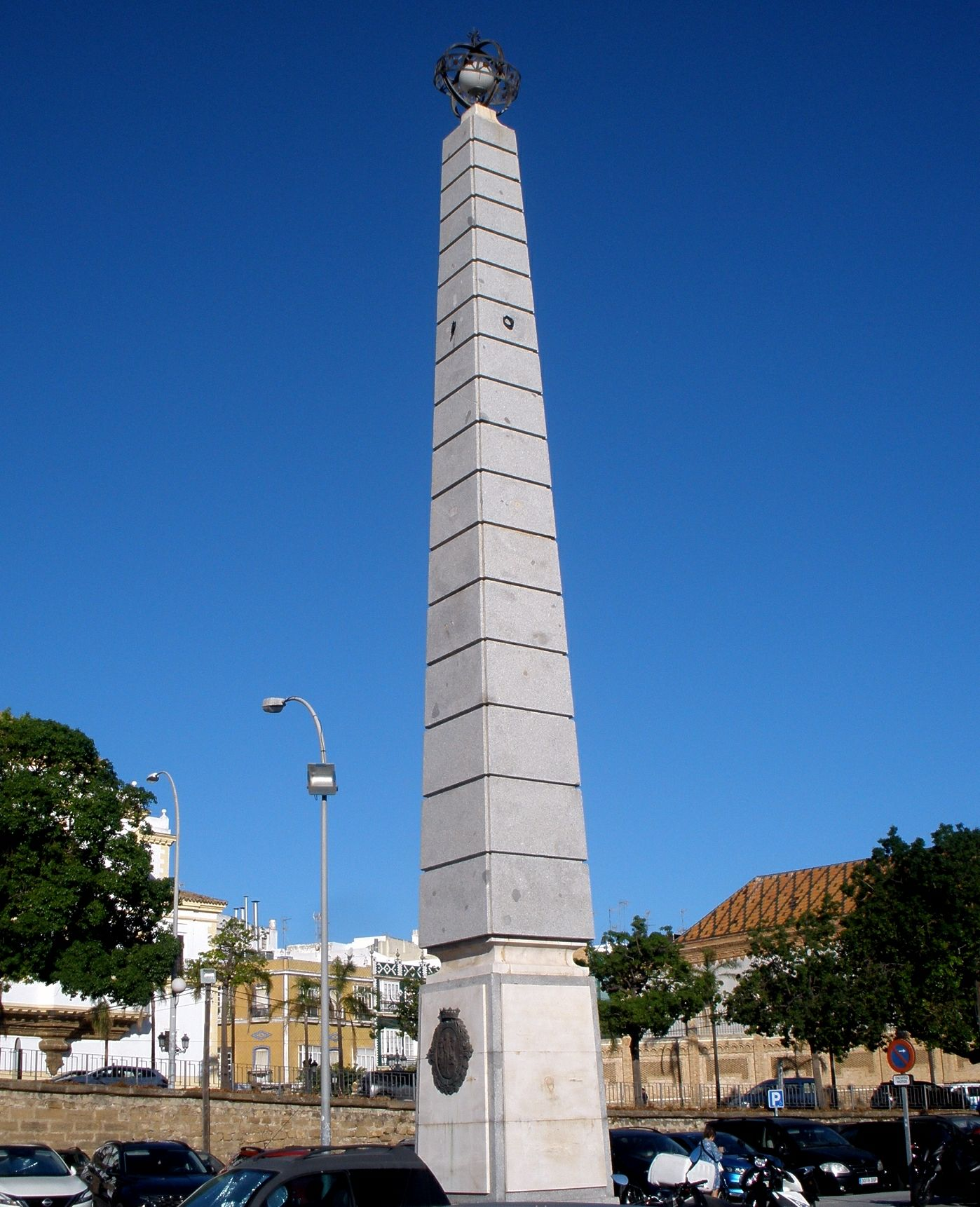
Obelisco erigido en 1959 en la Plaza de Sevilla para conmemorar el Trimilenario de Cádiz.

Entre 1810 y 1812 fue asediada por las tropas napoleónicas mientras se redactaba la primera constitución española, promulgada en 1812, durante la guerra de la Independencia española. Durante este conflicto armado, Cádiz se convierte en el refugio de los mandatarios políticos españoles de la época. Durante este periodo de la Guerra de Independencia la ciudad y la Isla de León alcanzaron los 115 000 habitantes entre residentes, refugiados y tropas allí estacionadas.
En decadencia, después de su implicación en la Guerra de la Independencia y hundida tras la pérdida de Cuba, la ciudad no paró de crecer en población (beneficiándose en este sentido del éxodo rural, sobre todo proveniente de La Janda), lo que provocó un periodo de desarrollo urbano importante. Este se mantendría hasta inicios de los años noventa y sobre todo a partir del periodo 1996-2010, periodo en el que alrededor de 20 000 gaditanos han abandonado la ciudad. Hasta ahora no ha recuperado su importancia en el ámbito estatal.
En la historia reciente cabe destacar la importancia de la ciudad durante la Guerra Civil como base de apoyo al bando sublevado. Posteriormente, en 1947, destaca la explosión de un polvorín; cuya detonación se oyó al menos hasta una distancia de 120 km, en isla Cristina. Desde la segunda mitad del siglo XX, se acometen obras de ingeniería para ampliar y mejorar el acceso a la ciudad; en 1969 se inaugura el Puente José León de Carranza que conecta con Puerto Real, en 2002 concluyó el soterramiento del ferrocarril y en 2015 se inauguró el segundo puente que cruza la bahía, el Puente de la Constitución de 1812.
En el año 2003 el Ministerio de la Presidencia le concedió, mediante real decreto 1688/2003, una Placa de Honor de la Orden del Mérito Constitucional. En 2012 Cádiz acogió diversos eventos para conmemorar el bicentenario de la Constitución, entre ellos la Cumbre Iberoamericana de jefes de Estado.

## Geografía

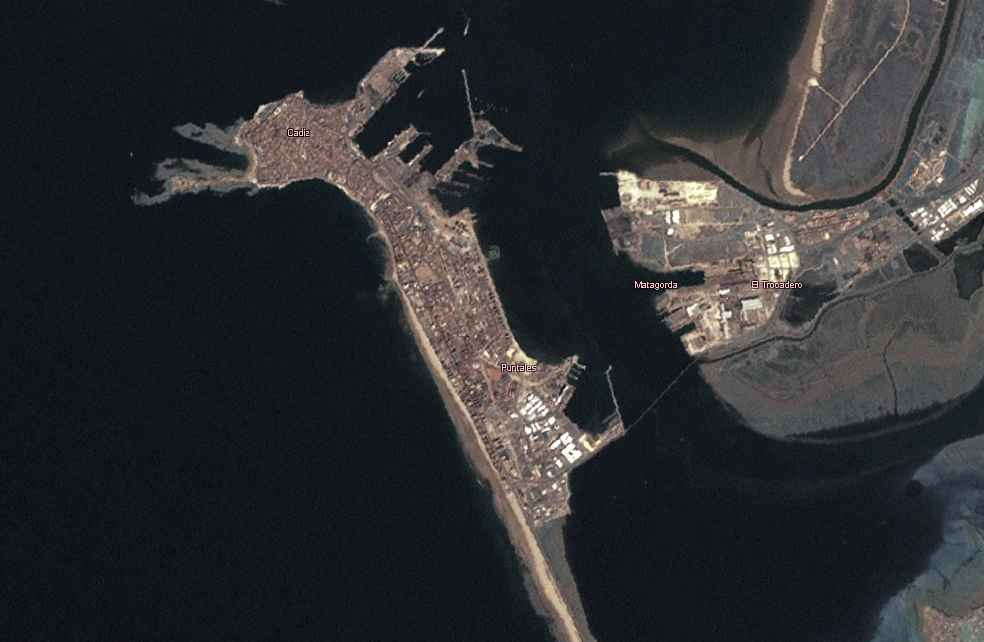
Vista satelital de la ciudad

La ciudad de Cádiz se sitúa en lo que se llama, geográficamente, un tómbolo. Se denomina así cuando se une una isla al continente por un istmo muy fino. En el caso particular de Cádiz, este tómbolo no se une directamente con el continente, sino con lo que se ha llamado históricamente la Isla de León, donde se encuentra la ciudad de San Fernando.
El 66,91% del suelo, entre marismas (pertenecientes al parque natural de la Bahía de Cádiz) y playas, es no urbanizable. La totalidad del suelo urbanizable, 4,4 km², se encuentra ocupado.
Históricamente, el conjunto, ha sido desde un pequeño archipiélago a una isla. Se discute si actualmente tiene o no sentido definir el conjunto de Cádiz y San Fernando como una isla ya que, con el tiempo, el canal que separaba la isla del continente, el caño de Sancti Petri, se ha ido llenando de sedimentos.
| Noroeste: Océano Atlántico | Norte: Bahía de Cádiz y Rota | Nordeste: Bahía de Cádiz y El Puerto de Santa María |
| Oeste: Océano Atlántico    |                              | Este: Bahía de Cádiz y Puerto Real                  |
| Suroeste: Océano Atlántico | Sur: San Fernando            | Sureste: San Fernando y bahía de Cádiz              |

Todo este conjunto se encuentra inmerso en un verdadero laberinto de dunas, caños, salinas y playas, formando lo que se conoce como bahía de Cádiz; paraje natural de alto valor ecológico.

### Clima

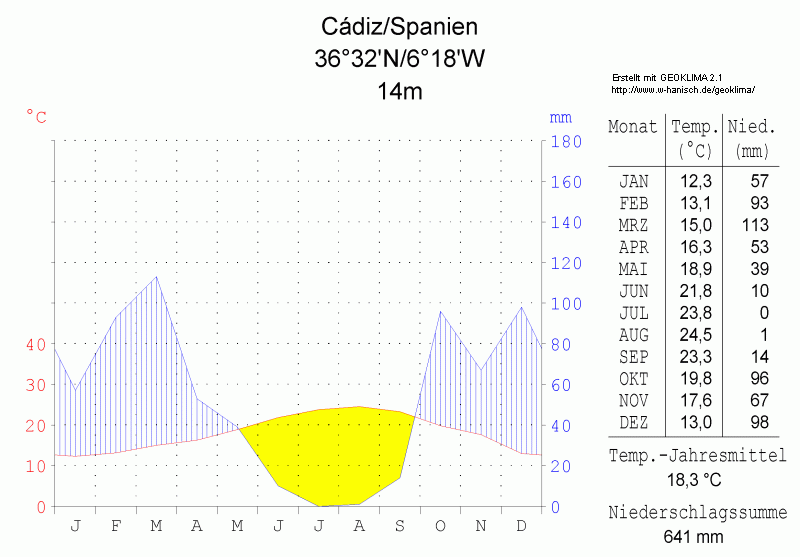
Gráfica climática de Cádiz

Cádiz tiene un clima mediterráneo típico (subtropical) que, de acuerdo con la clasificación climática de Köppen corresponde con el clima mediterráneo Csa. La temperatura media anual en el observatorio de Cádiz en el periodo 1991-2020 es de 18,8 °C, siendo la tercera capital más cálida de España, tras Sevilla y Almería. La media de las temperaturas máximas en el mes más cálido (agosto) son de 27,9 °C mientras que la media de las temperaturas mínimas en el mes más frío (enero) se sitúa en 9,5 °C.En 2007, Cádiz fue con Granada la cuarta ciudad más soleada de España, con 3016 horas de sol, según se desprende de los datos de los que dispone el Instituto Nacional de Estadística, recogidos en su anuario estadístico.
| Parámetros climáticos promedio de observatorio de Cádiz (2 m s. n. m.) (periodo de referencia: 1991-2020, extremas: 1955-presente) | Parámetros climáticos promedio de observatorio de Cádiz (2 m s. n. m.) (periodo de referencia: 1991-2020, extremas: 1955-presente) | Parámetros climáticos promedio de observatorio de Cádiz (2 m s. n. m.) (periodo de referencia: 1991-2020, extremas: 1955-presente) | Parámetros climáticos promedio de observatorio de Cádiz (2 m s. n. m.) (periodo de referencia: 1991-2020, extremas: 1955-presente) | Parámetros climáticos promedio de observatorio de Cádiz (2 m s. n. m.) (periodo de referencia: 1991-2020, extremas: 1955-presente) | Parámetros climáticos promedio de observatorio de Cádiz (2 m s. n. m.) (periodo de referencia: 1991-2020, extremas: 1955-presente) | Parámetros climáticos promedio de observatorio de Cádiz (2 m s. n. m.) (periodo de referencia: 1991-2020, extremas: 1955-presente) | Parámetros climáticos promedio de observatorio de Cádiz (2 m s. n. m.) (periodo de referencia: 1991-2020, extremas: 1955-presente) | Parámetros climáticos promedio de observatorio de Cádiz (2 m s. n. m.) (periodo de referencia: 1991-2020, extremas: 1955-presente) | Parámetros climáticos promedio de observatorio de Cádiz (2 m s. n. m.) (periodo de referencia: 1991-2020, extremas: 1955-presente) | Parámetros climáticos promedio de observatorio de Cádiz (2 m s. n. m.) (periodo de referencia: 1991-2020, extremas: 1955-presente) | Parámetros climáticos promedio de observatorio de Cádiz (2 m s. n. m.) (periodo de referencia: 1991-2020, extremas: 1955-presente) | Parámetros climáticos promedio de observatorio de Cádiz (2 m s. n. m.) (periodo de referencia: 1991-2020, extremas: 1955-presente) | Parámetros climáticos promedio de observatorio de Cádiz (2 m s. n. m.) (periodo de referencia: 1991-2020, extremas: 1955-presente) |
| Mes | Ene. | Feb. | Mar. | Abr. | May. | Jun. | Jul. | Ago. | Sep. | Oct. | Nov. | Dic. | Anual |
| --- | --- | --- | --- | --- | --- | --- | --- | --- | --- | --- | --- | --- | --- |
| Temp. máx. abs. (°C) | 24.1 | 25.3 | 29.0 | 31.4 | 36.5 | 37.6 | 40.0 | 43.0 | 37.8 | 31.5 | 27.6 | 23.6 | 43.0 |
| Temp. máx. media (°C) | 16.2 | 16.8 | 18.7 | 20.1 | 22.8 | 25.5 | 27.6 | 28.2 | 26.0 | 23.4 | 19.5 | 17.0 | 21.8 |
| Temp. media (°C) | 12.9 | 13.7 | 15.5 | 17.1 | 19.7 | 22.5 | 24.6 | 25.3 | 23.2 | 20.5 | 16.5 | 14.0 | 18.8 |
| Temp. mín. media (°C) | 9.5 | 10.5 | 12.4 | 14.0 | 16.6 | 19.6 | 21.6 | 22.3 | 20.4 | 17.5 | 13.4 | 10.9 | 15.7 |
| Temp. mín. abs. (°C) | 0.2 | -1.0 | 3.0 | 6.5 | 9.2 | 11.0 | 16.6 | 15.6 | 12.6 | 8.0 | 4.6 | 1.5 | -1.0 |
| Precipitación total (mm) | 61.6 | 51.5 | 55.0 | 42.7 | 31.8 | 5.9 | 0.2 | 1.8 | 27.6 | 76.4 | 88.6 | 72.9 | 512.5 |
| Días de precipitaciones (≥ 1 mm)                                                                                                   | 6.4 | 5.8 | 6.3 | 5.2 | 3.4 | 0.7 | 0.1 | 0.3 | 2.6 | 6.1 | 7.1 | 6.9 | 50.0 |
| Humedad relativa (%) | 74 | 73 | 71 | 68 | 67 | 67 | 68 | 69 | 71 | 73 | 73 | 75 | 71 |
| Fuente n.º 1: Agencia Estatal de Meteorología                                                                                      | | | | | | | | | | | | | |
| Fuente n.º 2: Agencia Estatal de Meteorología (extremos)                                                                           | | | | | | | | | | | | | |

### Flora y fauna

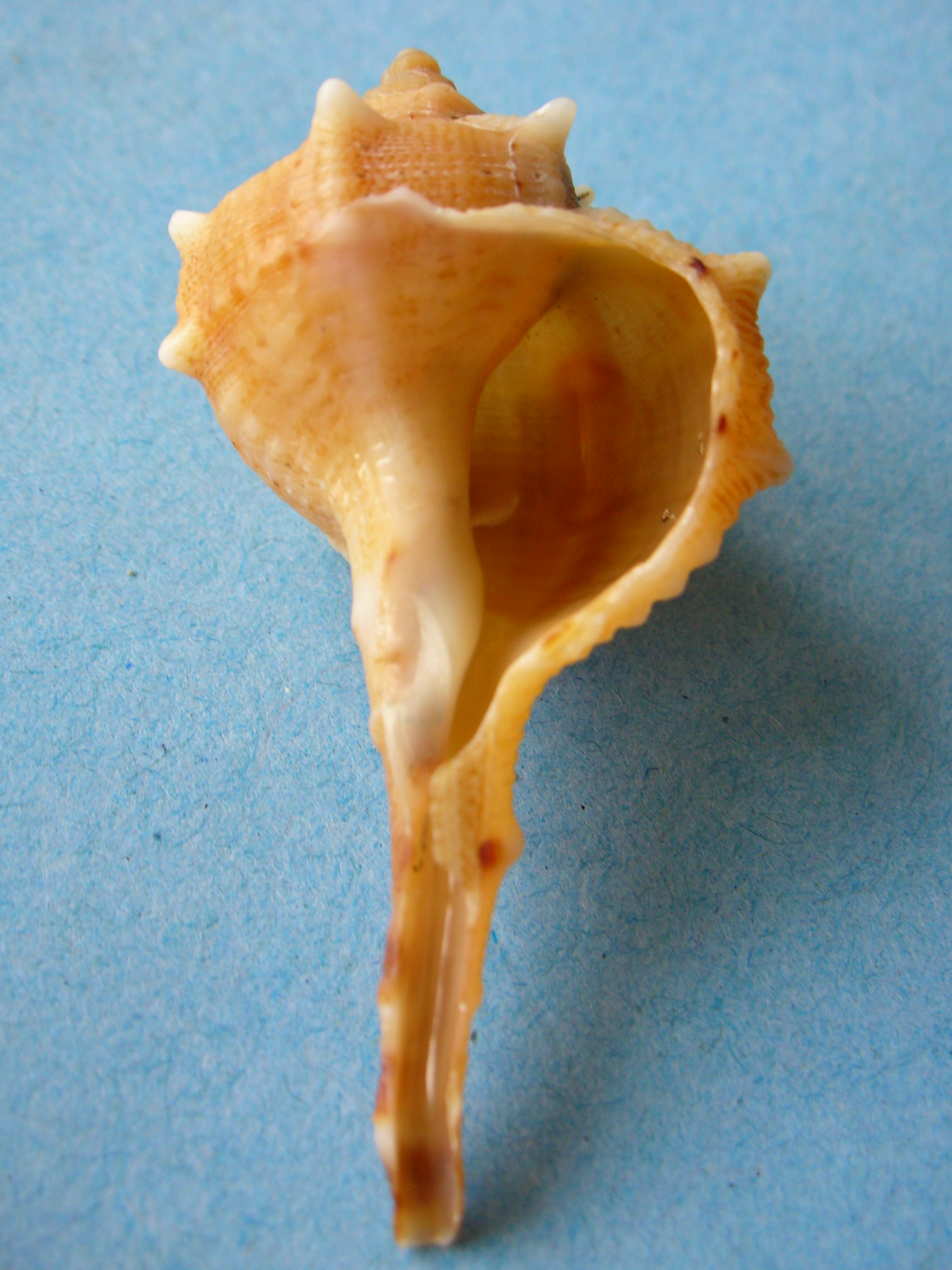
Murex brandaris, más conocida como cañailla, es un molusco gasterópodo depredador y carnívoro

Se pueden distinguir varios ambientes en los que se desarrolla la flora, principalmente por el tipo de sustrato en el que se asientan. En la zona de marisma, se desarrolla una vegetación baja, que soporta la salinidad. Como especie abundante está la Sarcocomia perennis y la Sarcoconia fructicosa. En las zonas de marisma media predominan las especies de terrenos secos y salados como la Limoniastrum monopetalum, Salsola vermiculata y la Suade vera.
En las zonas de marisma alta, una de las más representativas de la zona, se empieza a dar una ligera independencia de las mareas y de su aporte salino al suelo. El lavado se produce en la época estival con la llegada de las lluvias. Las especies dominantes son la Arthrocnemun macrostachyum, Limoniastrum monopetalum, Inula chritmoides, Suaeda splendens, Limonium algarvense y Limonium ferulaceum.
En los ambientes dunares predominan las gramíneas perennes Elymus farctus y Ammophila arenaria y Carpobrotus edulis (especie invasora y un problema ecológico, más conocida como «diente de león» o «uña de gato»).
En la superficie intermareal, es frecuente encontrar praderas de Zostera noltii y cabe destacar las algas Enteromorpha linza, Ulva lactuca y Codium tomentosum.
Los fenicios llamaron Cotinusa a una de las dos islas gaditanas, la exterior, por la abundancia de acebuches silvestres (Olea europea sylvestris) que en ella había. Hoy queda solo un ejemplar, que ha nacido y se ha desarrollado espontáneamente junto al castillo de Cortadura. En los jardines se conservan algunos ejemplares de drago –Dracaena draco, también llamado árbol Gerión–, árbol de vida larga y propio de climas tropicales o subtropicales.
En la fauna pueden citarse las especies que se desarrollan en el hábitat humano y costero: gorriones, vencejos, palomas, tórtolas, gaviotas, cormoranes, ostreros, etc. También destaca la abundante colonia de cotorras argentinas presentes en los parques y jardines gaditanos.
Los fondos se caracterizan por la abundancia de moluscos y peces. Abundantes entre los moluscos son la Turritella communis, la Nassa reticulata y la Murex brandaris (conocida como cañailla). Destacan entre los peces el rodaballo (Psetta maxima), el lenguado común (Solea solea), el pez araña (Trachinus draco), la liseta, cabrilla, el sargo (Diplodus sargus sargus), la mojarra (Diplodus vulgaris), la dorada (Sparus aurata), etcétera.
En el dominio dunar, destacan la lagartija de cola roja Acanthodactylus erythrurus y el eslizón ibérico Chalcides bedriagai. Los mamíferos están escásamente representados, exceptuando por la rata negra y el conejo (Rattus rattus y Oryctolagus cuniculus cuniculus, respectivamente).

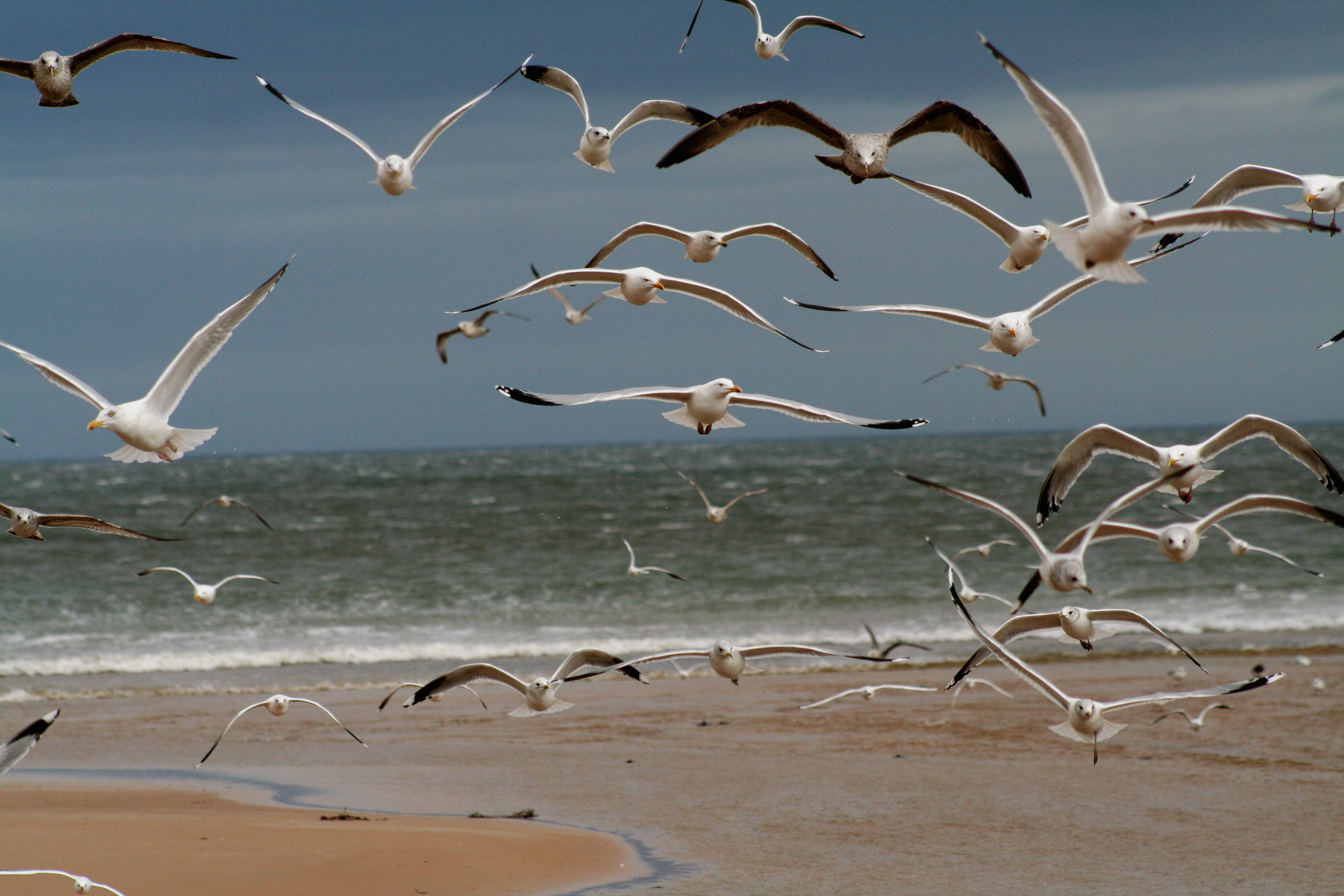
Bandada de gaviotas y otras especies
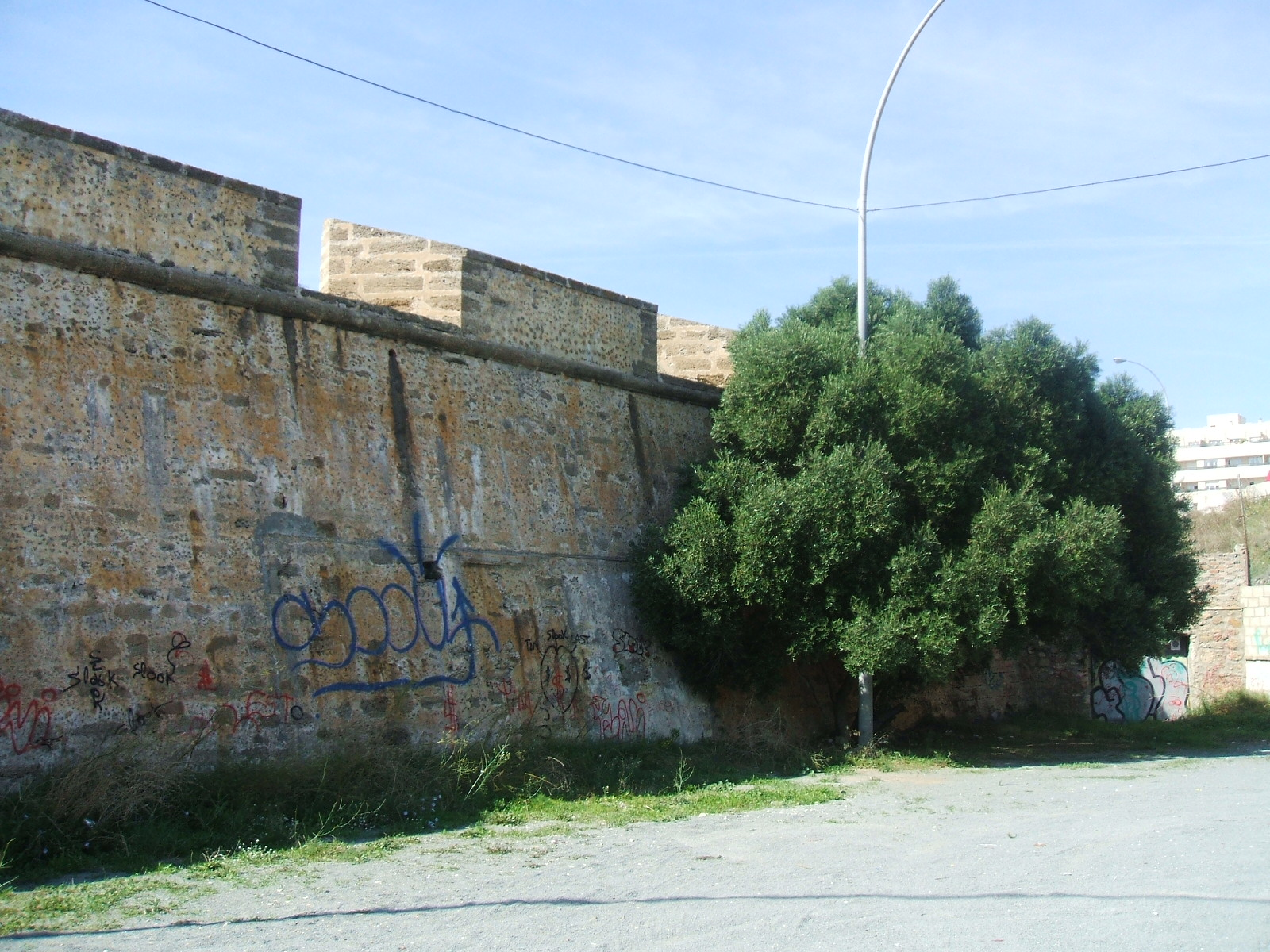
Último acebuche de los de Cádiz
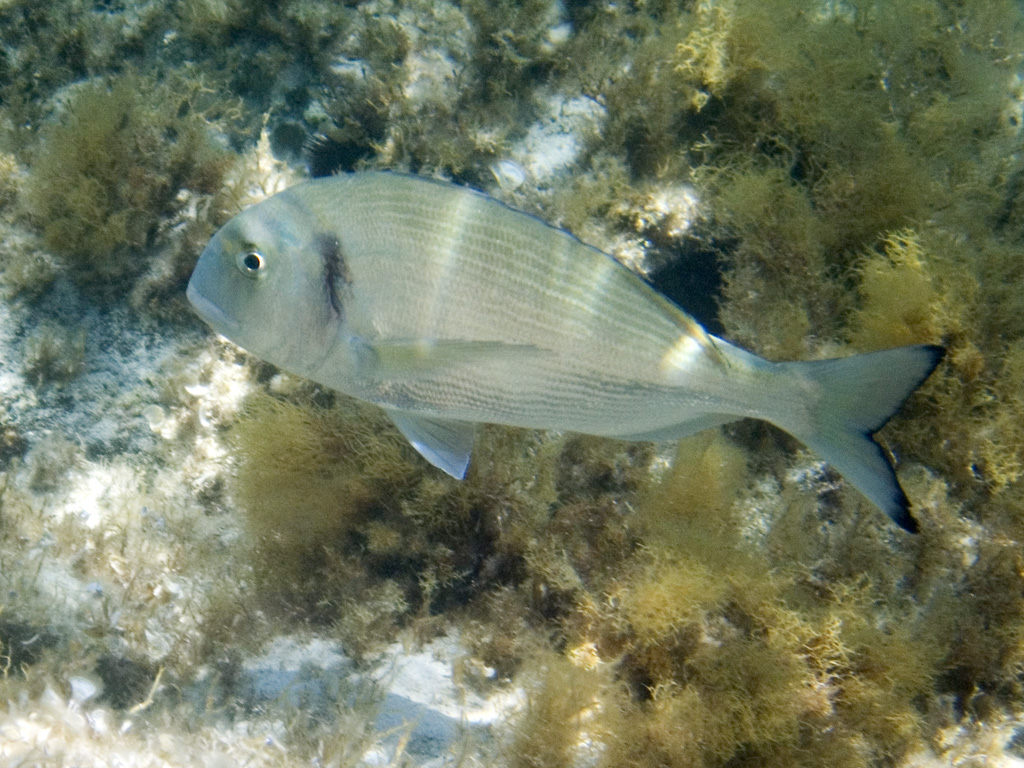
La dorada, muy consumida dentro de la gastronomía española

## Demografía
Cádiz cuenta con una población de 110 914 habitantes (INE 2024).

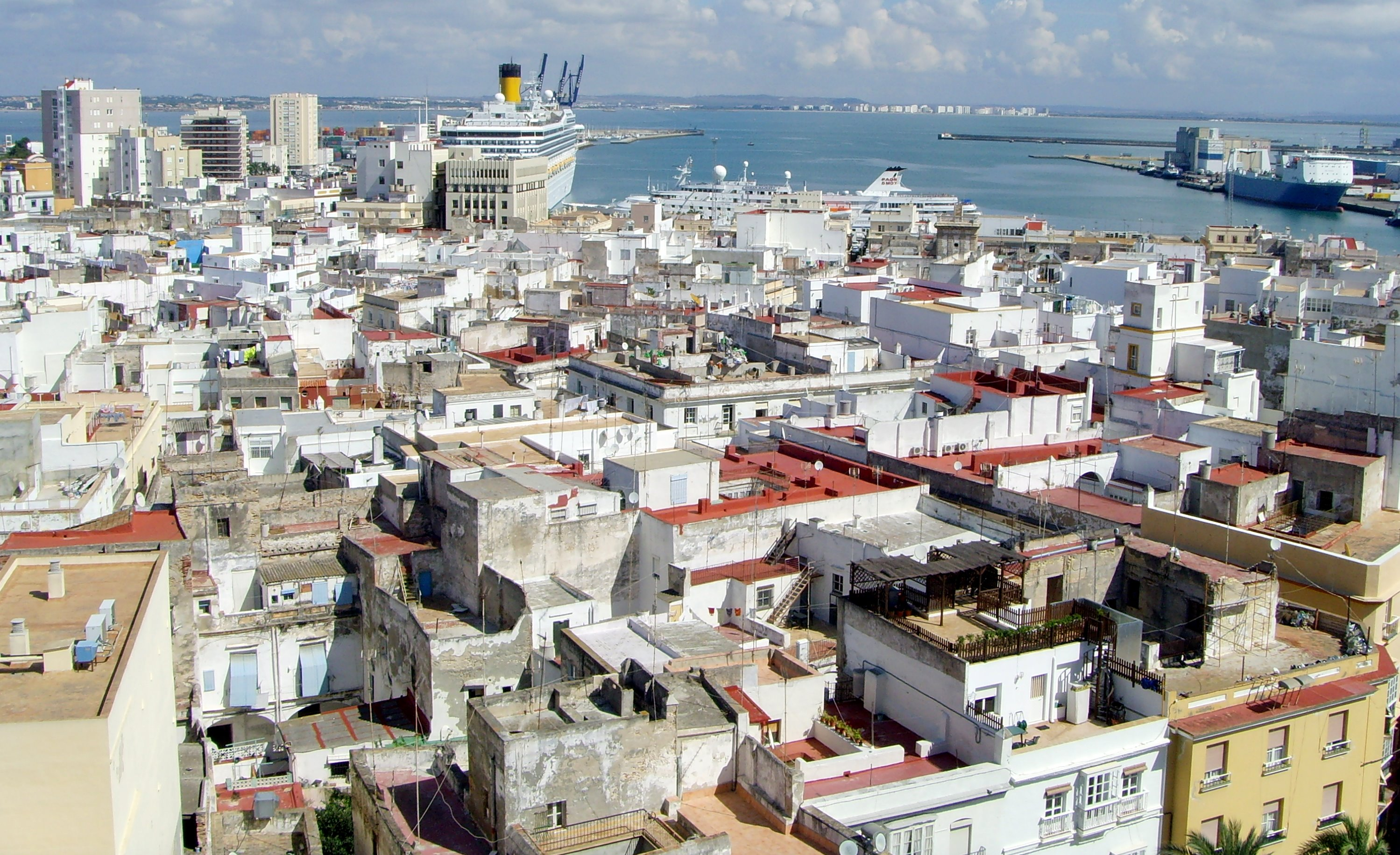
El centro de Cádiz y la dársena de la ciudad desde la catedral

| Gráfica de evolución demográfica de Cádiz entre 1842 y 2021                                                         |
| |
| Población de derecho según los censos de población del INE Población de hecho según los censos de población del INE |

Con 115 439 habitantes en el último padrón de 2020, ocupa el puesto dieciocho en la tabla de densidad de población de España y la posición 57 en la tabla de habitantes por municipio de España. Según un censo realizado en 2008 por el departamento de Estadística del Ayuntamiento de Cádiz, la ciudad contaba con 143 175 habitantes de población real, casi llegando al tope numérico para un parque de viviendas de alrededor de 50 000 unidades, pero la oposición política duda de su fiabilidad. La iniciativa no tiene validez legal fuera del ámbito municipal.
Es el único municipio de la bahía de Cádiz cuya población disminuye en los últimos años, pues entre 1991 y 2008 ha perdido más de 30 000 habitantes, casi el 20 % de la población original. Tras un análisis detallado, se puede encontrar varios motivos:
1. El desempleo que afecta a los ciudadanos. Se trata de la capital de provincia con mayor tasa de paro de España, y uno de los lugares de Europa donde el desempleo afecta más directamente a la población joven, motivo por el que la ciudad está perdiendo a sus jóvenes de entre 18 a 30 años, quienes emigran a otros lugares.
2. Descentralización residencial: Cádiz se configura como ciudad principal de la bahía de Cádiz,[6] y junto con Jerez de la Frontera es una de las dos ciudades principales del área metropolitana de la Bahía de Cádiz-Jerez convirtiéndose en una ciudad servicios, la mayoría de la población que pierde la ciudad se traslada a otras localidades vecinas (Jerez de la Frontera, Puerto Real, San Fernando, Chiclana de la Frontera o El Puerto de Santa María),[49] municipios del área metropolitana de la Bahía de Cádiz-Jerez.[7] Cádiz tiene el precio por metro cuadrado más alto de toda la provincia y en cuanto a nueva residencia, es el quinto más alto de toda España.
3. La peculiar geografía donde se encuentra,[53] una estrecha península rodeada por el mar con una gran escasez de suelo edificable (ver dato de superficie en el cuadro adjunto), imposible de aumentar ante la prohibición de ganar terreno al mar por la nueva Ley de costas. Si calculamos la densidad de población sobre el suelo residencial de Cádiz (4,4 km²), obtenemos la densidad de población más grande de España: 29 672,95 hab/km².[54]
4. Crecimiento vegetativo negativo. La población menor de 20 años es de tan solo el 17,99% y la mayor de 65 años del 17,23%.[55] Tradicionalmente ha sido de los municipios con una de las poblaciones más envejecidas de España y la más envejecida de la provincia.

### Movimientos de población
Las estadísticas de movimiento natural de la población se refieren básicamente a los nacimientos, matrimonios y defunciones ocurridos:
- Natalidad: en 2005 hubo 1164 nacimientos (nacidos vivos con residencia materna) en la ciudad de Cádiz y en 2007, 1105.
- Mortalidad: en 2005 se registraron 1332 defunciones en la ciudad de Cádiz y en 2007, 1283.
- Matrimonios: en 2005 se produjeron 469 matrimonios en la ciudad de Cádiz. En 2007 hubo 428 matrimonios. Se consideran matrimonios, aquellos que están inscritos como tales en el Registro Civil.[12]

626

### Densidad de población

Mapa de las divisiones estadísticas de Cádiz y la densidad de población (hab/km²)

A efectos censales y estadísticos, la ciudad se ha seccionado en diez divisiones. De estas divisiones estadísticas, del 1 al 7 corresponden a la zona de intramuros, mientras que las 8, 9 y 10 corresponden a la zona de extramuros.
| División estadística | 1         | 2         | 3         | 4         | 5         | 6         | 7         | 8         | 9         | 10        |
| -------------------- | --------- | --------- | --------- | --------- | --------- | --------- | --------- | --------- | --------- | --------- |
| Superficie           | 0,32      | 0,20      | 0,28      | 0,15      | 0,13      | 0,17      | 0,20      | 1,09      | 0,83      | 1,03      |
| Población            | 6794      | 6315      | 6989      | 5752      | 5147      | 4637      | 4167      | 29 936    | 28 487    | 32 157    |
| Densidad             | 21 231,25 | 31 575,00 | 24 960,71 | 38 346,67 | 39 592,31 | 27 276,47 | 20 835,00 | 27 464,22 | 34 321,69 | 31 220,39 |

La superficie se da en km² y la densidad de población en habitantes/km².

### Área metropolitana
Cádiz es una de las ciudades principales encuadradas en el área metropolitana de la bahía de Cádiz-Jerez, queda definida por el Plan de Ordenación del Territorio de Andalucía, Decreto 206/2006, de 28 de noviembre de 2006, como la aglomeración urbana polinuclear formada por Cádiz, Chiclana de la Frontera, Jerez de la Frontera, Puerto Real, El Puerto de Santa María y San Fernando. Tiene una población de 632 249 habitantes (INE 2008), siendo la tercera área metropolitana de Andalucía, tras de las de Sevilla y de Málaga, y la duodécima de España.
No se ha producido el fenómeno de conurbación. El motivo son las barreras geológicas que dividen las localidades, tales como la sierra de San Cristóbal, las marismas, los ríos o el propio mar. Por tanto, no es un área metropolitana totalmente compacta y construida en todo su territorio.

## Economía

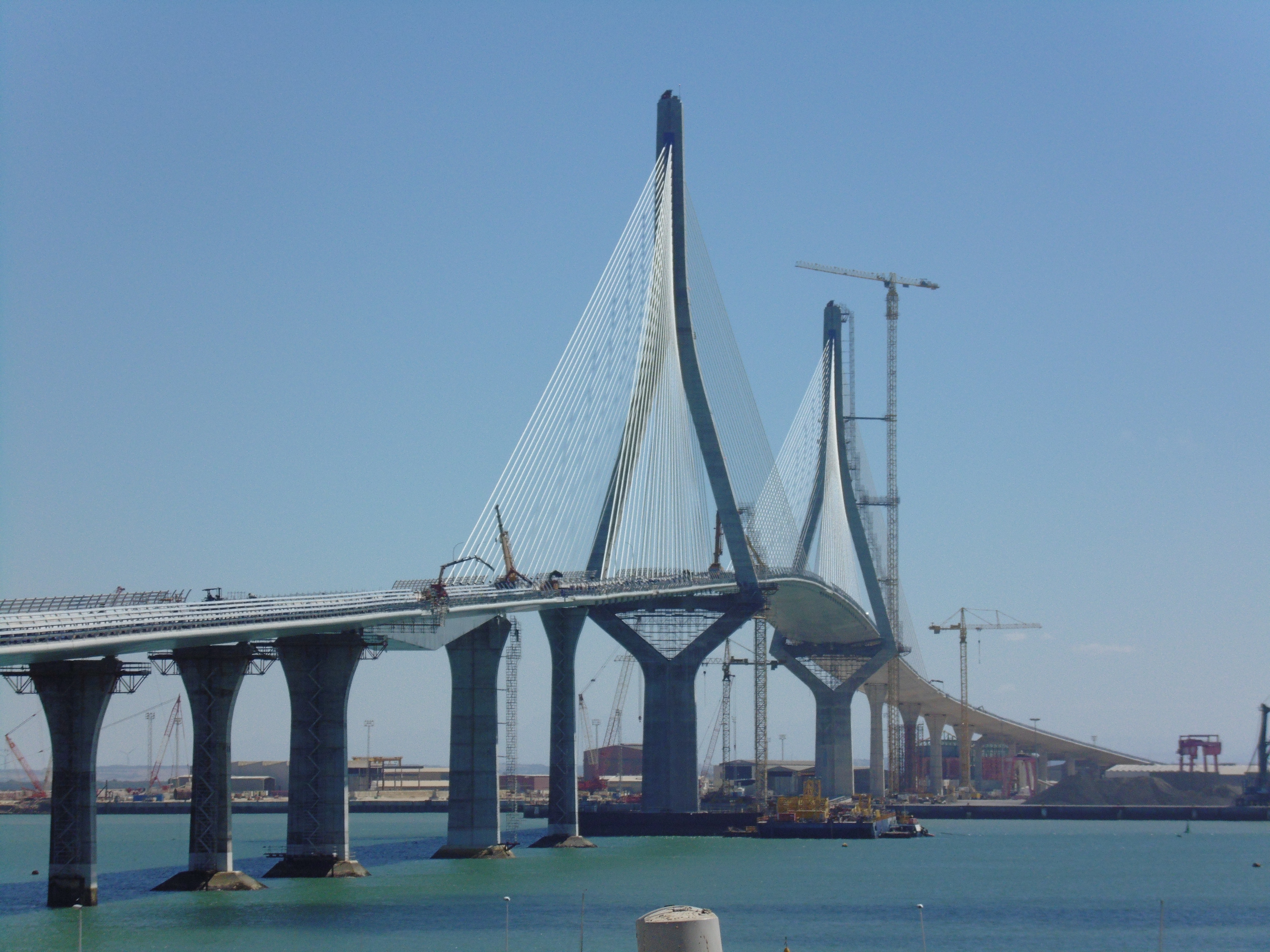
El Puente de la Constitución de 1812, nuevo acceso a la capital a través de la bahía (2015)

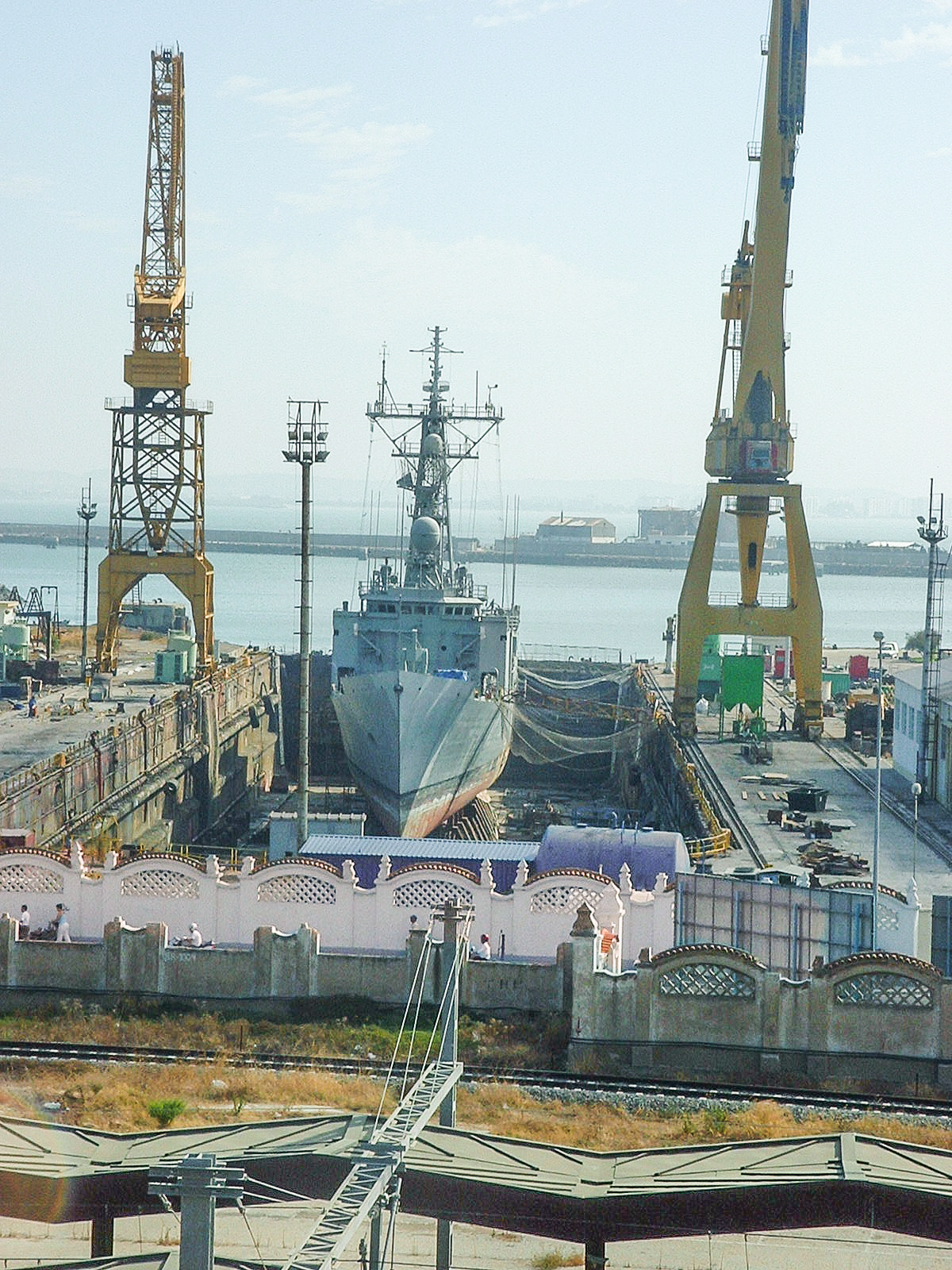
Fragata clase Santa María en el dique seco en los astilleros de Cádiz

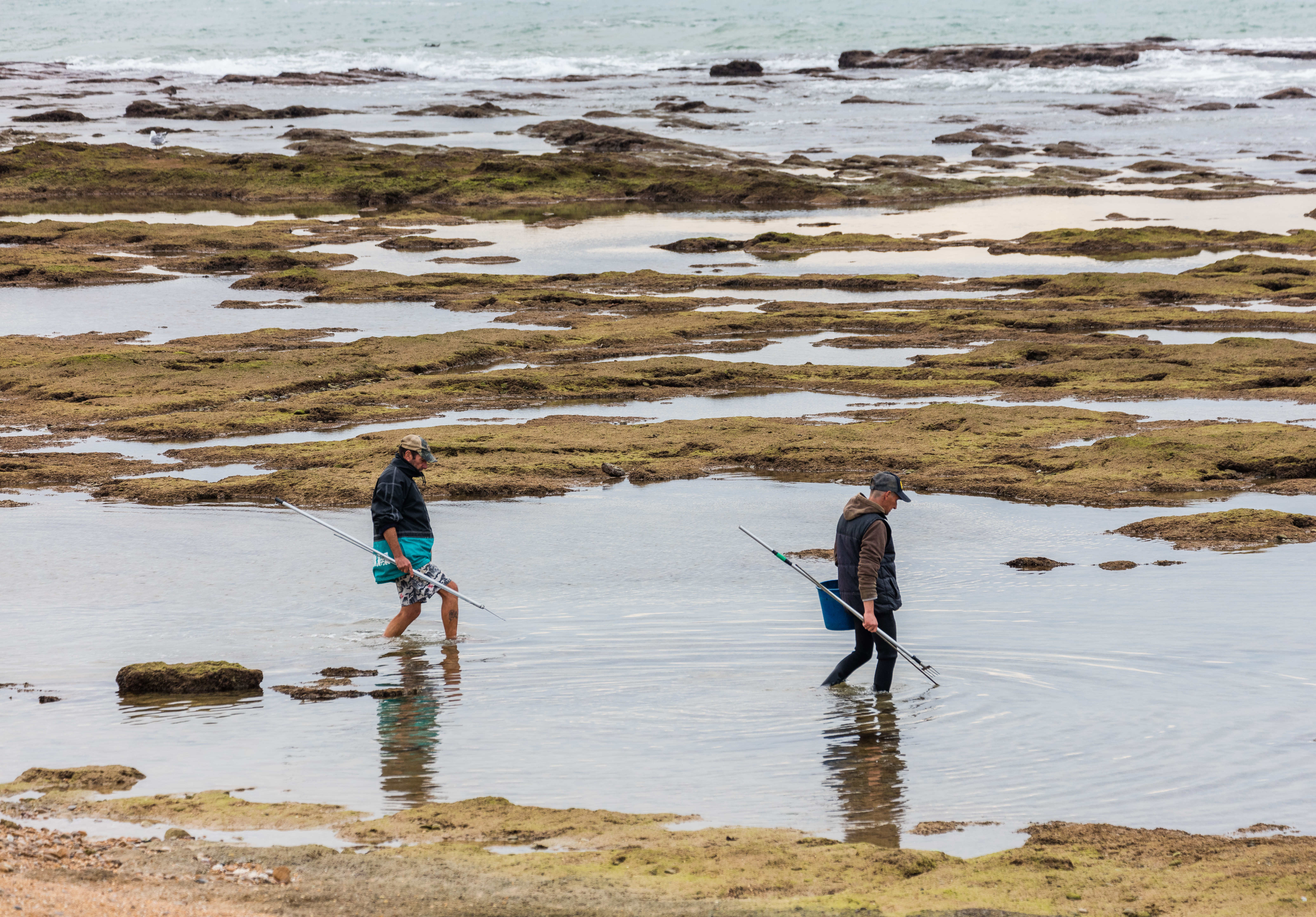
Marisqueros en Cádiz

Cádiz tradicionalmente ha sido una ciudad volcada al mar, base de su desarrollo a finales del siglo XVIII y principios del siglo XIX. Por ello la mayoría de las infraestructuras económicas se concentran en la zona portuaria. Sin embargo, la competencia del puerto de la bahía de Algeciras (puerto de calado natural muy profundo) ha reducido el comercio marítimo en los últimos treinta años, la pesca ha entrado en una grave crisis por la pérdida de privilegios en los caladero del banco saharaui y los astilleros se encuentran actualmente infrautilizados; los motivos de esta situación son la escasa demanda de producción de barcos y la dura competencia de otros astilleros extranjeros (como los de la Unión Europea o los lejanos de Corea).
Actualmente la ciudad se ve fuertemente azotada por el problema del desempleo. Para hacer frente a la crisis económica de 2008, el Consejo de Ministros aprobó un Plan de Empleo, junto con la Junta de Andalucía y la UE para la comarca (Bahía de Cádiz) con una inversión total de 105 millones de euros. La cifras de desempleo han seguido subiendo a lo largo de 2009.
El sector económico más fuerte —aun en sus bajas horas— es el comercio (G), debido a la presencia de los astilleros y la actividad del puerto de Cádiz, tiene 2755 establecimientos. También repercuten en la ciudad los 503 establecimientos relacionados con el sector sanitario y de servicios sociales.
La Zona Franca se constituye como el principal polo de atracción económica de la ciudad, por detrás de la zona portuaria y con gran variedad de sectores e industrias (Tabacalera, Lonja de Frutas, almacenes de tabacos, Endesa-Sevillana de Electricidad, garaje de autocares, etc.). En todo caso, el equipo redactor del nuevo Plan General de Ordenación Urbana ha calificado la situación actual en la Zona Franca como chabolismo industrial, haciendo referencia a la falta de recursos, de espacios de carga y recorrido viario actual. Por todo ello, en el nuevo PGOU (ratificado en solitario por el PP y en desacuerdo para el resto de partidos políticos, PSOE e IU) se ha proyectado una reforma de la Zona Franca para atraer inversiones.

### Turismo

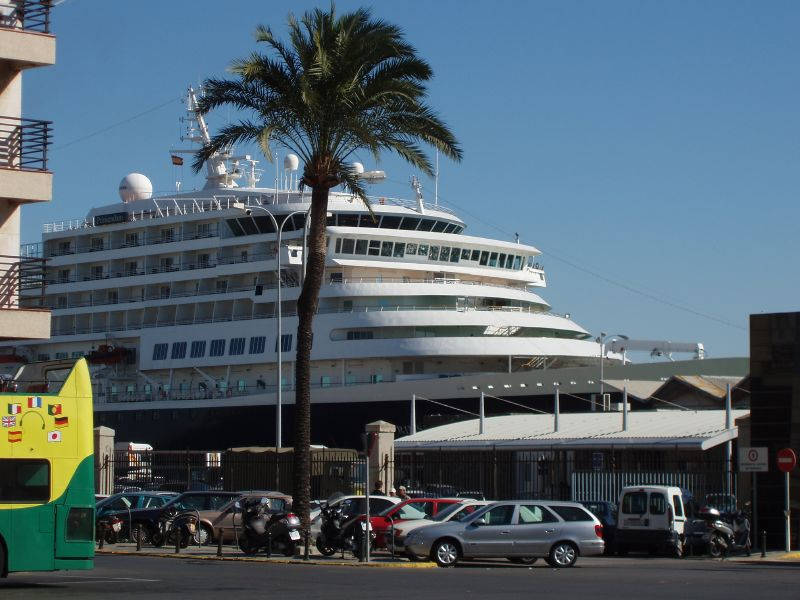
Crucero en el puerto

Un sector que se ha visto crecer y goza de una relativa salud en la ciudad es el turismo (alquiler de viviendas y hostelería, sector K), con un total de 2307 establecimientos dedicados. Esto se ha visto favorecido debido a sus playas, a la importancia de su carnaval y al importante patrimonio histórico que posee. Aun así, lo cierto es que la importancia de este sector no se ve reflejada en una mejora económica sustancial en la población (la renta familiar por habitante está entre los 8300 y 9300 euros), como lo demuestra el que después de más de tres décadas de entrega al turismo, ni la economía de las familias haya reflotado ni el desempleo haya disminuido.
De Cádiz se pueden destacar muchas cosas: sus playas y sus fiestas. Pero lo ideal es perderse en una noche de verano a tapear por el barrio de La Viña o por el barrio del Pópulo. También su rica historia, ya que Cádiz es considerada una de las ciudades más antiguas de occidente. Con un rico patrimonio artístico y monumental, Cádiz se está configurando como un gran centro de turismo cultural y urbano.
La ciudad cuenta con 109 restaurantes, 1875 plazas repartidas en 11 hoteles y 366 entre 18 hostales o pensiones.

### Evolución de la deuda viva municipal
El concepto de deuda viva contempla sólo las deudas con cajas y bancos relativas a créditos financieros, valores de renta fija y préstamos o créditos transferidos a terceros, excluyéndose, por tanto, la deuda comercial.
| Gráfica de evolución de la deuda viva del ayuntamiento de Cádiz entre 2008 y 2024      |
|                                                                                        |
| Deuda viva del Ayuntamiento, en miles de euros, según datos del Ministerio de Hacienda |

## Administración y política
En Cádiz hay presentes distintas administraciones políticas, con diferentes niveles de responsabilidad y competencias; la Diputación Provincial de Cádiz, el Ayuntamiento de Cádiz y la Subdelegación del Gobierno en Cádiz. También tienen sede por parte de la administración judicial la Audiencia Provincial y por parte del Ministerio de Fomento la sede de Capitanía Marítima de la provincia marítima de Cádiz.

### Capitalidad

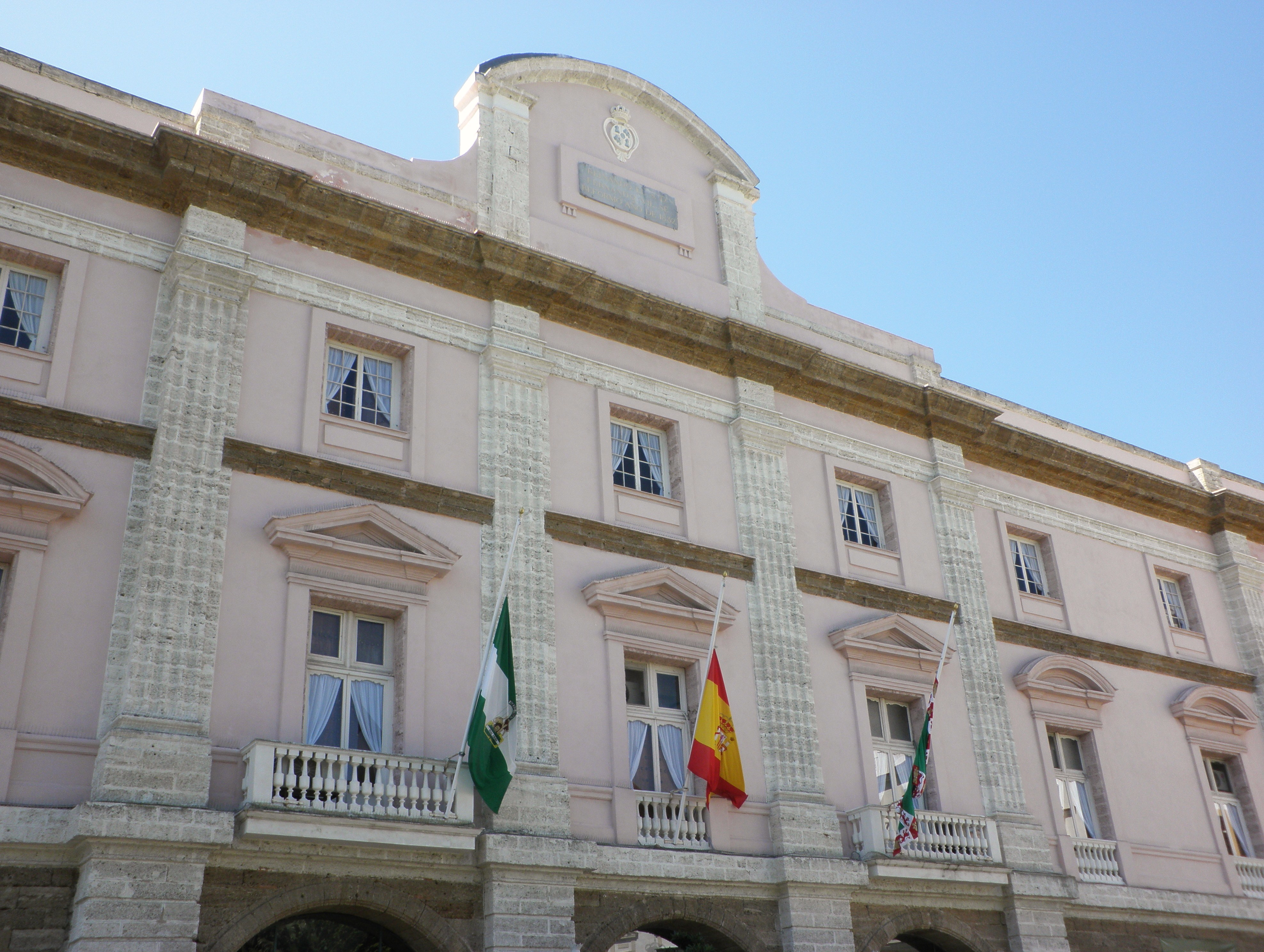
Palacio de la Aduana, sede de la Diputación Provincial

La ciudad de Cádiz es la capital de la provincia homónima. En ella están ubicados los entes administrativos de ámbito provincial, tanto dependiente del gobierno autonómico como del Estado. Por parte de la Junta de Andalucía hay una delegación provincial de cada una de las consejerías de Gobierno, coordinadas por un delegado de Gobierno dependiente de la Consejería de Gobernación de la Junta de Andalucía, por parte del Gobierno de España se ubica la Subdelegación del Gobierno en Cádiz dependiendo del delegado del Gobierno en la comunidad autónoma.
Asimismo se ubica en la ciudad la sede de Diputación Provincial de Cádiz, con poco poder en la ciudad pero que gestiona, da apoyo técnico y organiza a diferentes niveles las competencias de los municipios de la provincia de Cádiz. Tiene su sede en el Palacio de la Aduana.

### Gobierno municipal

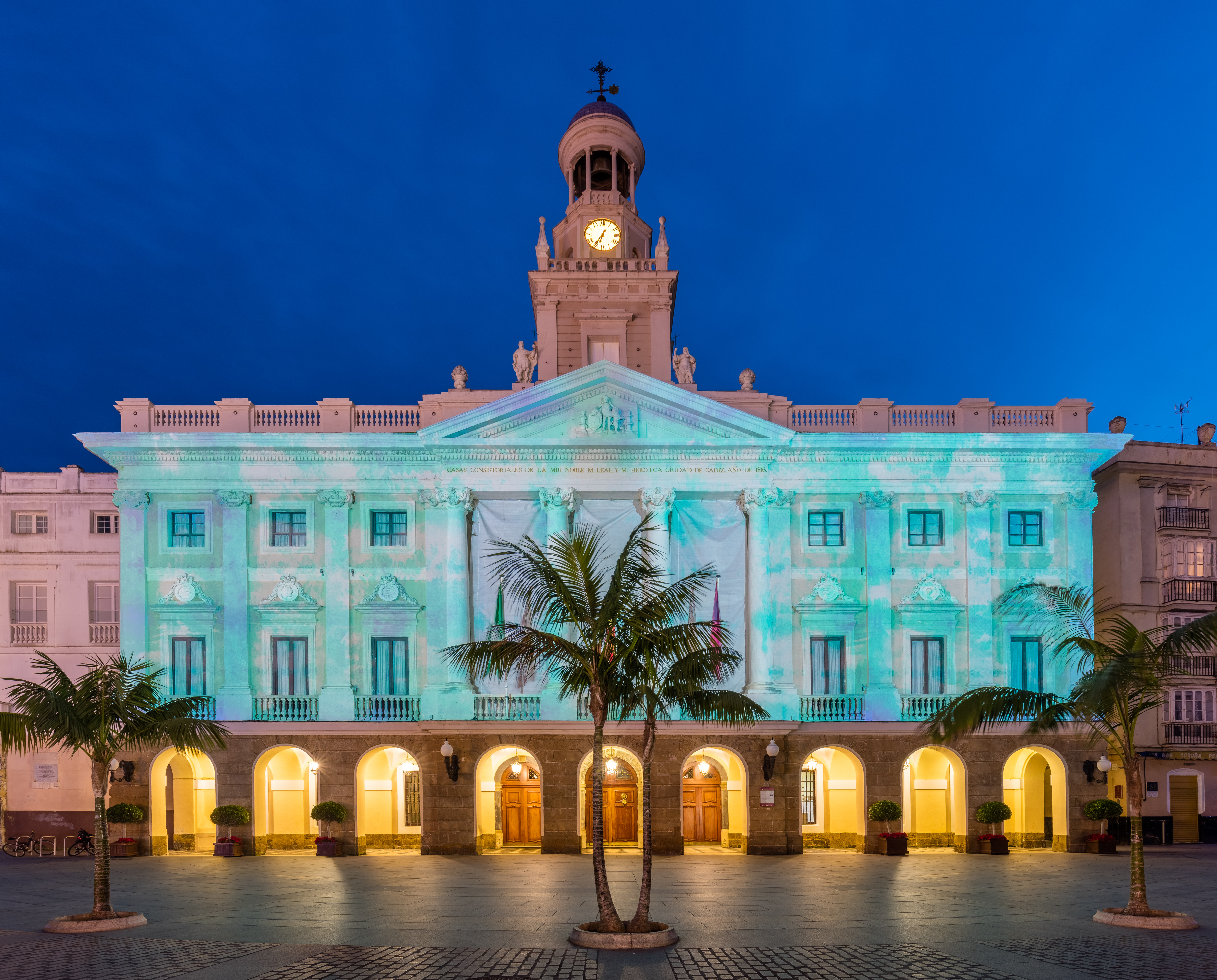
`Ayuntamiento de Cádiz

El Ayuntamiento de Cádiz es el organismo con mayores competencias y funcionarios públicos en la ciudad. Es responsable de la construcción de los equipamientos municipales y regula la vida diaria de los ciudadanos llevando asuntos como la planificación urbanística, los transportes, la recaudación de impuestos municipales, la gestión de la seguridad vial, el mantenimiento de la vía pública (asfaltado, limpieza...) y de los jardines, etc.

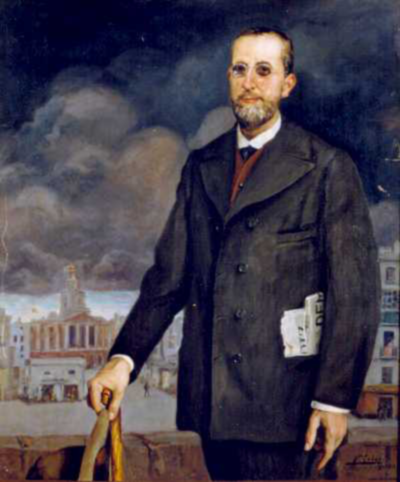
Fermín Salvochea, alcalde de tendencia anarquismo comunista y Presidente del Cantón de Cádiz

Sus representantes se eligen cada cuatro años por sufragio universal de todos los ciudadanos mayores de dieciocho años de edad. Por ley, y en función del número de habitantes que tiene la ciudad, el número de concejales de elección directa que componen el Ayuntamiento son veintisiete. El órgano está presidido por el alcalde de Cádiz, que desde las elecciones municipales de 2023 es Bruno García, del Partido Popular de Andalucía, que gobierna por mayoría absoluta.
| Periodo   | Nombre                     | Partido | Partido                                  |
| --------- | -------------------------- | ------- | ---------------------------------------- |
| 1979-1995 | Carlos Díaz Medina         |         | Partido Socialista Obrero Español (PSOE) |
| 1995-2015 | Teófila Martínez           |         | Partido Popular de Andalucía (PP)        |
| 2015-2019 | José María González Santos |         | Por Cádiz Sí se Puede                    |
| 2019-2023 | José María González Santos |         | Adelante Cádiz                           |
| 2023-act. | Bruno García de León       |         | Partido Popular de Andalucía (PP)        |

Han existido durante la historia diferentes estapas de inestabilidad, que se corresponden con situaciones difíciles para la ciudad, exceptuando casos concretos, en las que la alcaldía cambiaba frecuentemente.
|  |

Uno de los alcaldes famosos fue Fermín Salvochea y Álvarez que, además, llegó a ser presidente del Cantón de Cádiz. Fue uno de los principales propagadores del pensamiento anarquista en esa zona en el siglo XIX. Mantuvo contactos con los pensadores anarquistas y miembros de la Alianza de Bakunin.
Manuel de la Pinta Leal y José de Barrasa y Muñoz de Bustillo (1897-1936) fueron fusilados durante la guerra civil española por defender la República.
Existieron alcaldes que, aunque no tuvieran importancia fuera de la ciudad, hicieron importantes reformas en esta, como Agustín Blázquez y Paúl, José León de Carranza (militar falangista, alcalde vitalicio designado por Franco, y hermano de Ramón de Carranza, antiguo alcalde de Sevilla) o Carlos Díaz Medina.
| Partido político                                                 | 2023   | 2023  | 2023       | 2019   | 2019  | 2019       | 2015   | 2015  | 2015       | 2011   | 2011  | 2011       | 2007   | 2007  | 2007       |
| Partido político                                                 | Votos  | %     | Concejales | Votos  | %     | Concejales | Votos  | %     | Concejales | Votos  | %     | Concejales | Votos  | %     | Concejales |
| Partido Popular de Andalucía (PP)                                | 23 198 | 40,10 | 14         | 13 397 | 22,04 | 6          | 22 004 | 33,68 | 10         | 33 046 | 56,36 | 17         | 33 910 | 59,77 | 18         |
| Partido Socialista Obrero Español de Andalucía (PSOE-A)          | 11 558 | 19,98 | 7          | 10 474 | 17,23 | 5          | 11 359 | 17,39 | 5          | 13 015 | 22,20 | 7          | 15 524 | 27,36 | 8          |
| Adelante Izquierda Gaditana-Adelante Cádiz-Por Cádiz Sí se Puede | 11 320 | 19,57 | 6          | 26 498 | 43,59 | 13         | 18 277 | 27,98 | 8          | —      | —     | —          | —      | —     | —          |
| Ciudadanos (CS)                                                  | 1001   | 1,73  | 0          | 6659   | 10,95 | 3          | 4666   | 7,14  | 2          | —      | —     | —          | —      | —     | —          |
| Ganar Cádiz en Común (CeC)-Izquierda Unida (IU)                  | —      | —     | —          | —      | —     | —          | 5487   | 8,40  | 2          | 5559   | 9,48  | 3          | 3764   | 6,63  | 1          |

### Justicia
Cádiz es la sede de la Audiencia Provincial, que también acoge a la ciudad autónoma de Ceuta. Esta sede está integrada en ocho Secciones funcionales, con competencia civil y penal. Existen tres Secciones funcionales desplazadas, la denominadas Sección sexta en Ceuta, la séptima en Algeciras y la octava en Jerez de la Frontera.

Contraseña de la provincia marítima de Cádiz

Es también cabeza del partido judicial número cuatro de la provincia de Cádiz creado por Real Decreto en 1983, como número cuatro de Cádiz.

### Capitanía marítima
La ciudad es sede de la provincia marítima y el distrito marítimo de Cádiz, que incluye el puerto de la Bahía de Cádiz. La Capitanía tiene como objetivo administrar los puertos y aguas pertenecientes al estado español y garantizar la seguridad de la vida humana en el mar, la navegación y medio ambiente.

## Servicios

### Educación
| Niveles                                | Hombres | Mujeres | Total  |
| -------------------------------------- | ------- | ------- | ------ |
| Menores de 6 años                      | 3204    | 2972    | 6176   |
| No sabe leer ni escribir               | 3243    | 3927    | 7170   |
| Sin estudios. Primaria incompleta      | 22 510  | 28 750  | 51 260 |
| EGB Bachiller elemental. ESO           | 11 725  | 12 160  | 23 885 |
| FP1                                    | 1792    | 1892    | 3684   |
| FP2                                    | 7276    | 6429    | 13 705 |
| Bachiller superior. BUP                | 5563    | 5583    | 11 146 |
| Diplomado universitario                | 3196    | 3975    | 7171   |
| Licenciado universitario               | 2696    | 2123    | 4819   |
| Titulados superiores no universitarios | 669     | 90      | 759    |
| Doctorado o estudios de postgrado      | 412     | 194     | 606    |

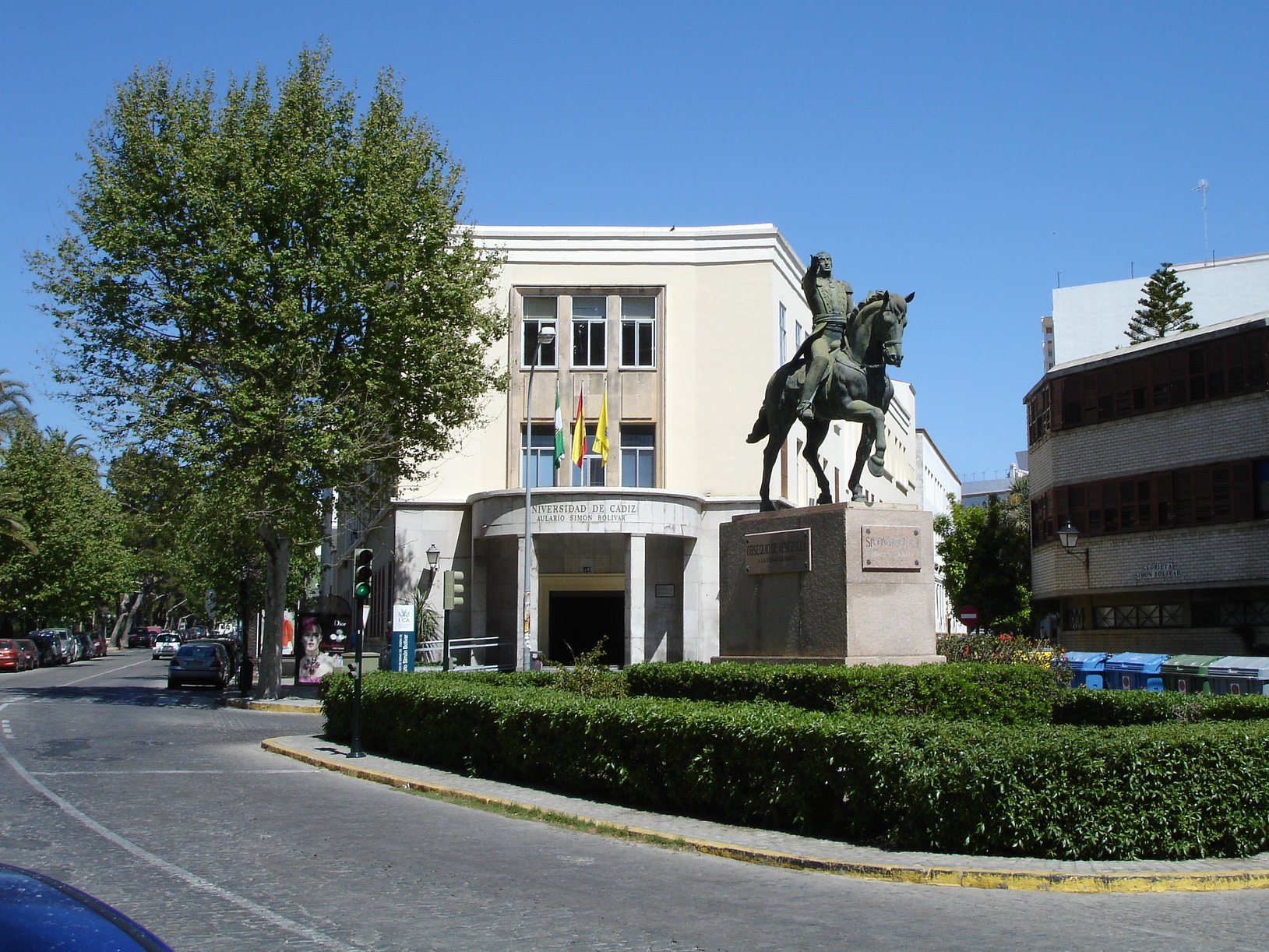
Aulario Simón Bolívar, Escuela Superior de Ingeniería

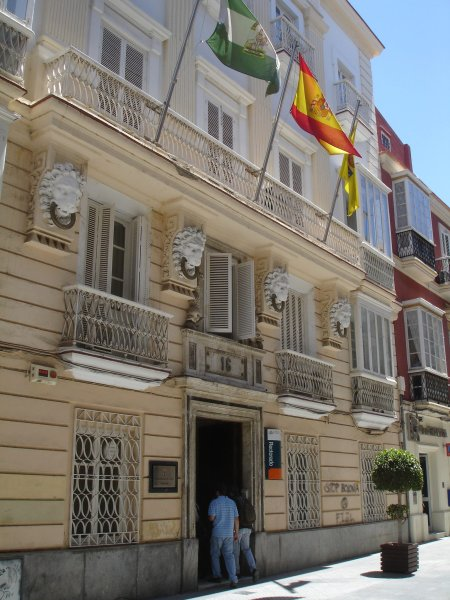
Rectorado de la Universidad

La oferta educativa de la ciudad de Cádiz cuenta con 36 centros de enseñanza primaria (12 años), 29 centros de enseñanza secundaria (hasta los 16 años) y 3 centros de enseñanza universitaria, pertenecientes a la Universidad de Cádiz. Posee cuatro bibliotecas públicas y 19 pantallas de cine. Por último, el rectorado de la Universidad de Cádiz tiene su sede en la ciudad.
A continuación se muestra una tabla en donde se distribuye a la población por niveles de estudio. Los datos se empezaron a contabilizar en 2005 y con fecha de cierre en 2006.

#### Universidad de Cádiz
La Universidad de Cádiz es la universidad pública de la provincia de Cádiz. En ella cursan estudios unos 18 199 alumnos (curso 2005-2006) y trabajan 1563 profesores y 680 profesionales de administración y servicios la Universidad de Cádiz tiene sus centros repartidos en cuatro campus: Campus de Cádiz, Campus de Puerto Real, Campus de Jerez y Campus Bahía de Algeciras.
Fue fundada como tal el 30 de octubre de 1979, aunque muchos de sus centros ya existían anteriormente como escuelas independientes. Actualmente la universidad es una de las máximas instituciones de la provincia y dado su proyección atlántica acoge a estudiantes de los cinco continentes con importantes convenios de intercambio con universidades americanas, rusas y africanas y así como formando parte del Programa Europeo Erasmus.
A través de la FUECA tiene un Centro Superior de Lenguas Modernas de la UCA, en el que ofrece estudios de inglés, francés, italiano, alemán, árabe, portugués, ruso, japonés y español para extranjeros. La Universidad Nacional de Educación a Distancia (UNED) tiene un centro en el casco antiguo de la capital.

#### Museos
El Museo de Cádiz está situado en la plaza de Mina. Se construyó sobre terrenos desamortizados a los franciscanos en el siglo XIX. El edificio es obra de Juan Daura, inaugurado en 1838 de estilo neoclásico. El museo tras una reforma cuenta con tres secciones: Arqueología, Bellas Artes y Etnografía. Se destacan obras de Zurbarán, Salvador Viniegra y Adolf Ulrik Wertmüller.

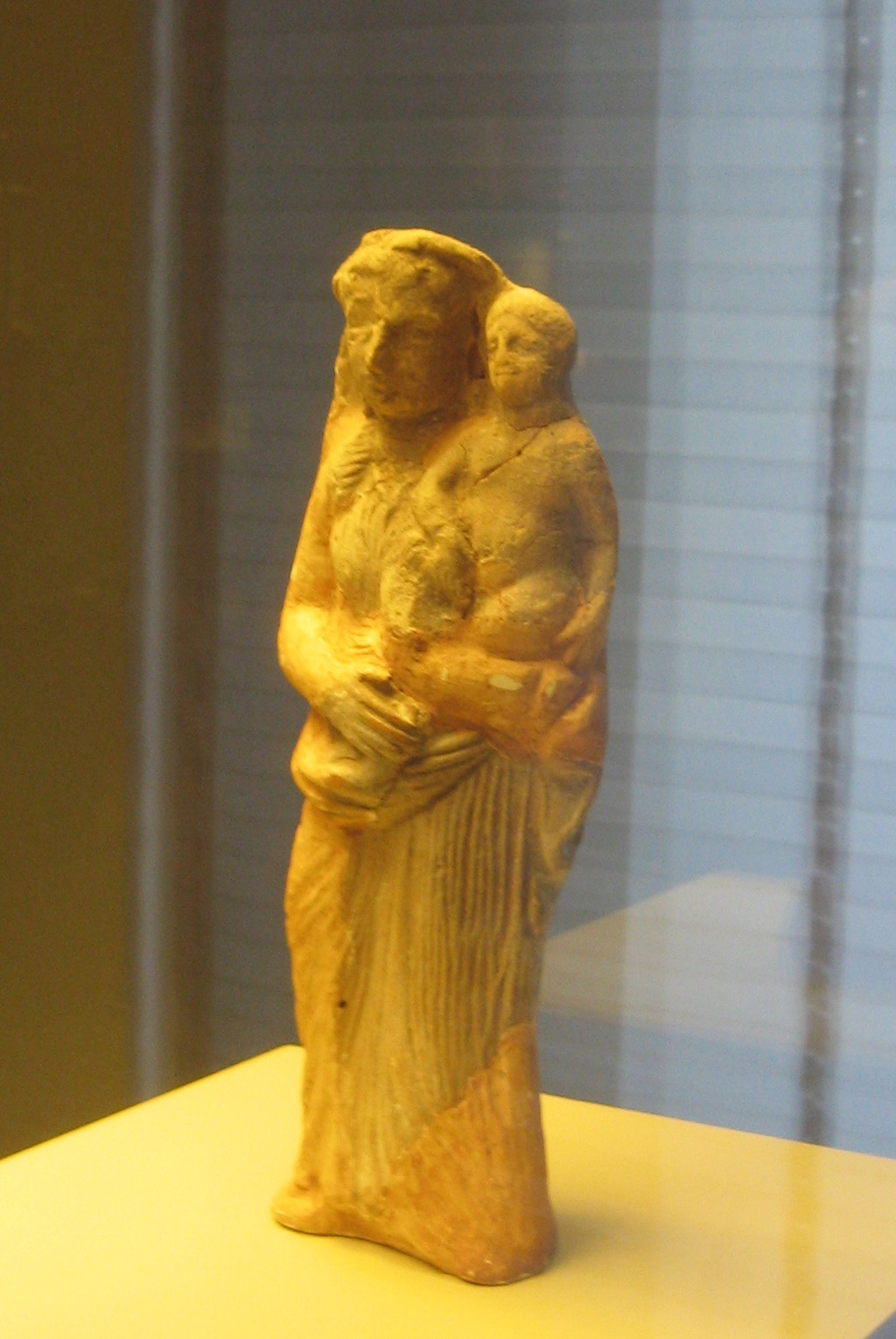
Deidad femenina de El Tesorillo de la Algaida
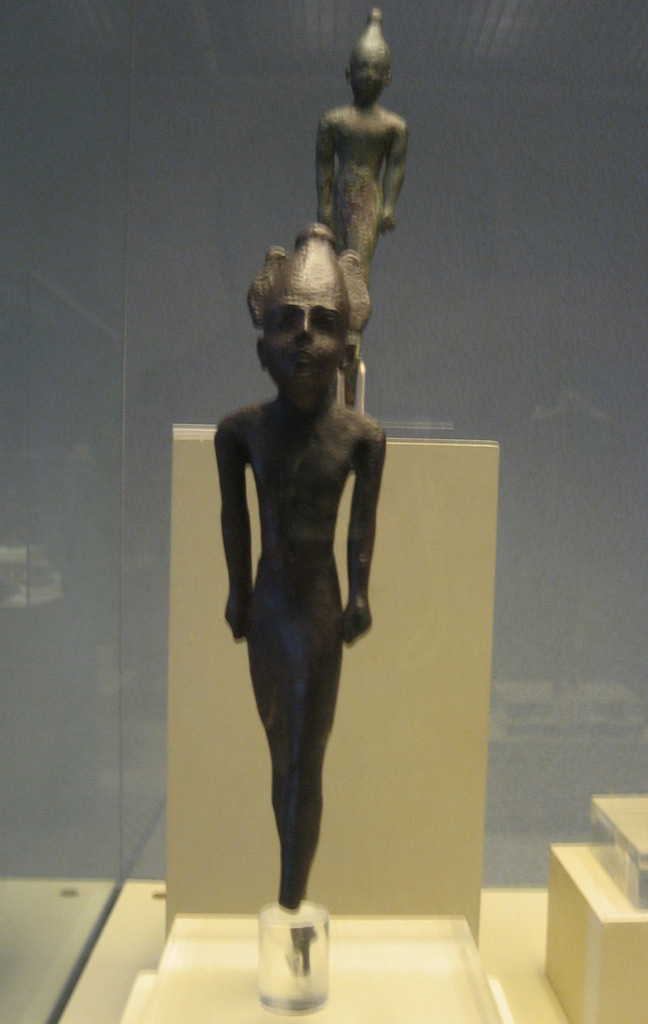
Estatuilla votiva del templo de Melkart-Hércules Gaditano
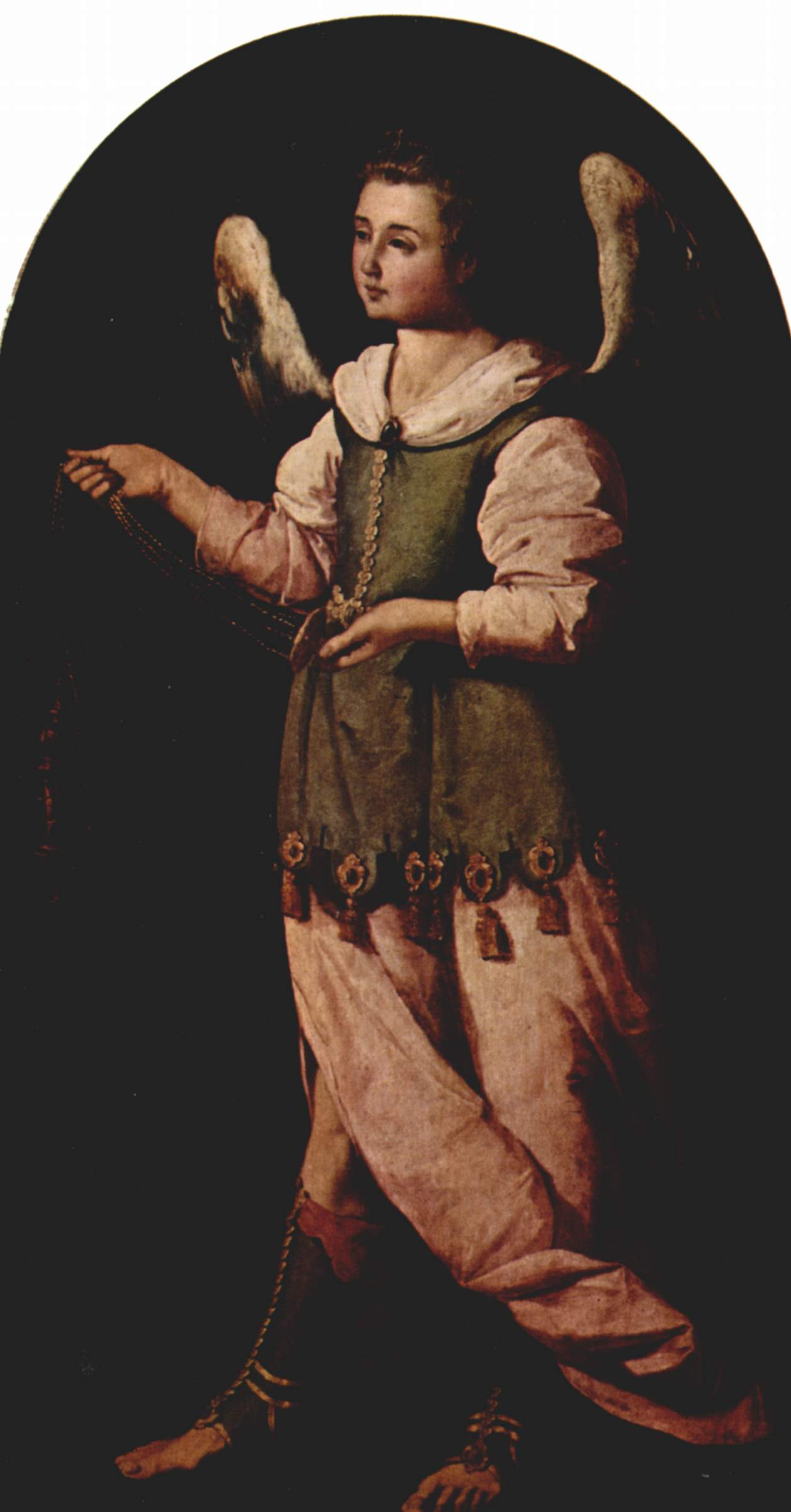
Ángel de Zurbarán de la Cartuja de Jerez de la Frontera
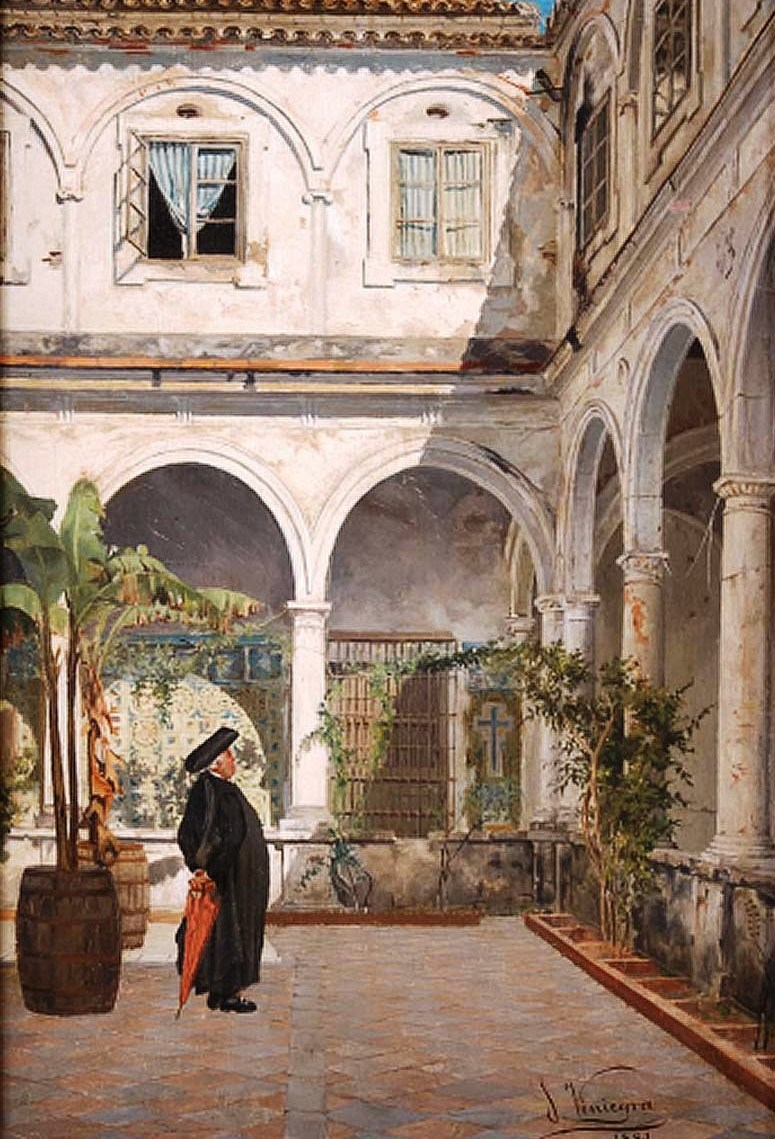
Patio del convento de San Francisco de Cádiz de Salvador Viniegra

El Museo de las Cortes de Cádiz es un museo histórico ubicado en la calle Santa Inés de Cádiz. Nace como referente dentro de los actos llevados a cabo en la ciudad para conmemorar el Primer Centenario de la Constitución de 1812, la primera de la Historia de España. En su colección se encuentra una maqueta de la ciudad dispuesta por Carlos III y que ocupa una superficie de una superficie de 12,52 x 6,92 {\displaystyle m^{2}}. En junio de 2010 se inaugura en la ciudad el Museo Taller Litográfico, ubicado en las puertas de Tierra, y que hereda el patrimonio litográfico existente en Cádiz desde la primera mitad del siglo XIX.

### Sanidad

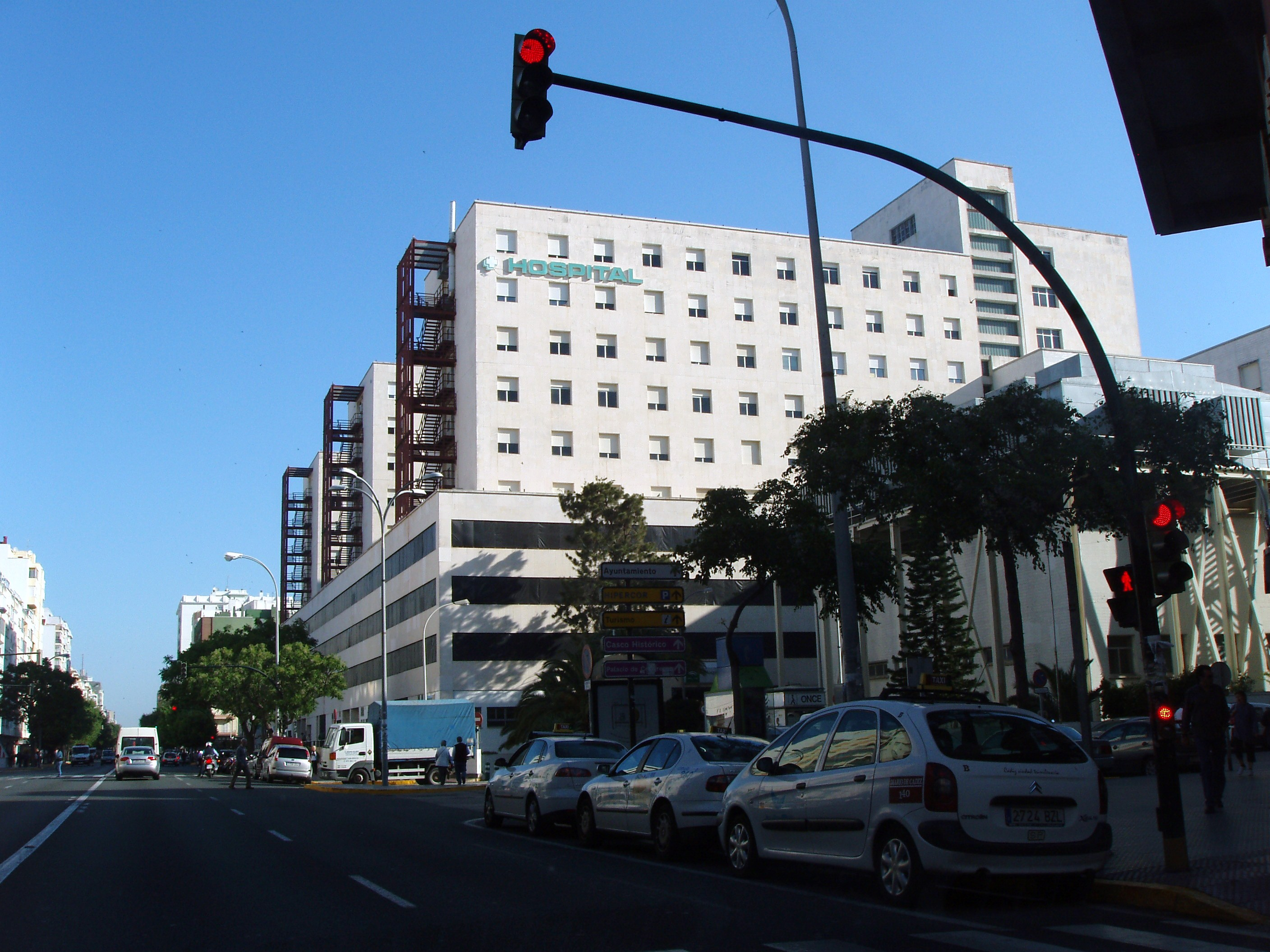
Hospital Puerta del Mar

La ciudad cuenta con siete centros de salud, incluido el Hospital Universitario Puerta del Mar. En estos centros se prestan cuidados sanitarios de carácter preventivo, curativo, rehabilitador y de promoción de la salud. Se componen de médicos de familia, pediatras, personal de enfermería y trabajadores sociales. Incluyen entre otros programas de salud, el de planificación familiar y el de vacunaciones.
El Hospital Universitario Puerta del Mar debe su nombre a que está construido sobre una de las puertas de la muralla de Cádiz, que comunicaba a la ciudad con el muelle. Tiene como cobertura el área de Cádiz y San Fernando, un total de 221 436 habitantes. En la actualidad cuenta con 800 camas. El personal de que dispone supera los 2800 trabajadores.
Es un hospital de referencia en la provincia de Cádiz para las siguientes especialidades: neurocirugía, cirugía plástica, cirugía maxilofacial, medicina nuclear, radioterapia, cirugía cardiaca, cirugía pediátrica, cirugía vascular, UCI-pediátrica, trasplante, inmunología, genética, traumatología (cirugía de columna).

### Abastecimiento
Agua
La empresa encargada del suministro de agua a la ciudad es ACASA (Aguas de Cádiz S.A.). Existe un convenio de colaboración de la empresa, el Ayuntamiento de Cádiz y la Universidad de Cádiz para mejorar el sistema de abastecimiento. El proyecto consiste en un modelo matemático de grafos sobre la red de abastecimiento que ayudaría a encontrar rápidamente cualquier desperfecto o mal funcionamiento. Se ha realizado un modelo de prueba para los barrios de Santa María y El Pópulo.
Actualmente la ciudad de Cádiz se abastece de agua proveniente de la cuenca del Guadalete (embalses de Bornos-Arcos, Hurones y Guadalcacín), y complementado con el agua procedente de la cuenca del Guadiaro.
Electricidad
El abastecimiento de electricidad en la ciudad se reduce al abastecimiento de su centro urbano. La energía eléctrica es suministrada desde el exterior, por dos estaciones gestionadas por Endesa de tensiones diferentes; la Central Térmica Puntales de 132 kV y la Subestación Cádiz Cortadura, de 66 kV.
En las dos estaciones se produce la transformación a 28 kV, siendo las redes de abastecimiento enterradas, de topología mallada y de estructura arbórea (estructura fractal). Puntualmente existen tendidos aéreos,
Otros
En la ciudad existe suministro de gas canalizado, existiendo la posibilidad para casi toda la población. Actualmente un parque de 18 000 viviendas cuentan con suministro de gas. Existe también una red de telecomunicaciones en la ciudad: telefonía, telefonía móvil y cable.

### Comunicaciones

#### Carreteras
Cádiz, debido al especial emplazamiento que ocupa, tiene tres vías de acceso: la CA-33 a través del estrecho istmo que une a Cádiz con San Fernando, la N-443 a través del puente José León de Carranza y, desde septiembre de 2015, desde la CA-35 a través del barrio del río San Pedro y sobre la bahía, a través del puente de la Constitución de 1812.

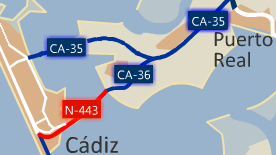
La N-443 se proyectó con un carril para cada sentido. En la actualidad tiene además un carril reversible. Cuenta con una zona central móvil para el paso de buques hacia la base de Carraca y los astilleros de San Fernando
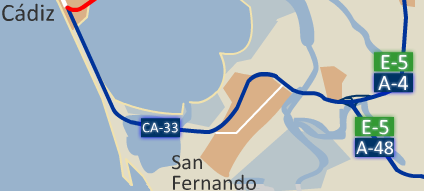
Autovía CA-33 de San Fernando a Cádiz
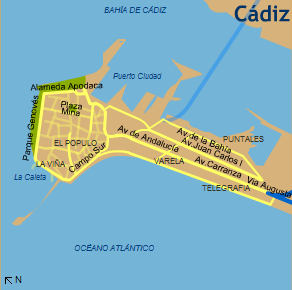
Plano de Cádiz. Aparece, en celeste, el nuevo acceso a la ciudad, el Puente de la Constitución de 1812

Existen varias vías que comunican, de forma más o menos directa, con estos accesos de entrada, entre ellas destacan las siguientes autovías y autopistas:
- Autopista de peaje AP-4 E-05 desde Sevilla. El Tramo entre Jerez de la Frontera y Cádiz fue liberado en octubre de 2005. Como alternativa a la autopista se puede utilizar la A-4. La A-4 a su paso por la provincia de Cádiz, discurre por la antigua N-IV donde se bifurca por variante al paso de El Puerto de Santa María y Puerto Real (quedando la antigua N-IV con los nombres CA-31 y CA-32) hasta el cruce de la A-48, cruce de San Fernando-Chiclana de la Frontera a Algeciras, donde en este cruce termina la A-4, y lo que era la N-IV fue renombrada como CA-33 (San Fernando-Cádiz).
- Carretera N-340, esta carretera une las poblaciones del litoral gaditano (junto al tramo ya terminado de la A-48, comenzando en San Fernando y hasta llegar a Algeciras, donde enlaza con la A-7 o autovía del Mediterráneo. Junto a esta carretera se está construyendo progresivamente la autovía A-48, que con el tiempo será satélite de la N-340 en toda su extensión hasta Algeciras. Actualmente se puede circular por autovía desde Cádiz hasta Vejer de la Frontera.

#### Ferrocarril

Trenes Alvia 130, Civia y MD 449 en la estación de Cádiz

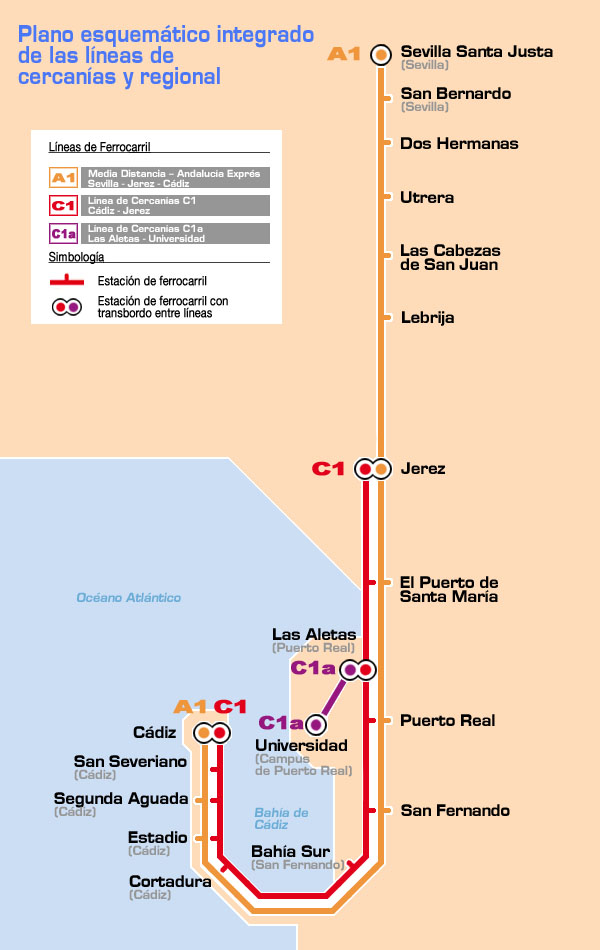
Plano de las líneas de cercanías y media distancia que llegan a Cádiz

La estación de Cádiz es la principal estación ferroviaria de las cinco que posee la ciudad. Es terminal de todos los servicios ferroviarios que llegan Cádiz. De ella parten trenes de cercanías a Jerez de la Frontera; de Media Distancia a Sevilla, Córdoba y Jaén; y de largo recorrido. De estos últimos, tres trenes Alvia cada día con destino Madrid.
Las otras cuatro estaciones reciben servicios de cercanías, y excepcionalmente, trenes regionales.
| Estación       | Línea | Servicios | Zona | Situación                                                    |
| -------------- | ----- | --------- | ---- | ------------------------------------------------------------ |
| Cádiz          | Alvia |           | 1    | En el centro, junto a la plaza de Sevilla                    |
| San Severiano  |       |           | 1    | En el barrio homónimo                                        |
| Segunda Aguada |       |           | 1    | En la avenida homónima                                       |
| Estadio        |       |           | 1    | En el barrio de La Laguna, junto al estadio Nuevo Mirandilla |
| Cortadura      |       |           | 1    | Junto a la playa de Cortadura                                |

Al soterramiento de la línea de ferrocarril Cádiz-Sevilla a su paso por la ciudad de Cádiz se le quiso llamar Metro de Cádiz. Esto no deja de ser una denominación política, ya que no existe realmente una red de metro que preste este servicio en la ciudad. Se dispusieron varias estaciones de ferrocarril dentro de la ciudad, dentro del tramo soterrado en un intento de reducir el transporte privado en la superficie. El soterramiento tiene una longitud aproximada de 2400 m y propició que se creara la avenida Juan Carlos I en el lugar donde transcurrían las vías en la superficie.
Teniendo en cuenta el tamaño de la ciudad y que esta dispone de cinco estaciones, la medida podría haber funcionado, pero los altos precios en comparación con la red de autobús y las bajas frecuencias (15 min en hora punta y 60 min en hora valle) han hecho que no sea frecuentemente utilizado para desplazarse por el interior de la ciudad.
Próximamente la ciudad dispondrá del servicio de Alta Velocidad, encontrándose ya en obras en algunos tramos de la futura línea de alta velocidad Sevilla-Cádiz, que unirá Cádiz y su bahía con el resto de la red ferroviaria de altas prestaciones de España.

#### Tranvía
Actualmente se encuentra en obras la construcción del Tranvía de la Bahía de Cádiz, que constará de dos líneas. La primera de ellas conectará la ciudad con los municipios San Fernando y Chiclana. La segunda línea, que será costeada por la Junta de Andalucía, conectará la ciudad con los municipios de Puerto Real, El Puerto de Santa María y Jerez de la Frontera, llegando hasta el aeropuerto. La línea 2 conectará de una forma más rápida las ciudades mencionadas a la actual línea de cercanías, ya que el trazado de la misma circulará por el segundo puente sobre la bahía.

#### Aeropuertos

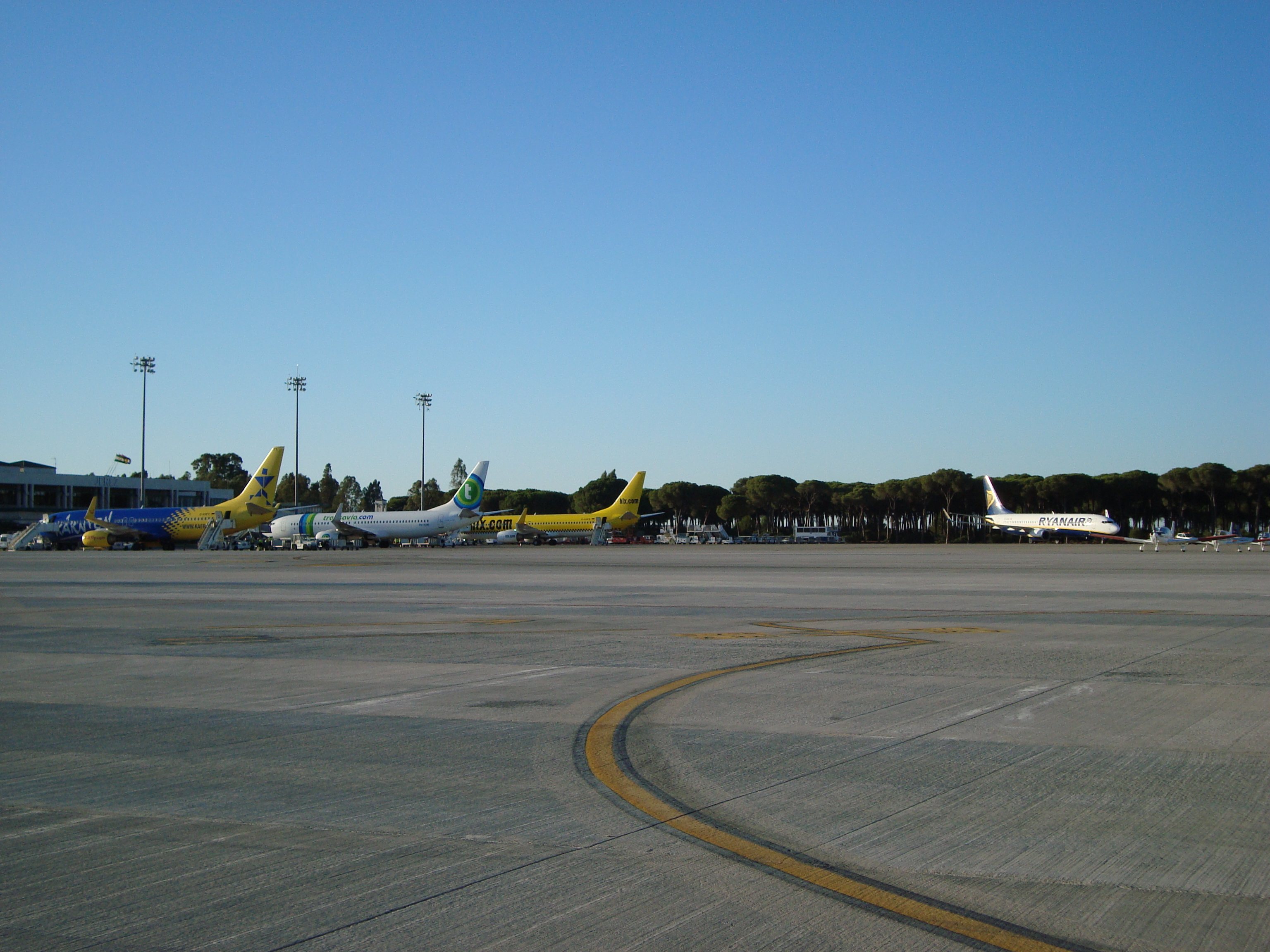
Aeropuerto de Jerez

El aeropuerto más próximo es el aeropuerto de Jerez, principal de la provincia y antigua Base aérea de La Parra. De forma alternativa existe otro en Sevilla, Málaga y Gibraltar (de uso compartido con Reino Unido), así como otro militar en la base naval de Rota. Por tanto, los aeropuertos más cercanos son los siguientes:
- Aeropuerto de Jerez, a 35 km.
- Aeropuerto de Sevilla (hasta 1990 llamado Aeropuerto de Sevilla-San Pablo), a 134 km.
- Aeropuerto de Gibraltar-Gibraltar Airport-, a 147 km.
- Aeropuerto de Málaga-Costa del Sol, a 255 km.

#### Puertos

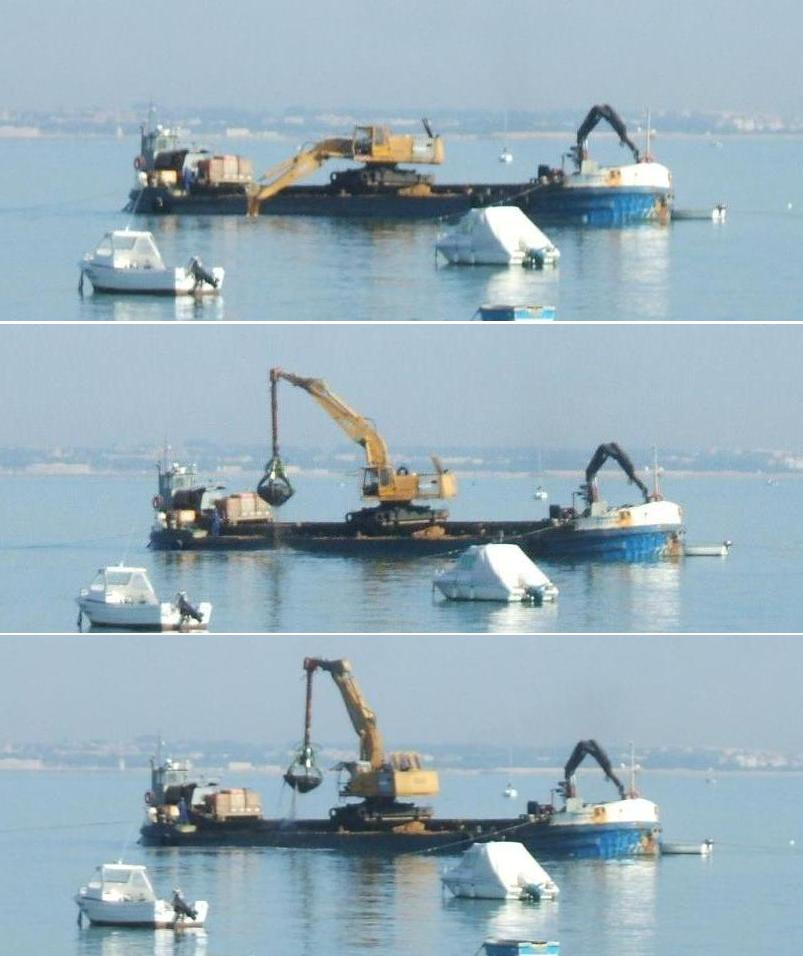
Draga en el puerto

El puerto de la Bahía de Cádiz es, más en los últimos años, un importante punto de parada de cruceros y transatlánticos, además une la península con las Islas Canarias y Tánger por mar. Es la sede de la provincia marítima de Cádiz, regulado por Real Decreto 638/2007, de 18 de mayo de 2007, por el que se regulan las Capitanías Marítimas y los Distritos Marítimos. El puerto es un complejo que agrupa los puertos siguientes: Puerto de Cádiz, Puerto de Bajo de las Cabezuelas y Puerto Mercantil de El Puerto de Santa María. Principalmente, la mayor entrada y salida de mercancías la llevan las siguientes dársenas:
- Dársena de Cádiz-ciudad[85]
- Dársena de la Zona Franca
- Muelle de Cabezuela-Puerto Real, en el municipio de Puerto Real
- Dársena de El Puerto Santa María, en el municipio del mismo nombre
- Puerto Sherry

De la dársena de Cádiz-ciudad salen catamaranes que enlazan Cádiz con los municipios de El Puerto de Santa María y Rota. Un medio de transporte declarado Bien de Interés Cultural por la Junta de Andalucía es el Vaporcito o el Vapor de El Puerto, que cruzaba la Bahía y comunicaba las dársenas de El Puerto de Santa María y Cádiz.

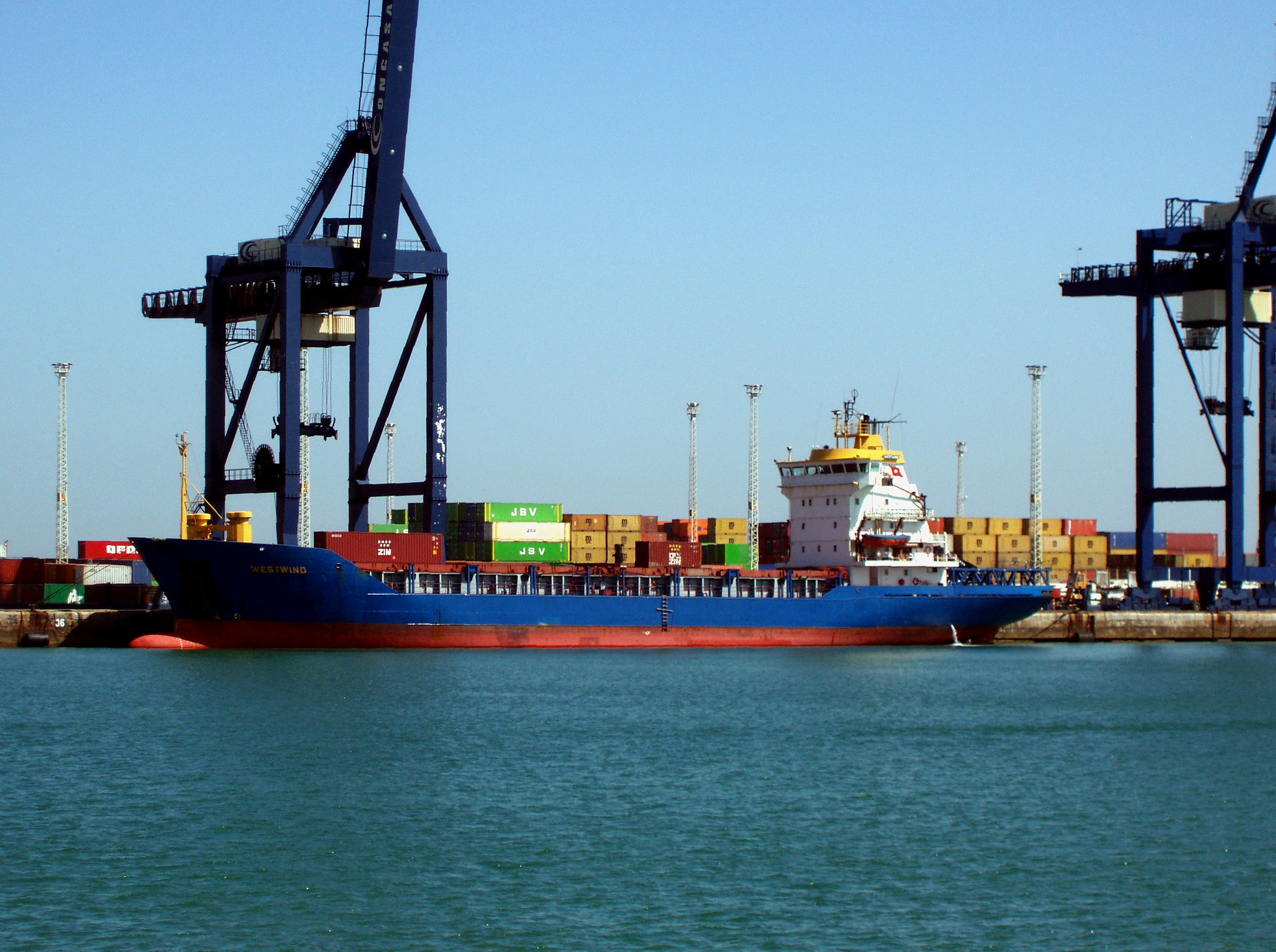
Buque Westwind atracando en el muelle
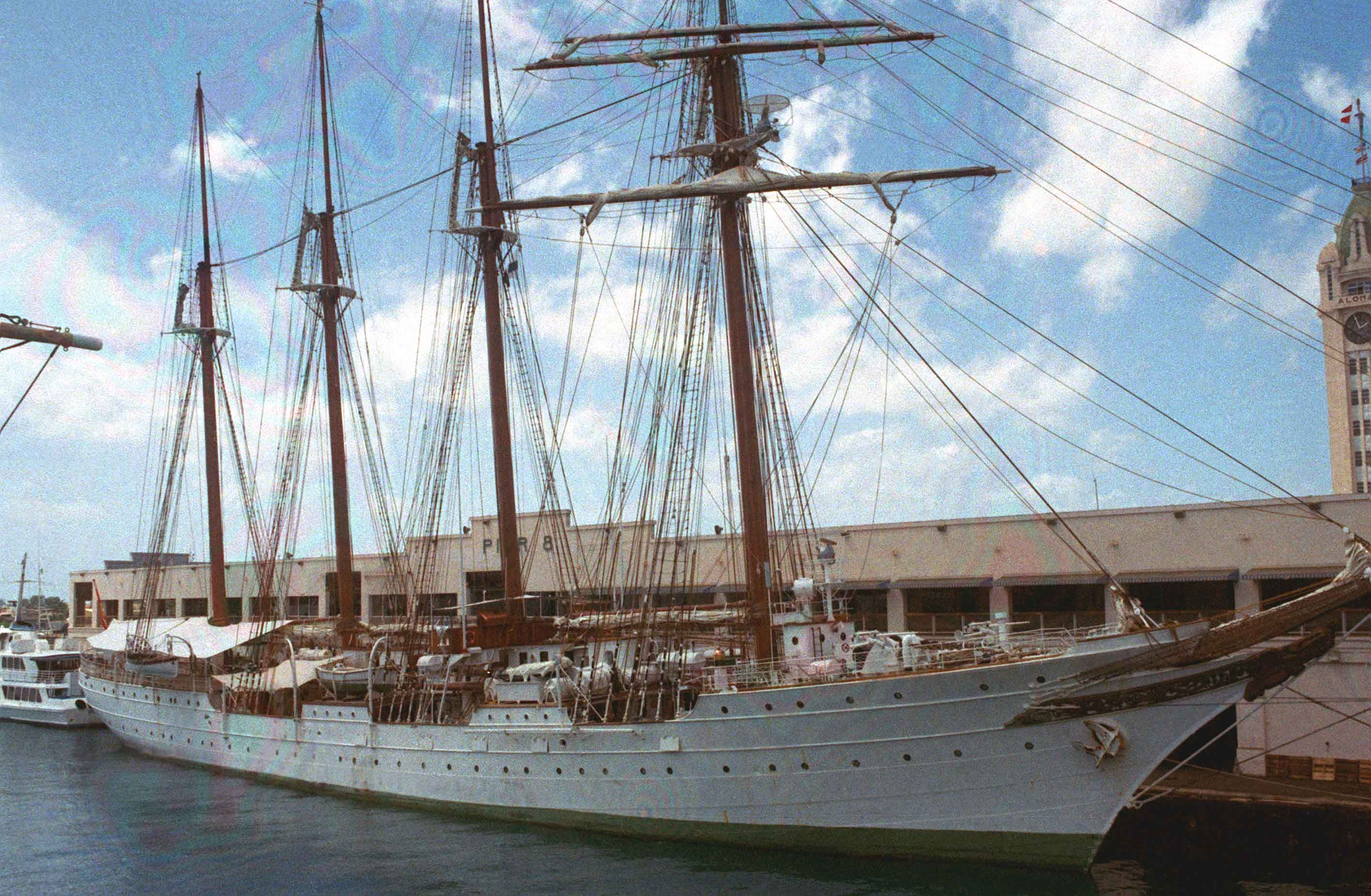
Buque escuela español Juan Sebastián Elcano
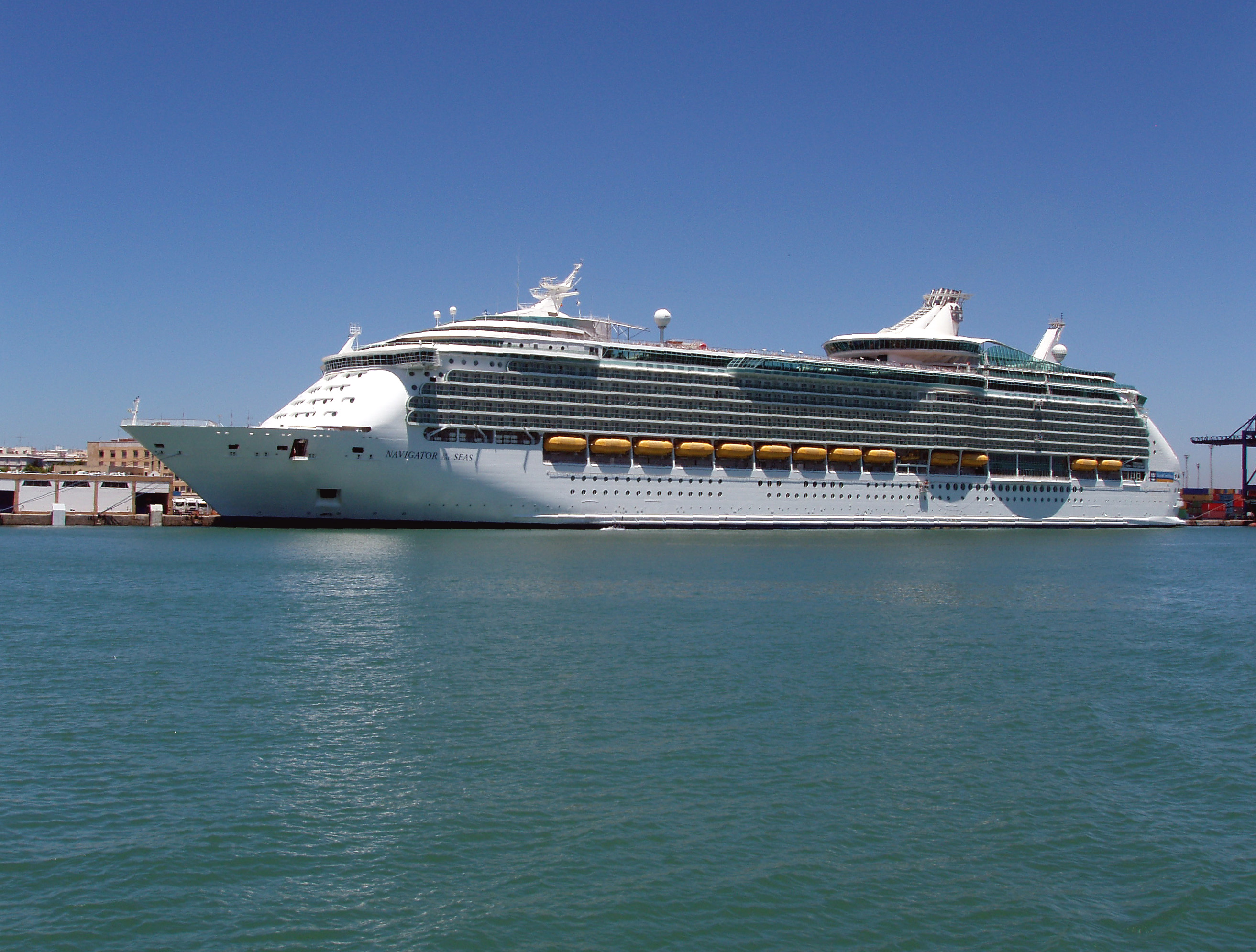
Crucero Navigator of the Seas
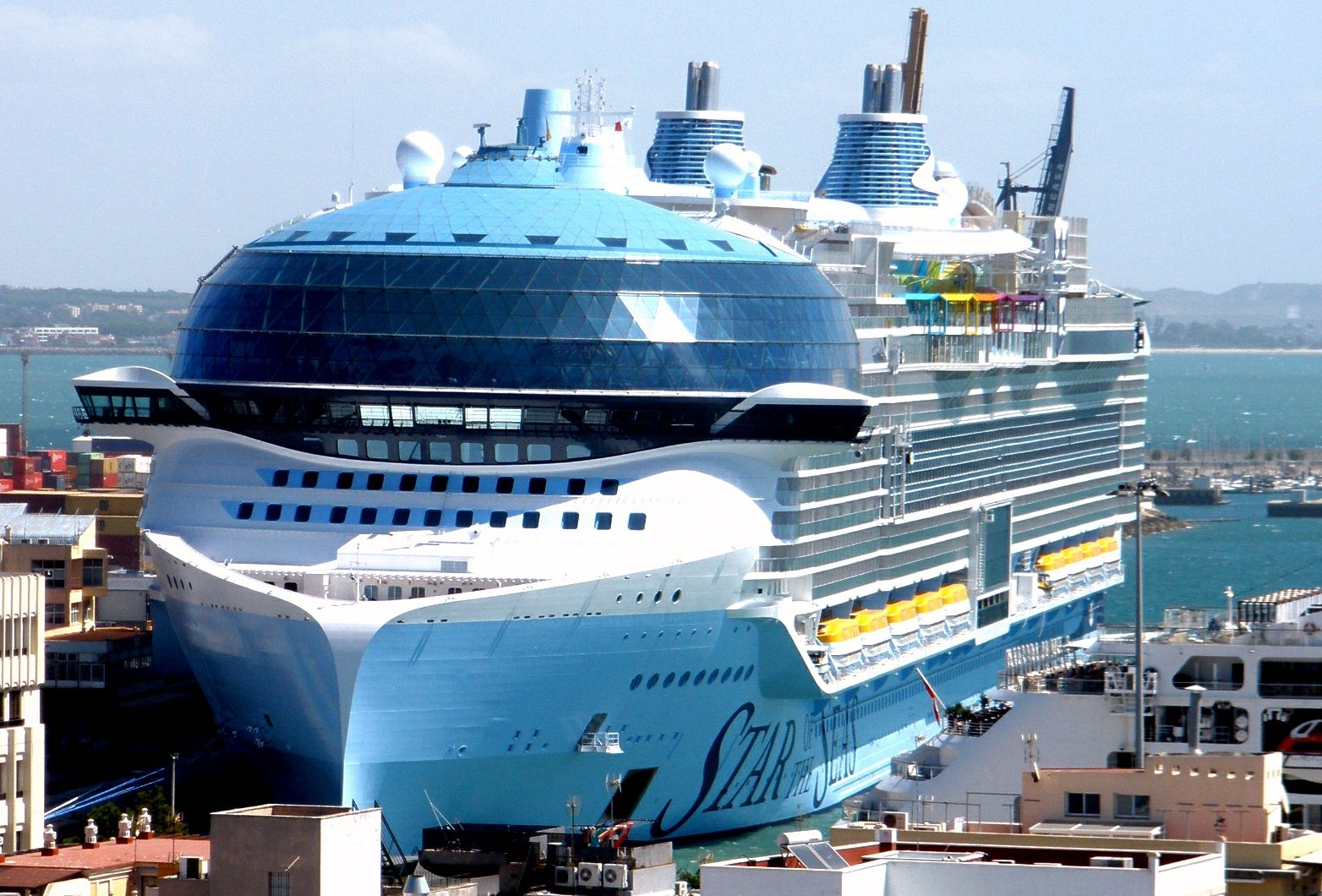
Crucero Star of the Seas (2025)

#### Autobús

##### Autobuses interurbanos

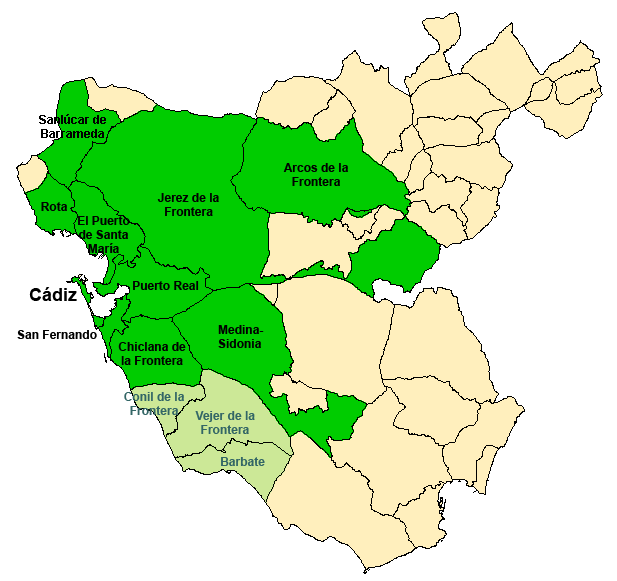
Municipios del Consorcio de Transportes de la Bahía de Cádiz. En color pálido, las próximas incorporaciones

La estación de autobuses de Cádiz está situada en la avenida de Astilleros, junto a la estación de ferrocarril, con salidas diarias a:
- Madrid
- Sevilla
- Granada
- Almería
- Murcia
- Cartagena
- Málaga
- Marbella
- Antequera
- Ronda
- Burgos
- Vitoria
- Bilbao
- San Sebastián
- Irún
- Mérida
- Cáceres
- Salamanca
- León
- Zamora
- Santiago de Compostela
- La Coruña
- Ferrol
- Chiclana de la Frontera
- Chipiona
- Conil de la Frontera
- Vejer de la Frontera
- Barbate
- Zahara de los Atunes
- Tarifa
- Algeciras
- San Roque
- La Línea de la Concepción
- Paterna de Rivera
- Benalup-Casas Viejas
- Alcalá de los Gazules
- Arcos de la Frontera
- Villamartín
- Algodonales
- Puerto Serrano
- Ubrique
- Olvera
- Setenil de las Bodegas
- Alcalá del Valle
- Torre Alháquime
- Zahara de la Sierra
- El Gastor

Con enlaces a otras muchas ciudades desde esas localidades.

##### Autobuses metropolitanos
Cádiz pertenece a la zona A dentro del sistema tarifario del Consorcio de Transportes de la Bahía de Cádiz. Un total de 28 líneas regulares conectan la capital provincial con los municipios de su área metropolitana.
| Líneas de autobús metropolitano con parada en Cádiz | Líneas de autobús metropolitano con parada en Cádiz          | Líneas de autobús metropolitano con parada en Cádiz |
| Id.                                                 | Denominación                                                 | Empresa                                             |
| --------------------------------------------------- | ------------------------------------------------------------ | --------------------------------------------------- |
| M-010                                               | Cádiz—San Fernando Norte                                     | Comes                                               |
| M-011                                               | Cádiz—San Fernando Sur                                       | Comes                                               |
| M-020                                               | Cádiz—Chiclana Directo                                       | Comes                                               |
| M-021                                               | Cádiz—San Fernando—Cementerio Mancomunado                    | Comes                                               |
| M-030                                               | Cádiz—Río San Pedro—Campus—Puerto Real—Hospital              | Comes                                               |
| M-031                                               | Cádiz—Campus—Puerto Real                                     | Comes                                               |
| M-032                                               | Cádiz—Río San Pedro—Puerto Real                              | Comes                                               |
| M-033                                               | Cádiz—Puerto Real Directo                                    | Comes                                               |
| M-034                                               | Cádiz—Barrio Jarana—Hospital                                 | Comes                                               |
| M-040                                               | Cádiz—Pto. Sta. María Directo                                | Comes                                               |
| M-041                                               | Cádiz—Puerto Real—Pto. Sta. María                            | Comes                                               |
| M-050                                               | Cádiz—Jerez—Aeropuerto                                       | Comes                                               |
| M-051                                               | Cádiz—Pto. Sta. María—Jerez                                  | Comes                                               |
| M-052                                               | Cádiz—Puerto Real—Pto. Sta. María—Jerez                      | Comes                                               |
| M-060                                               | Cádiz—Pto. Sta. María—Rota Por Costa Oeste                   | Comes                                               |
| M-061                                               | Cádiz—Puerto Real—Pto. Sta. María—Rota                       | Comes                                               |
| M-062                                               | Cádiz—Pto. Sta. María—Rota Por Estación de ferrocarril       | Comes                                               |
| M-902                                               | Cádiz—Jerez—Arcos—Ronda                                      | Comes                                               |
| M-903                                               | Cádiz—Jerez—Arcos—El Gastor                                  | Comes                                               |
| M-904                                               | Cádiz—Jerez—Arcos—Alcalá del Valle                           | Comes                                               |
| M-940                                               | Cádiz—Medina-Sidonia—Alcalá de los Gazules                   | Comes                                               |
| M-941                                               | Cádiz—Medina-Sidonia—Paterna de Rivera—Alcalá de los Gazules | Comes                                               |
| M-942                                               | Cádiz—Puerto Real—Medina-Sidonia                             | Comes                                               |
| M-943                                               | Cádiz—Puerto Real—Medina-Sidonia—Benalup                     | Comes                                               |
| M-944                                               | Cádiz—San Fernando—Medina-Sidonia—Paterna de Rivera          | Comes                                               |
| M-950                                               | Cádiz—Arcos—Ubrique                                          | Los Amarillos                                       |
| M-960                                               | Cádiz—Puerto Real—Pto. Sta. María—Chipiona—Sanlúcar          | Los Amarillos                                       |
| M-961                                               | Cádiz—Pto. Sta. María—Chipiona—Sanlúcar                      | Los Amarillos                                       |

##### Autobuses urbanos

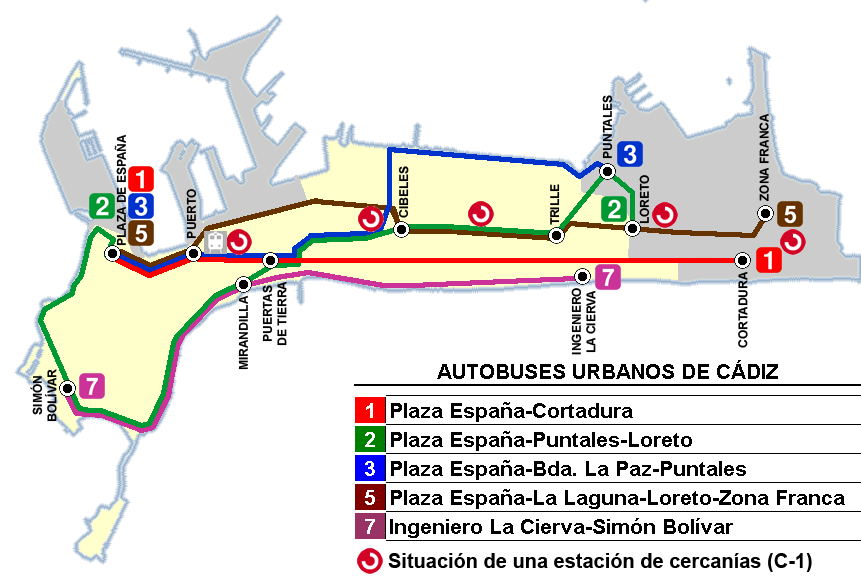
Recorrido de las líneas de autobús urbano, principales correspondencias entre líneas urbanas y cercanías

La ciudad cuenta con cinco líneas de autobuses urbanos, todas gestionadas por la empresa Tranvía de Cádiz a San Fernando y Carraca S.A:
| Línea | Trayecto                                  | Recorrido |
| ----- | ----------------------------------------- | --------- |
| 1     | Plaza España-Cortadura                    | 1         |
| 2     | Plaza España-Puntales-Loreto              | 2         |
| 3     | Plaza España-Bda. La Paz-Puntales         | 3         |
| 5     | Plaza España-La Laguna-Loreto-Zona Franca | 5         |
| 7     | Ing. La Cierva-Simón Bolívar              | 7         |

El billete ordinario cuesta 1,10 €.

#### Bicicleta
Actualmente Cádiz cuenta con escasos kilómetros de carriles bici. En los próximos años y en el marco del Plan Andaluz de la Bicicleta, Cádiz será dotada de una red de carriles bicis a semejanza de otras ciudades andaluzas como Córdoba o Sevilla.
Cádiz es a su vez, punto de partida de la ruta EuroVelo 8, la red transeuropea de vías ciclistas. Este proyecto financiado por la Comisión Europea y gestionado por la European Cyclists Federation (ECF) permite el desarrollo del cicloturismo en la región.

## Patrimonio

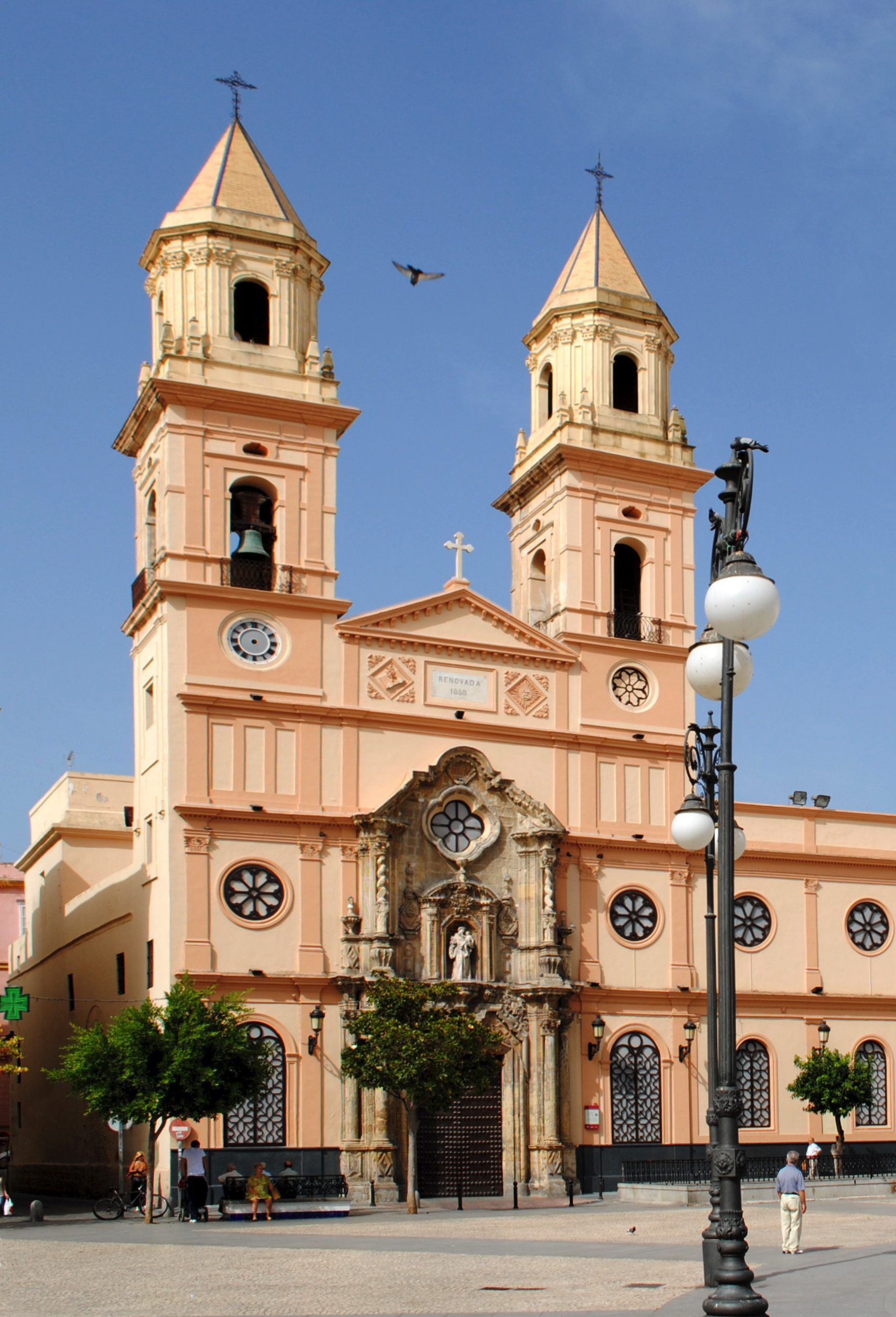
Iglesia de San Antonio de Padua en la plaza del mismo nombre

Cádiz posee gran número de monumentos de arquitectura civil, militar y religiosa.

#### Puerta de Tierra
La puerta de Tierra es un monumento arquitectónico que supone un reducto de la que fuera muralla de entrada a la ciudad de Cádiz. Levantada por el arquitecto academicista Torcuato Cayón en el siglo XVIII, la portada está labrada en mármol, concebida más como retablo religioso que como fortificación militar.
Delante de ella se sitúan las estatuas barrocas en mármol blanco de los patronos San Servando y San Germán, sobre columnas jónicas de fuste estriado sobre basamentos decorados, debidas a Andreoli (1705).

#### Telégrafo Principal
La torre del Gobierno Militar de Cádiz, actual Centro Cultural Reina Sofía, era el primer telégrafo óptico de Andalucía. La torre óptica fue construida en 1805 por orden del gobernador Francisco Solano, para que funcionara como Telégrafo Principal de las líneas telegráficas de Cádiz. El coronel de ingenieros Francisco Hurtado organizó cuatro líneas entre Cádiz y las principales poblaciones de la zona: Sanlúcar de Barrameda, Jerez de la Frontera, Medina Sidonia y Chiclana de la Frontera. Durante el sitio de Cádiz (1810-1812) sólo se conservó la línea telegráfica Cádiz-La Isla de León (actual San Fernando). En 1820, después de impedir la entrada de Quiroga y Riego en Cádiz, estos telégrafos militares se desmantelaron.

#### Torreón de la puerta de Tierra
El torreón de la puerta de Tierra recibía el antiguo nombre de la torre Mathé, en recuerdo del creador de las líneas de telegrafía óptica, el brigadier Mathé, que posteriormente fue el iniciador del Cuerpo de Telégrafos en 1855. Era la torre óptica n.º 57 de la Línea telegráfica de Andalucía, que construyó el Ministerio de la Gobernación para comunicarse con el gobernador civil de Cádiz (1851-1857). El sistema telegráfico de Mathé, situado en la azotea de la torre, enviaba sus mensajes mediante un código visual, que se repetía en cada una de las torres de una línea telegráfica (aprox. una cada 15 km). Desde la torre óptica de Cádiz, la línea telegráfica Madrid-Cádiz continuaba repitiendo sus mensajes por las provincias andaluzas de Sevilla y Córdoba, para continuar por las de Ciudad Real y Toledo, terminando en la Puerta del Sol de Madrid. También se comunicaba con el torreón de Torregorda (torre n.º 58) y, desde 1853, con la Torrechica (torre n.º 59 y cabecera de línea) en San Fernando, para mejorar la comunicación con el Departamento Marítimo. Esta torre no se parece al diseño de la típica torre Mathé, como por ejemplo la restaurada torre de Arganda del Rey.

#### Gran Teatro Falla

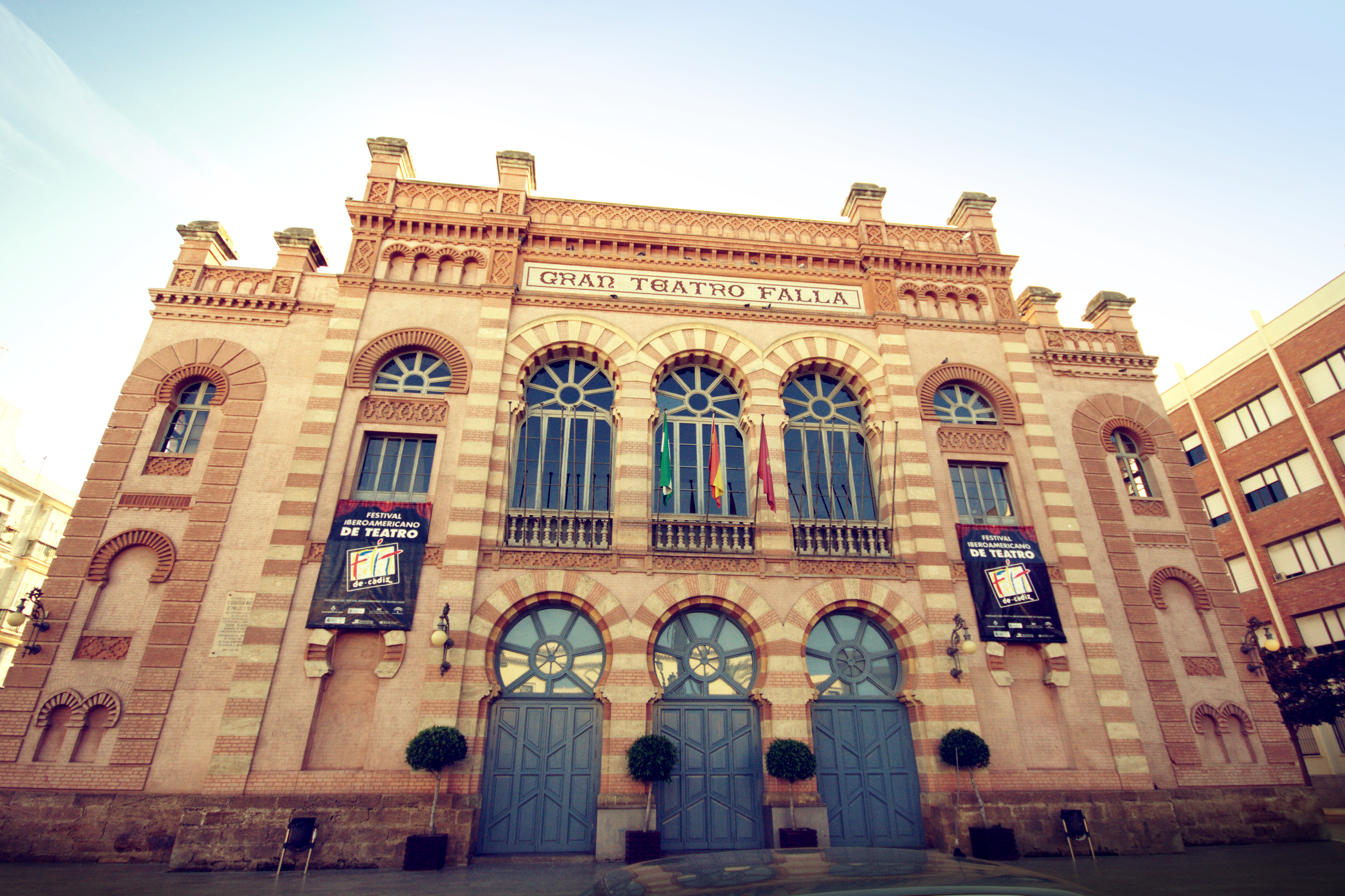
Gran Teatro Falla

El Gran Teatro Falla de Cádiz comienza a construirse en 1884, siguiendo el proyecto de Adolfo Morales de los Ríos. En 1886, el Ayuntamiento asume la dirección de las obras, la escasez de fondos provocan la paralización de las obras en diversas ocasiones y esto hace que la obra no finalice hasta 1905. Se construyó sobre el solar del antiguo Gran Teatro de Cádiz, hecho de madera y que se incendió en 1881. El arquitecto municipal Juan Cabrera de la Torre, dirigió las obras, modificando en gran parte el primitivo proyecto.
El teatro es de estilo neomudéjar y las fachadas son de ladrillo rojo y presenta tres grandes puertas de arco de herradura en su fachada principal, con dovelas alternas en rojo y blanco. En planta tiene forma de herradura, a la que se van adaptando los pisos, cada uno de ellos rodeado por una galería que enlaza con las escaleras de acceso, que arrancan desde un gran vestíbulo reformado en la década de 1920. El escenario mide 18 m de largo por 25,5 m de fondo, y el techo muestra una alegoría del paraíso, obra de Felipe Abárzuza y Rodríguez de Arias.
Entre los numerosos espectáculos que acoge a lo largo del año, cabe destacar el Concurso oficial de agrupaciones del carnaval de Cádiz celebrado según el Calendario Pastoral, que se convierte uno de los mayores atractivos del carnaval de la ciudad. Durante el Carnaval las distintas agrupaciones carnavalescas muestran todo su arte y genialidad en diversas modalidades en el Gran Teatro Falla.

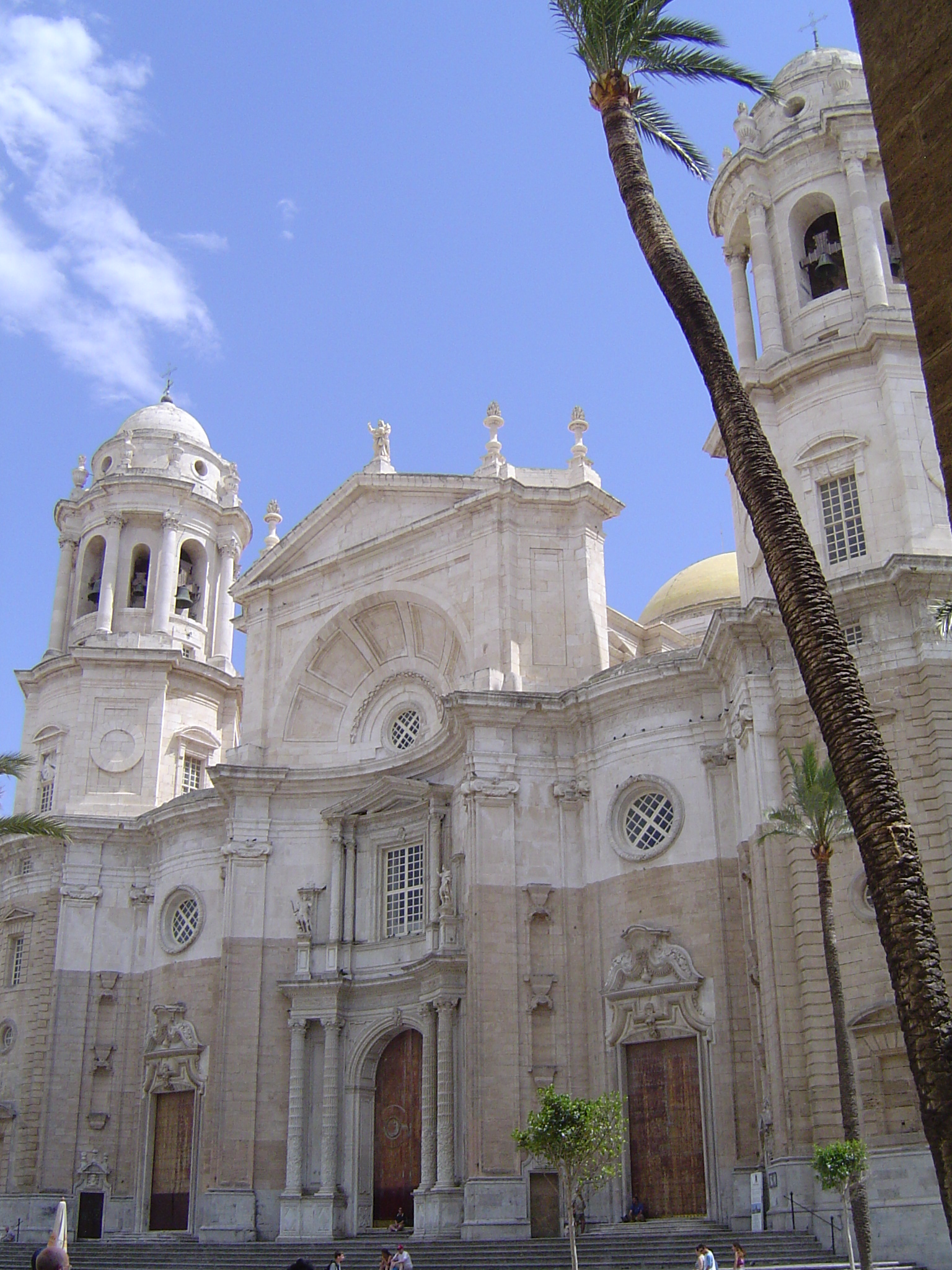
Catedral de la Santa Cruz

#### Catedral de la Santa Cruz
También llamada Santa Cruz sobre el Mar aunque los gaditanos la denominan catedral Nueva en contraposición a la catedral Vieja (iglesia de Santa Cruz (Cádiz)) mandada construir por Alfonso X El Sabio. Es la sede episcopal de la diócesis de Cádiz. Se empezó a construir en 1722 y no se terminó hasta el 28 de noviembre de 1838.
Tiene planta de cruz latina y tres naves, quedando delimitado el espacio por conjuntos de columnas. El altar mayor consiste en un templete de estilo neoclásico dedicado a la Inmaculada Concepción. En todo el perímetro del templo se observan capillas (que en el momento de la construcción estaban dedicadas a albergar los talleres necesarios para la obra del templo) dedicadas a la figura del Ecce Homo (obra de La Roldana) o a los patronos de la ciudad; San Servando y San Germán, entre otros.
El 17 de septiembre de 2022, para conmemorar el III Centenario del comienzo de las obras de la catedral, el Consejo Local de Hermandades y Cofradías de Cádiz celebró la Magna Cádiz 2022, con la participación de 17 hermandades y sus respectivos pasos.

#### Arqueología

##### Teatro romano

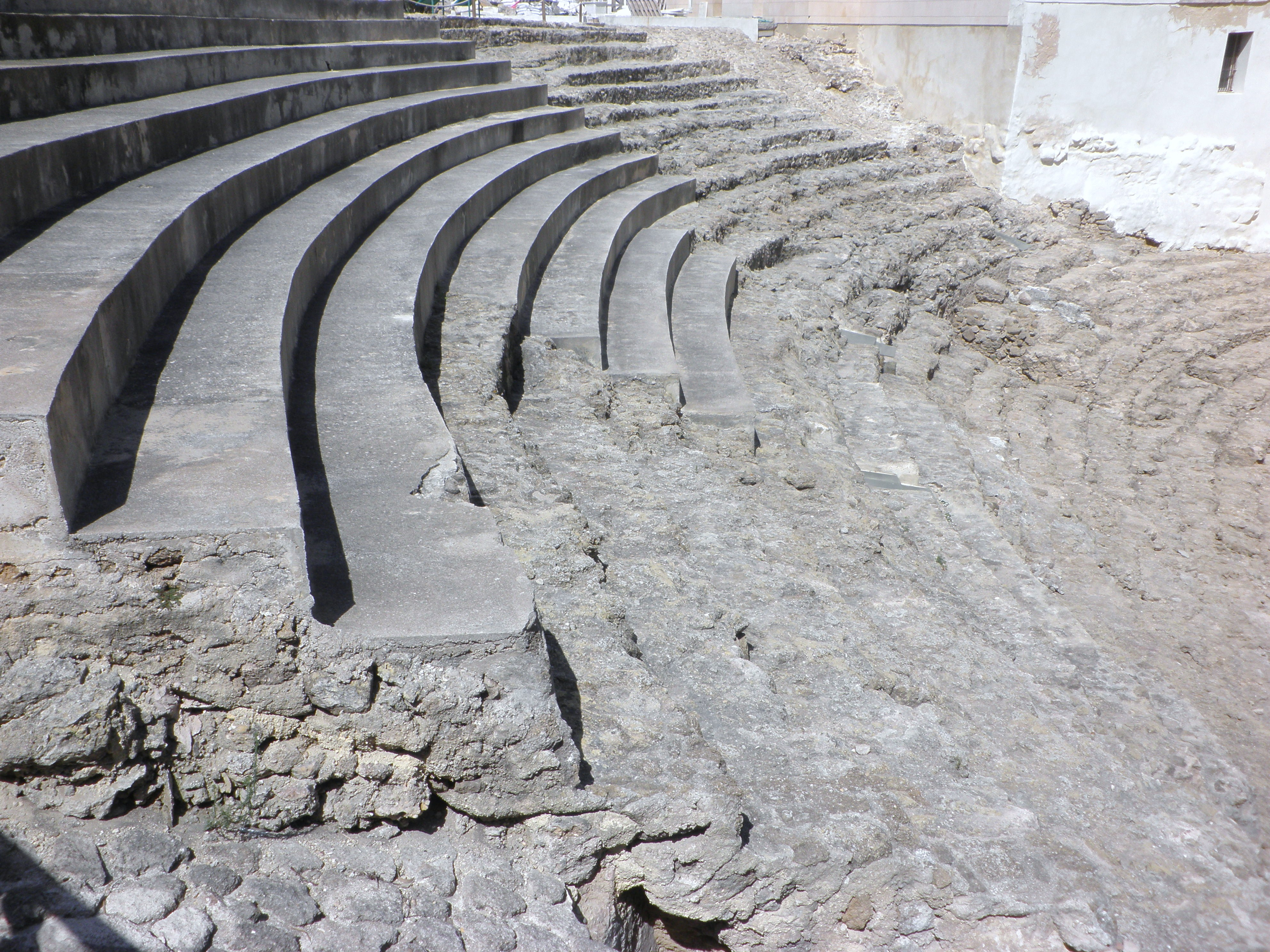
Teatro romano

Está ubicado en el barrio del Pópulo y se usaba para representaciones de obras teatrales, griegas y romanas. Hallado fortuitamente en 1981 por un incendio en unos almacenes, fue construido por encargo de Lucio Cornelio Balbo el Menor en el siglo I a. C. y es el segundo más grande de todo el mundo romano, solo superado por el teatro de Pompeyo, en Roma.
El diámetro de su cávea es de 120 m, y su aforo sería de unos 20 000 espectadores. Cicerón habla de su uso para propaganda personal de Balbo en sus Epístolas a familiares. Según los arqueólogos, este hallazgo confirma la grandeza de la ciudad de Gades, que tuvo un censo de población superior a las 80 000 personas cuando la urbe dominaba el comercio del Atlántico y era una de las ciudades más prósperas del imperio romano.
Se encontró en el sitio que debía utilizar Balbo, una inscripción en forma criptográfica que decía Latro, Balbe (Balbo, ladrón). Existe un proyecto para construir un Centro de Recepción e Interpretación del Teatro Romano de Cádiz en el mismo solar que actualmente ocupa parte del coliseo.

##### Yacimiento Gadir
Ubicado en pleno centro histórico de la ciudad, el Yacimiento Gadir se encuentra situado bajo el Teatro del Títere, en la calle San Miguel. La escasez de restos arquitectónicos de asentamientos fenicios en todo el mediterráneo, hacen del yacimiento un lugar único en Europa. El yacimiento se estructura en diferentes planos que se corresponden a las distintas épocas de ocupación del asentamiento, destacando el trazado de calles, viviendas y utensilios correspondientes al siglo IX a. C. Conservándose un total de ocho viviendas distribuidas en dos terrazas y organizadas en torno a dos calles pavimentadas.
El eje central de la visita gira en torno a la figura de Mattan, un fenicio fallecido en un gran incendio que tuvo lugar en la ciudad en el siglo VI a. C. y cuyos restos forman parte importante de la temática del recorrido.
Además de estos restos fenicios se conservan construcciones de una factoría para la manufactura pesquera romana.

##### Factoría de salazones
La factoría de salazones se encuentra en el centro de Cádiz, en lo que fue el antiguo canal que dividía la ciudad en dos islas. Según los datos, situamos su construcción en el siglo I a. C. y su posterior abandono a principios del siglo V d. C.

#### Otros monumentos
Arquitectura civil

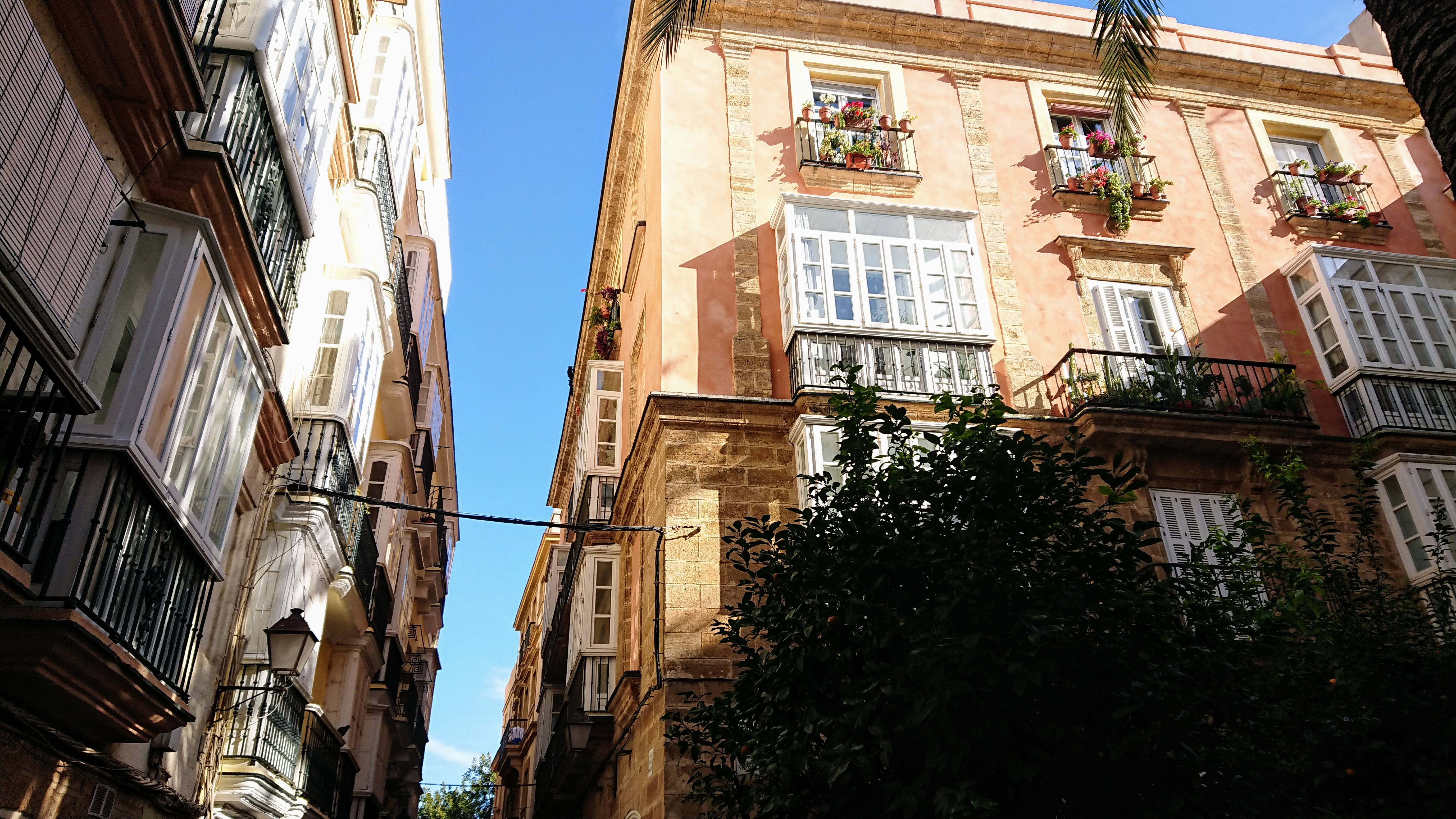
Plaza Mendizábal

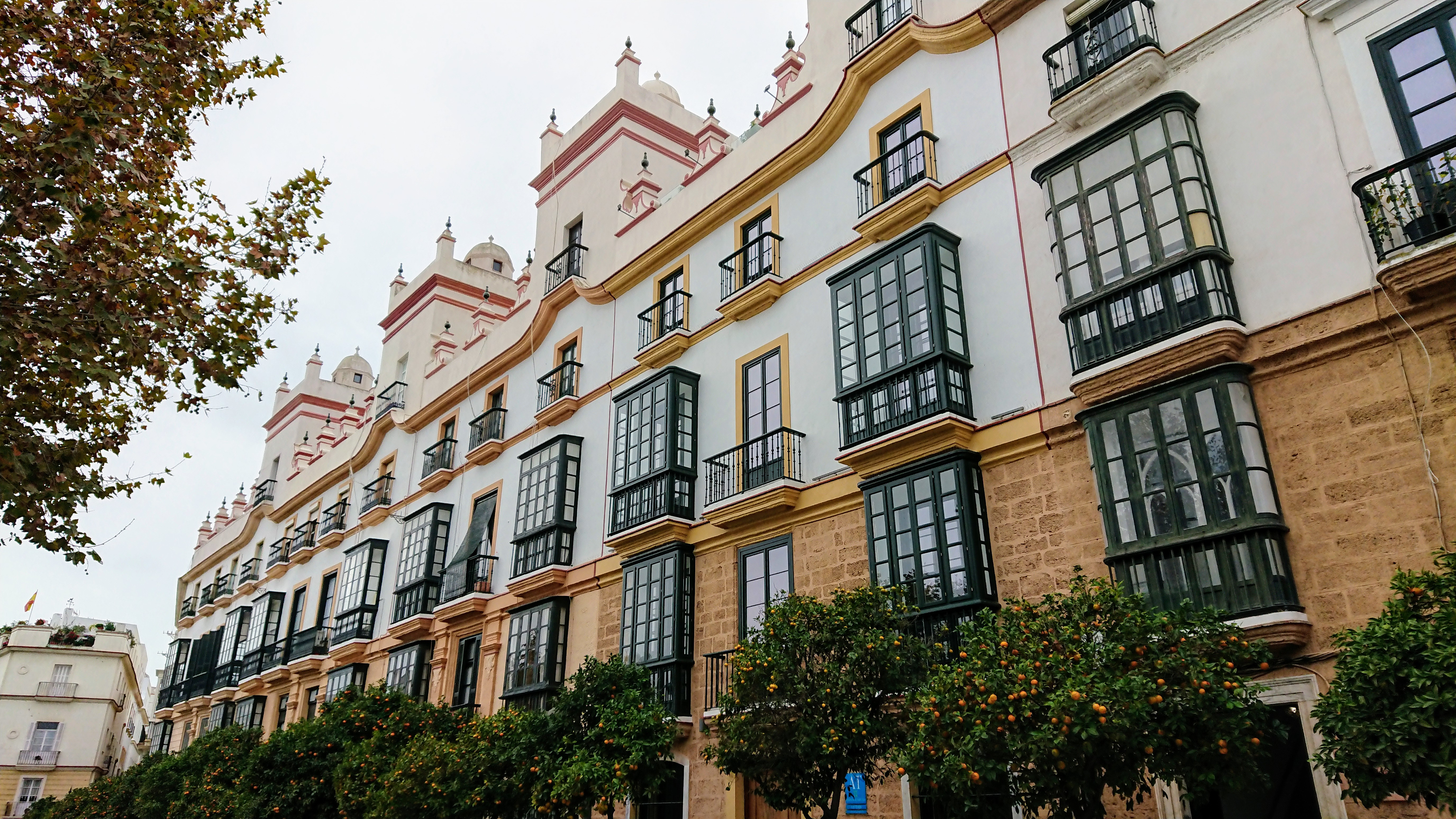
Casa de las 5 Torres

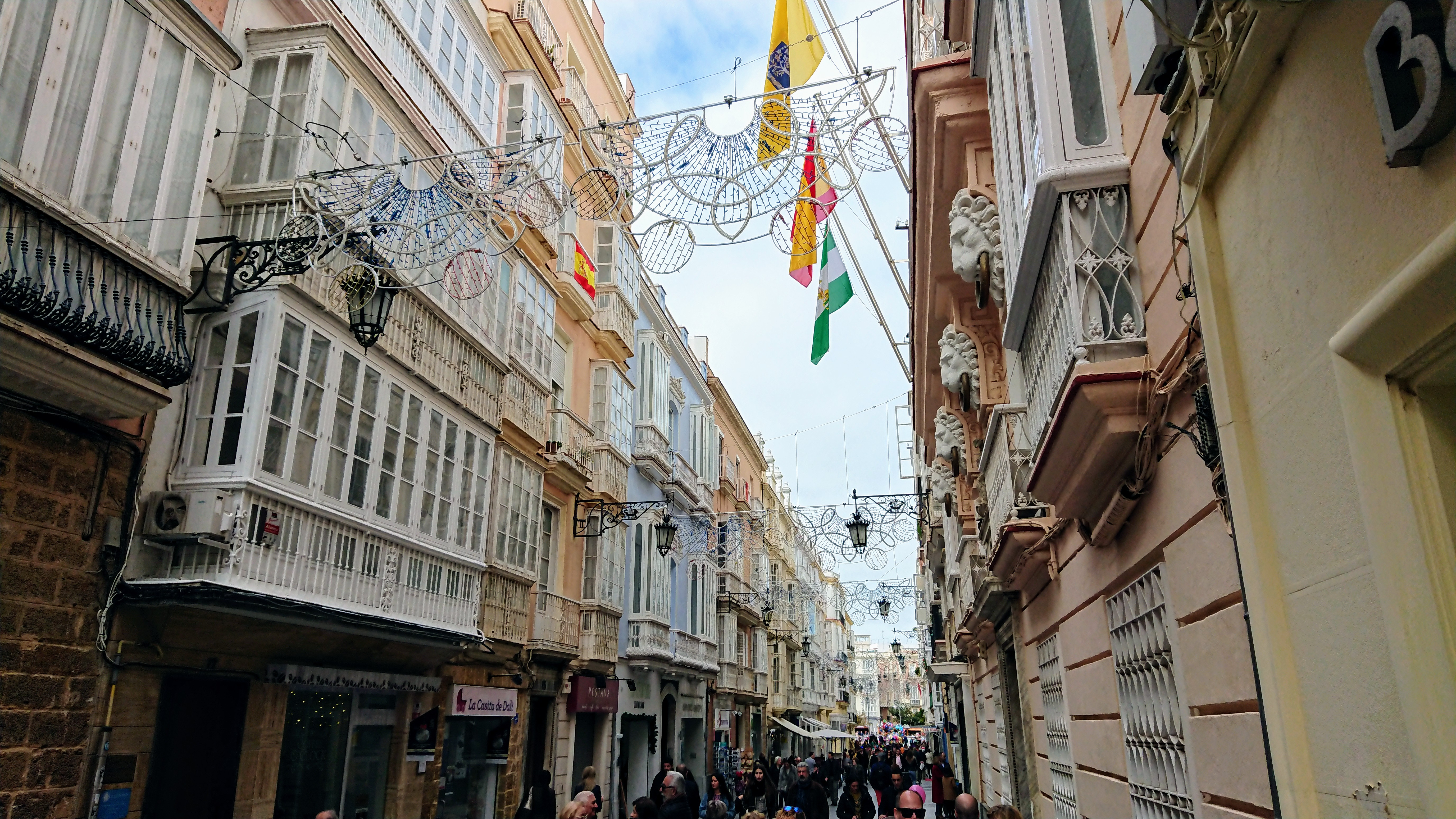
Calle Ancha

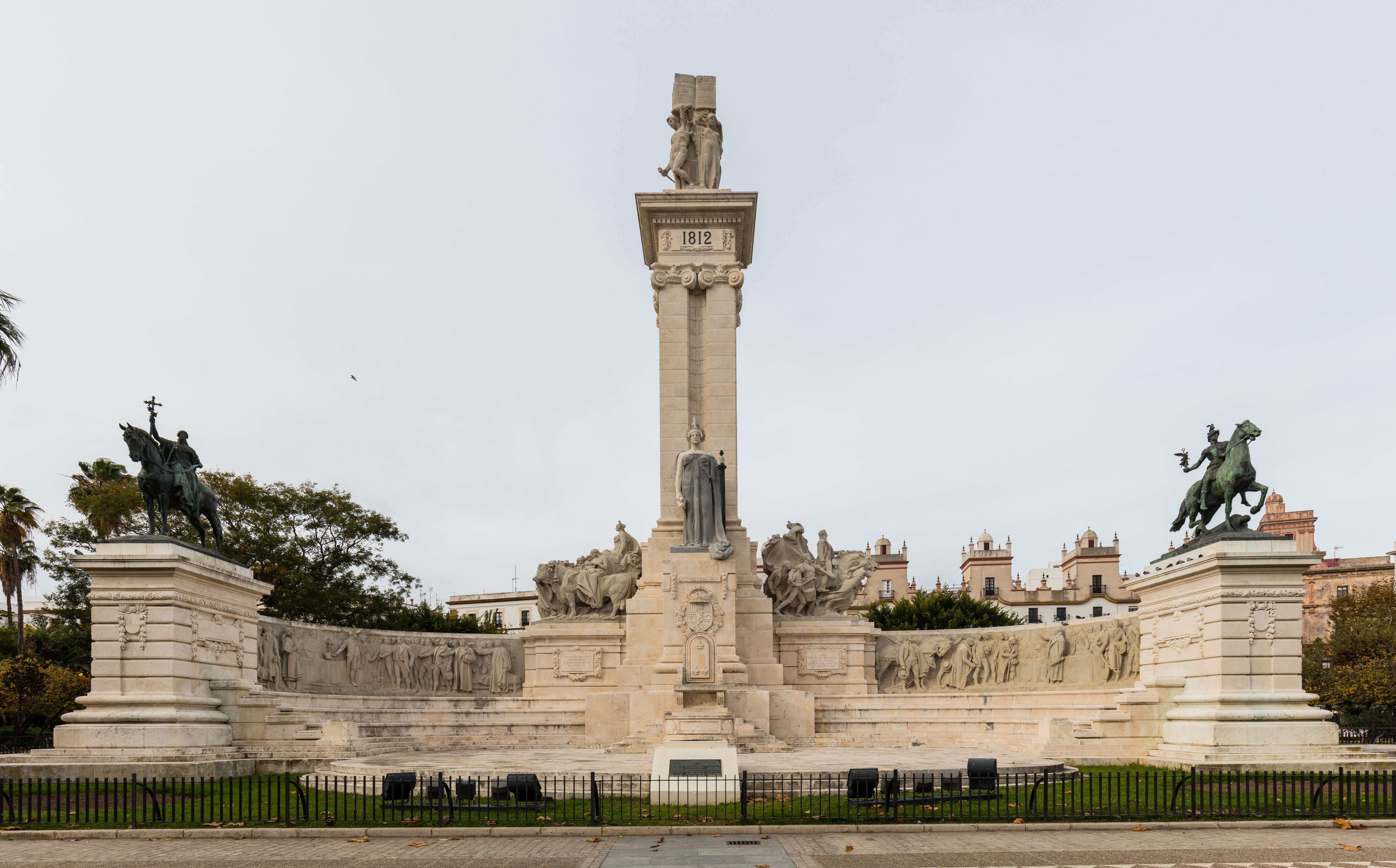
Monumento a las Cortes de Cádiz

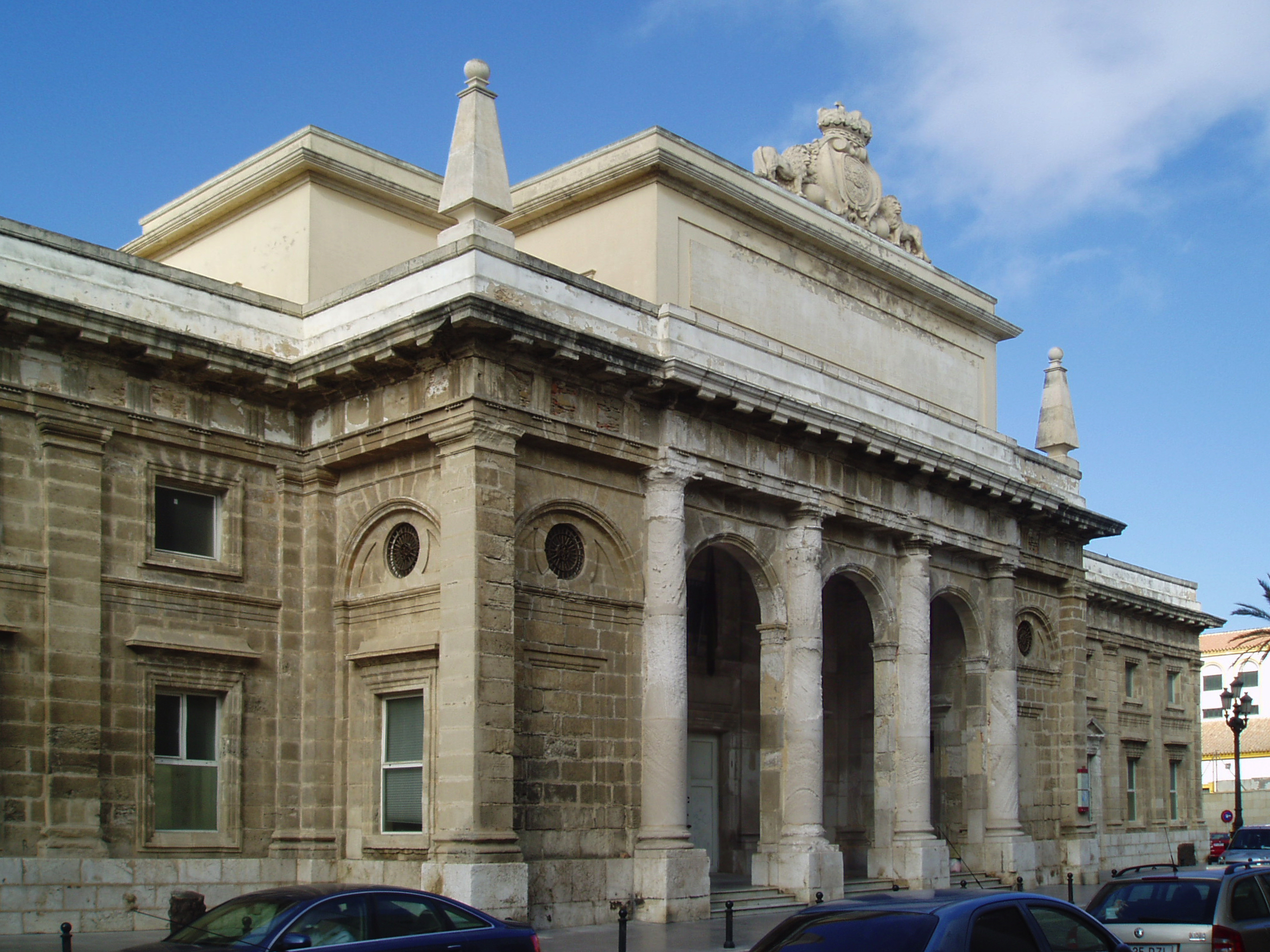
Cárcel Real, de estilo neoclásico

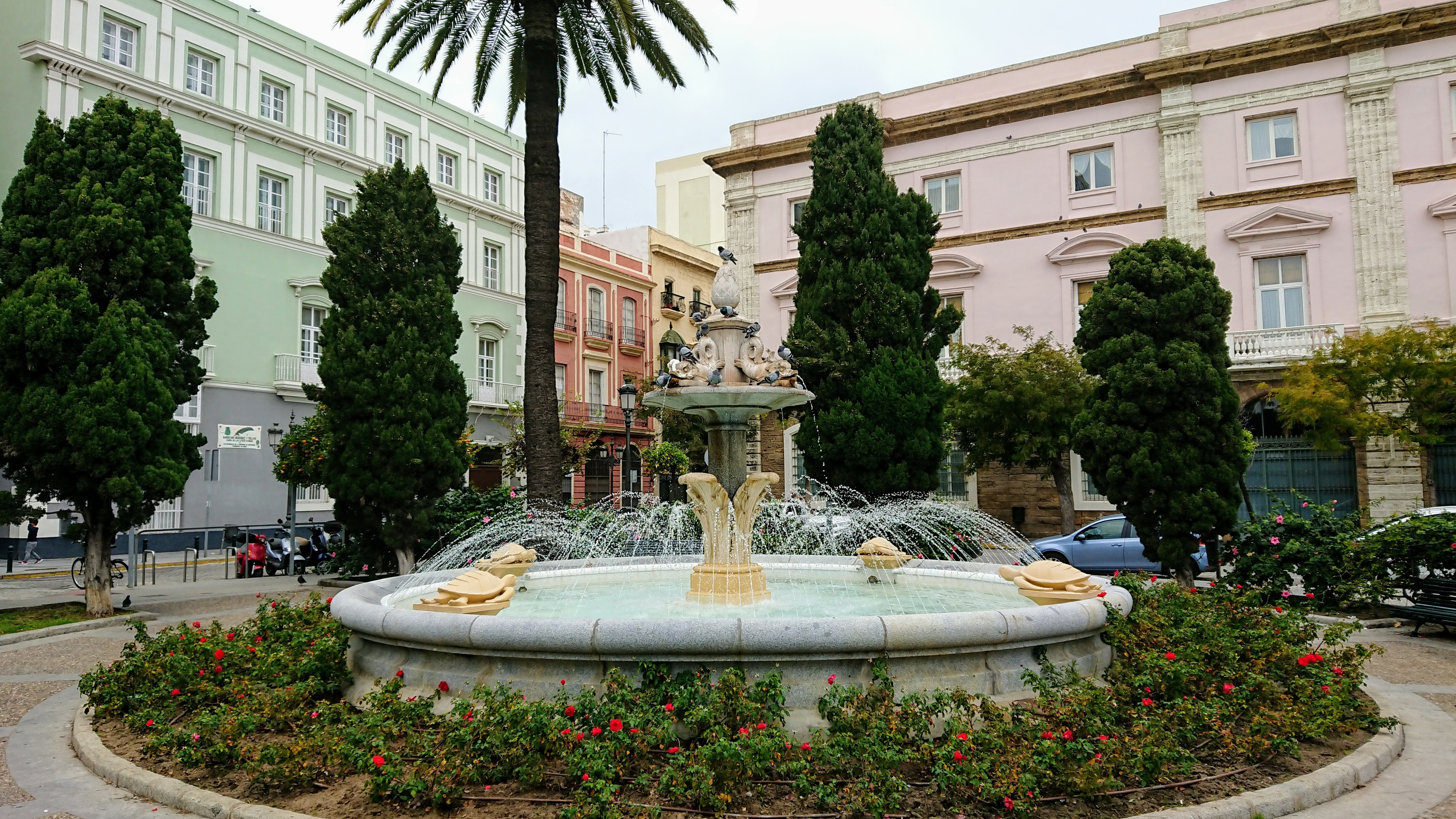
Plaza de las Tortugas

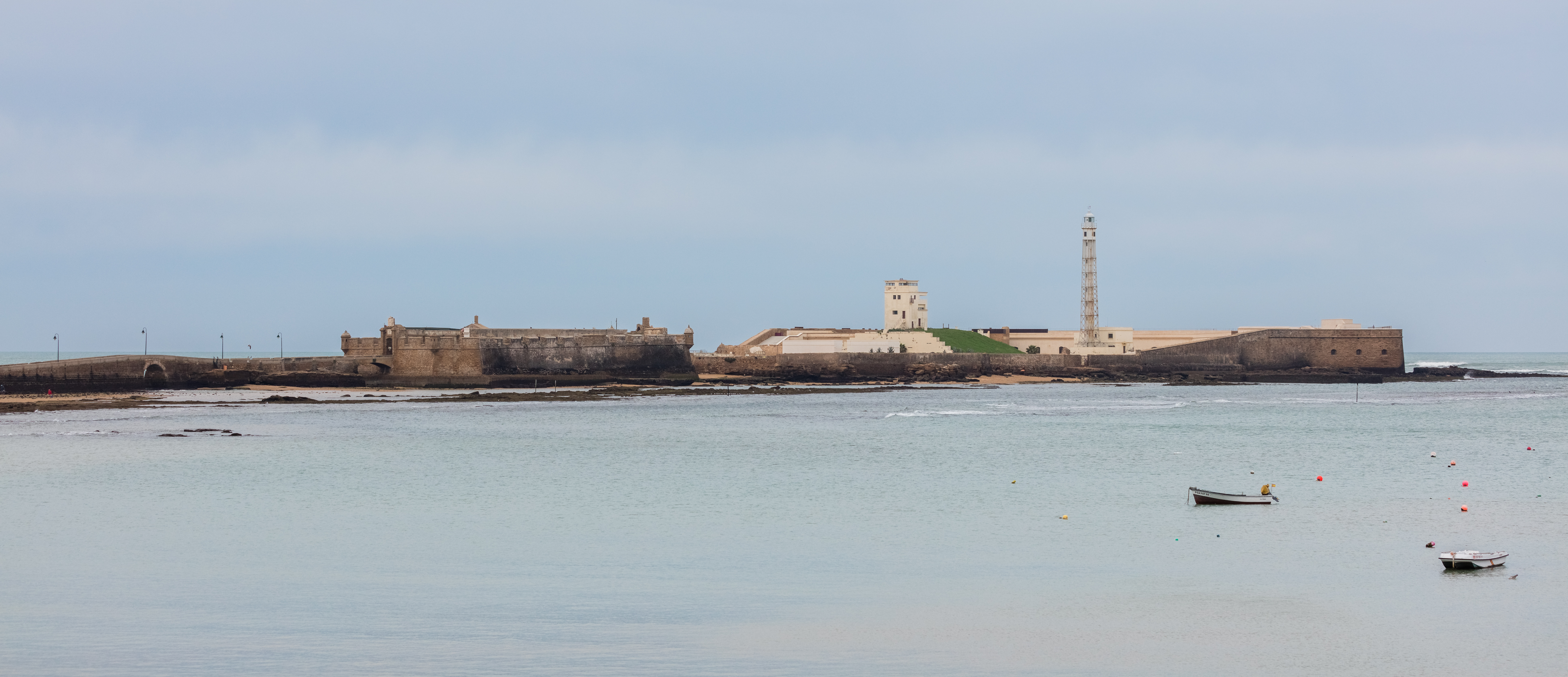
Vista del castillo de San Sebastián desde La Caleta

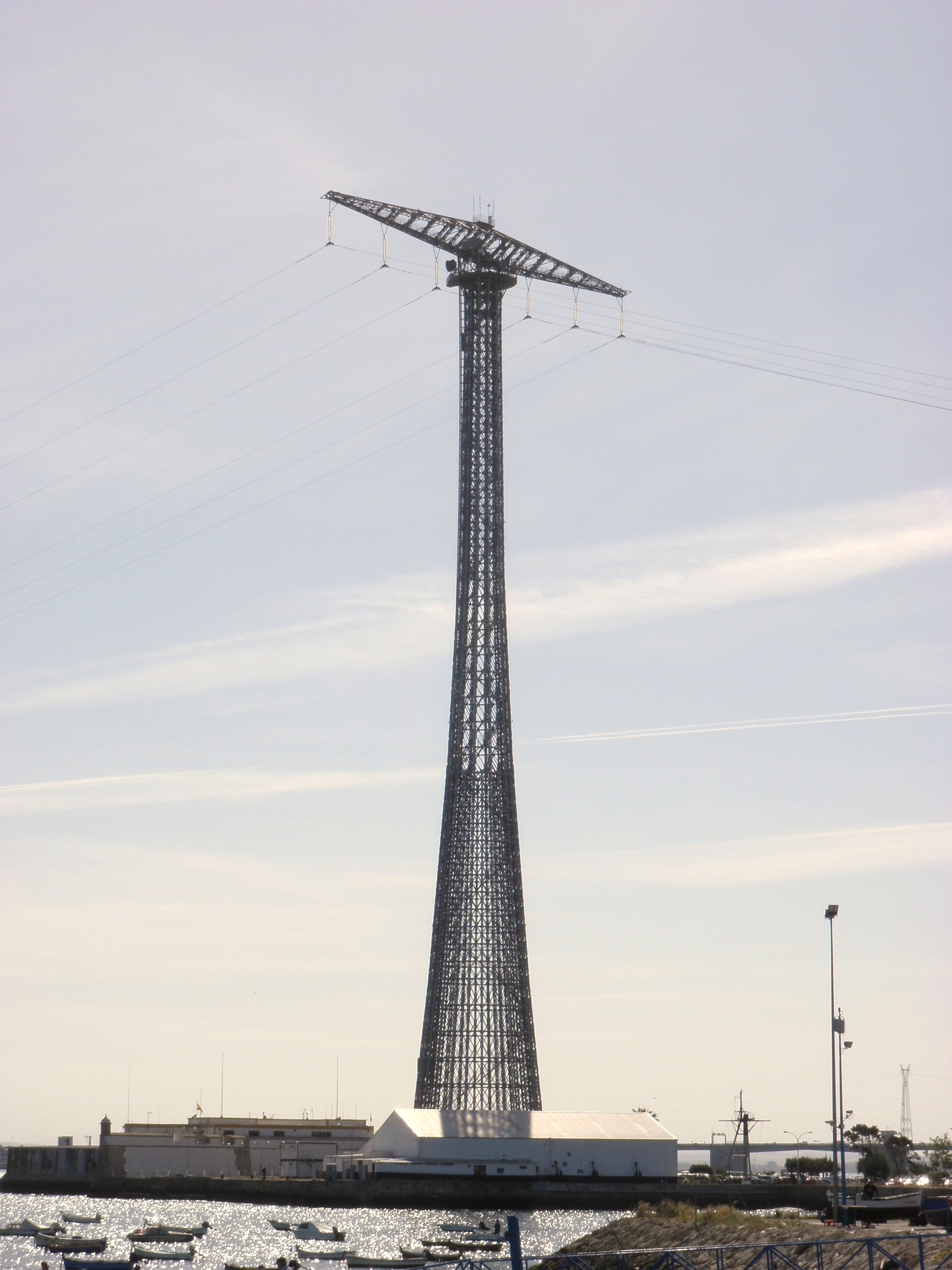
Pilones de Cádiz

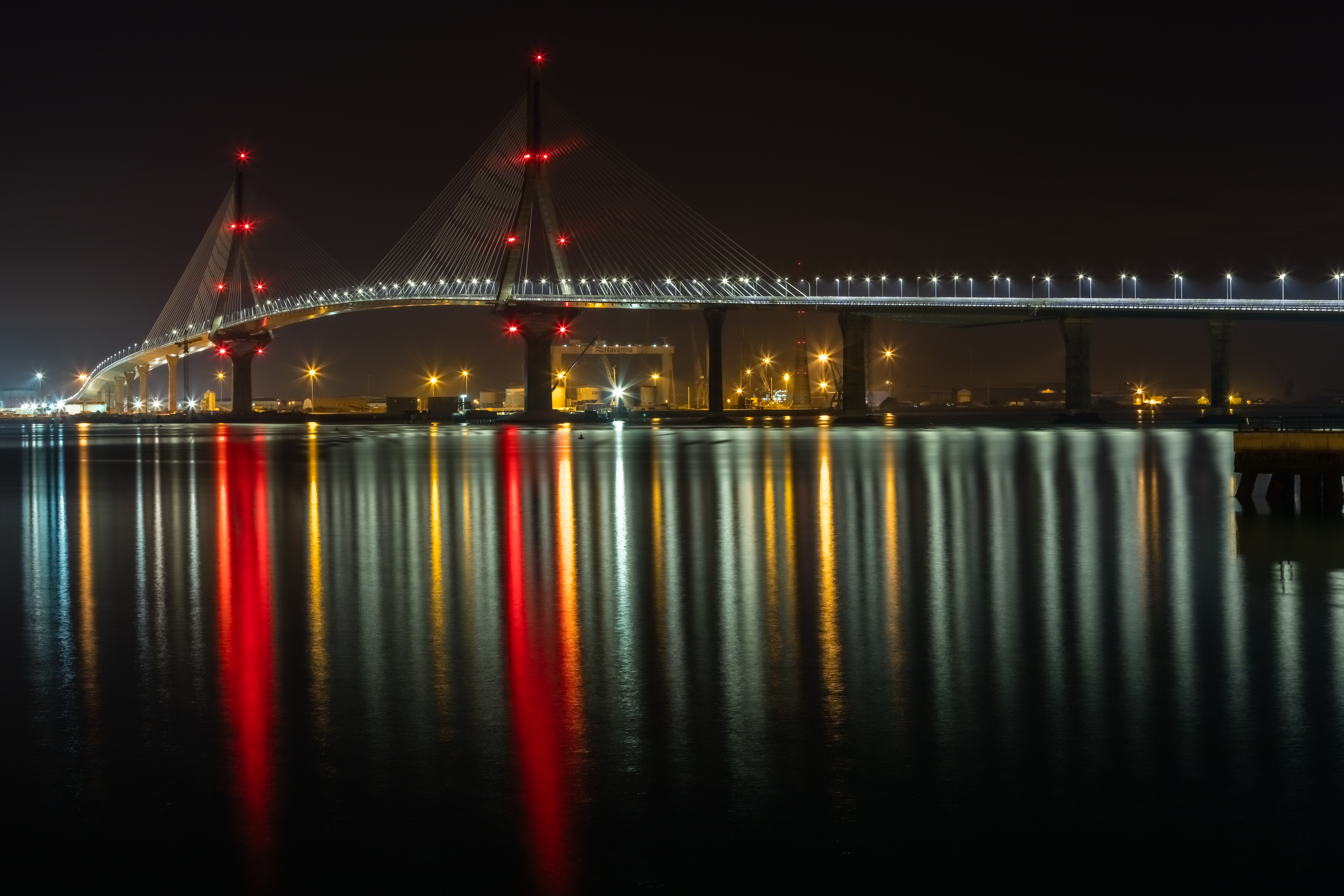
Vista nocturna del Puente de la Constitución de 1812

- Monumento a la Constitución de 1812. Obra realizada para conmemorar el centenario de la promulgación de la Constitución de 1812. El proyecto fue obra de Modesto López Otero (1885-1962), arquitecto, y el escultor Aniceto Marinas (1866-1953). Se inauguró en 1912.
- Torre Tavira, es una torre vigía y punto de mayor altura de la ciudad de Cádiz, a 45 m sobre el nivel del mar. Situada en la Casa-palacio de los marqueses de Recaño, construida en el siglo XVIII y de estilo barroco. Vigía oficial del puerto gaditano en 1778 recibe el nombre de su primer vigía, Antonio Tavira. Se comunicaba por un sistema de señales de banderas con torre Alta, en San Fernando (Cádiz), para controlar el tráfico de buques y mercancías del puerto de Cádiz; cada día se publicaban sus observaciones, el Parte oficial de la vigía.
- Ayuntamiento. Construido sobre las bases y emplazamiento de las anteriores Casas Consistoriales (1699), el actual Ayuntamiento de Cádiz es el resultado de dos etapas: la primera, neoclásica, iniciada en 1799 por Torcuato Benjumeda, y una segunda correspondiente al estilo isabelino, obra de García del Álamo en 1861 y que afectaría a los interiores. En 1936, se iza por primera vez la bandera de Andalucía.
- Torres de Electricidad (Pilones de Cádiz).
- Casa del Almirante. Situada en la plaza de San Martín n.º 3, en el barrio del Pópulo, se trata de una casa-palacio de estilo barroco.
- Palacio de la Aduana
- Cárcel Real
- Castillo de Santa Catalina
- Castillo de San Lorenzo del Puntal
- Castillo de San Sebastián. Es una fortaleza de Cádiz ubicada en uno de los extremos de La Caleta sobre un pequeño islote donde, según la tradición clásica, se encontraba el Templo de Kronos. En 1706 se inician las obras, dando lugar a un recinto fortificado de planta irregular y que defendía el flanco norte de la ciudad.
- Baluarte de la Candelaria
- Museo de Cádiz. Es uno de los museos más visitados de Andalucía.
- Arco de los Blanco
- Arco de la Rosa
- Hospital de Nuestra Señora del Carmen
- Torre Tavira II, conocida también como el Pirulí de Cádiz, es una torre de comunicaciones de 114 m de altura.
- Puente de la Constitución de 1812. Es el puente de mayor luz de España con 540 m, inaugurado el 24 de septiembre de 2015.[95]
- Antigua Fábrica Nacional de Tabacos de Cádiz, actual Palacio de Congresos y Exposiciones

Arquitectura religiosa
- Catedral de Santa Cruz de Cádiz
- Iglesia de San José
- Oratorio de la Santa Cueva

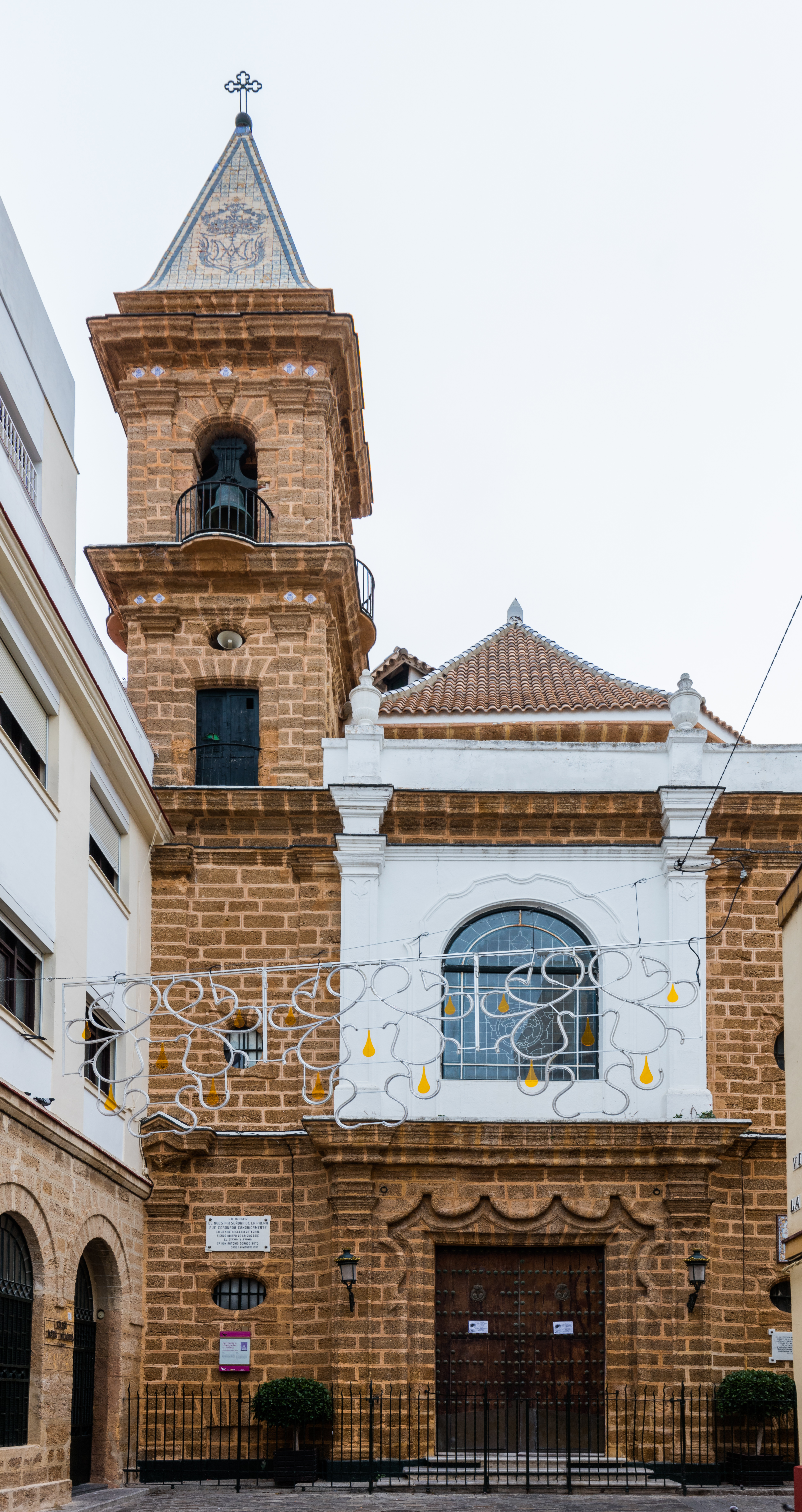
Iglesia de la Palma

- Iglesia de Santa Cruz. Primitiva catedral medieval de la ciudad
- Oratorio de San Felipe Neri
- Iglesia del Carmen
- Iglesia de San Lorenzo Mártir
- Real Capilla de Nuestra Señora del Pópulo
- Iglesia de la Conversión de San Pablo
- Iglesia Conventual de Santo Domingo
- Capilla de la Divina Pastora
- Iglesia de Santiago Apóstol
- Iglesia de Ntra. Sra. de la Merced
- Capilla Sagrario de María Santísima de los Dolores
- Iglesia de Ntra. Sra. del Rosario
- Iglesia Conventual de San Francisco
- Iglesia de Santo Tomás
- Capilla del Beato Diego José de Cádiz
- Santuario de María Auxiliadora Coronada
- Iglesia de Ntra. Sra. del Pilar
- Iglesia Conventual de Santa María
- Iglesia Castrense del Santo Ángel Custodio
- Iglesia de Ntra. Sras de La Palma
- Convento de las Hermanas de la Cruz
- Hospital de Nuestra Señora del Carmen
- Monasterio de La Piedad
- Monasterio del Stmo. Corpus Christi y San José
- Iglesia de San Agustín
- Iglesia de San Juan de Dios
- Iglesia de Santa Catalina (Capuchinos)
- Iglesia de María Reparadora
- Iglesia de San Severiano
- Capilla de las Angustias (Caminito)
- Iglesia de San Servando y San Germán

### Jardines y zonas verdes
- Jardín botánico
- Alameda Apodaca
- Parque Genovés
- Monumentos a Cayetano del Toro
- Monumento a Emilio Castelar
- Monumento a José Celestino Mutis

### Playas
Todas las playas de Cádiz son urbanas, exceptuando un trozo de, aproximadamente, dos kilómetros de la playa de Cortadura. Las arenas de las playas son de tipo fino y de tono dorado, si bien muestran naturaleza silícea. Las playas de Cádiz son;
- Playa de La Caleta. La playa de menor extensión de toda la ciudad, y aislada del resto. Su principal atractivo radica en su ubicación, en el centro de Cádiz. Los gaditanos la consideran como uno de los lugares más emblemáticos de su ciudad, siendo tema recurrente en coplas de Carnaval. Está defendida por los Castillos de San Sebastián y Santa Catalina.
- Playa de Santa María del Mar (Playita de las Mujeres).
- Playa de la Victoria. Mejor playa urbana de Europa.[97] Tiene una longitud aproximada de 3 kilómetros y lleva recibiendo la bandera azul de forma ininterrumpida desde 1987, además es la primera playa de España que cuenta también con la certificación de AENOR a la gran gestión medioambiental y la del sello Q de Calidad Turística.[98]
- Playa de Cortadura. La playa más extensa de Cádiz, de 3,9 kilómetros.
- Playa de Puntales. En la actualidad es inexistente, pero en los años 90 fue considerada una pequeña playa urbana y transitada por los vecinos de la ciudad y, sobre todo, los del barrio de Puntales.
- Playa de Torregorda. La playa limita con la del Camposoto, en San Fernando. Es la playa más alejada del casco urbano de la ciudad y está bastante deshumanizada, a pesar de que viven algunas familias en la barriada rural de Torregorda junto a las instalaciones militares, Centro de Ensayos de Torregorda. Las arenas son doradas y limpias.[99]

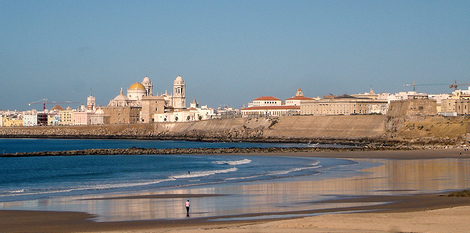
Playa de Sta. Mª del Mar o playita de las mujeres, al fondo el centro histórico
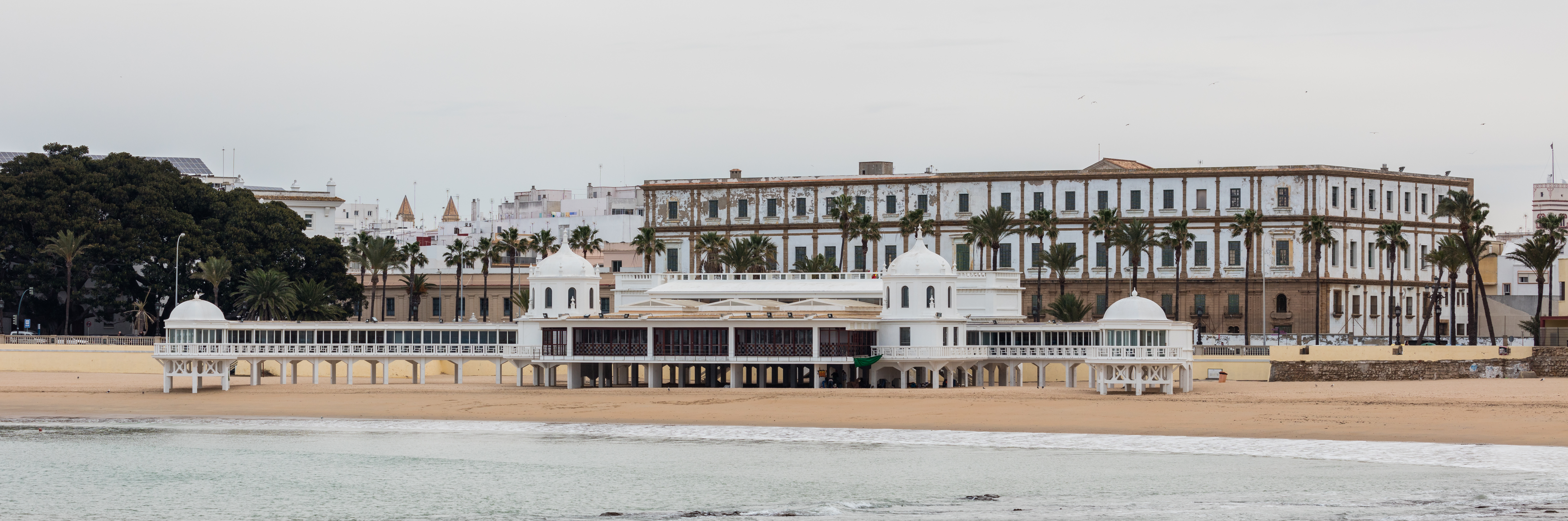
El Balneario de la Palma y del Real sobre la playa de La Caleta
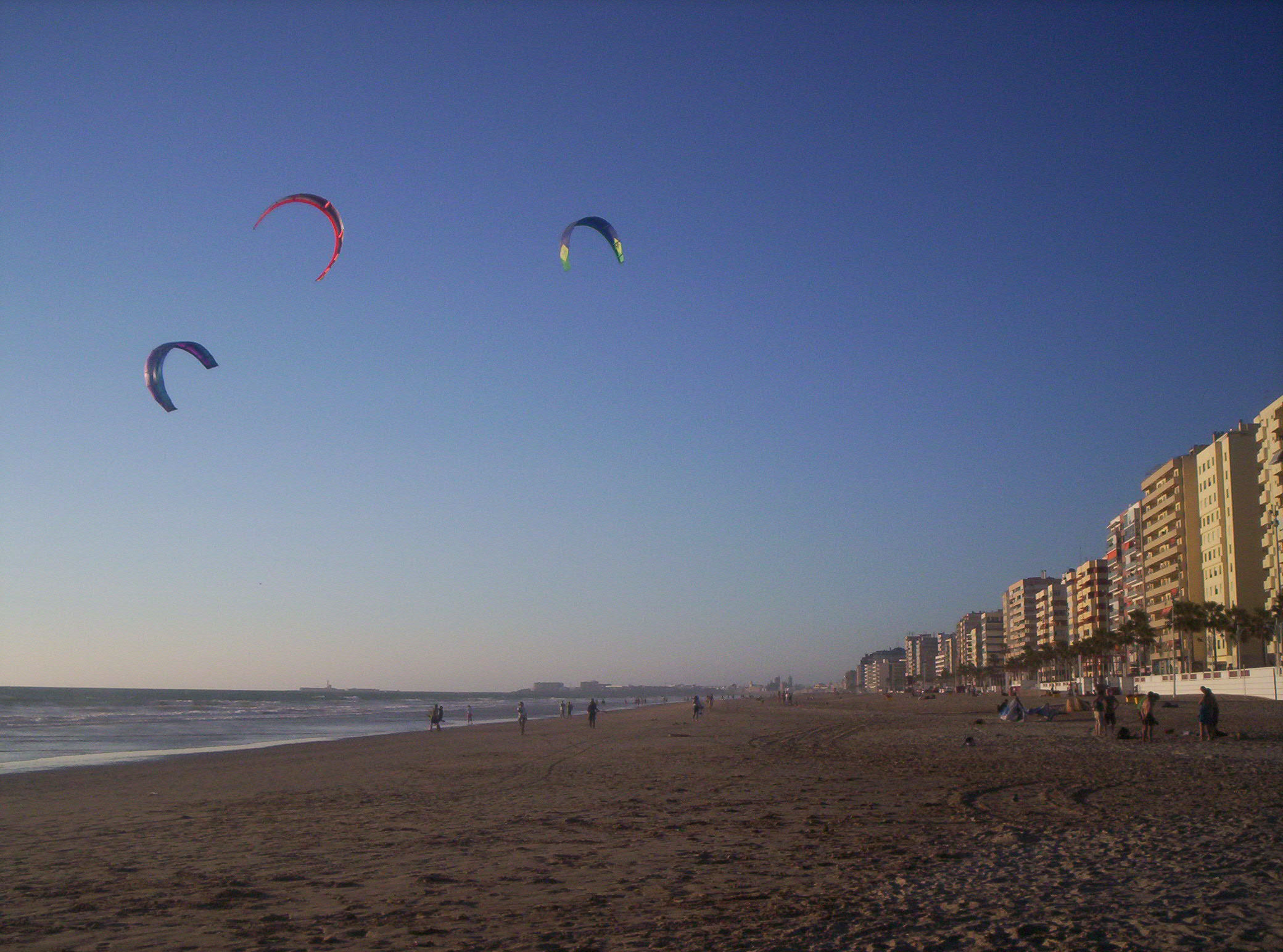
Playa de la Victoria

## Cultura

### Música
Ya en la Antigüedad, las puellae gaditanae (las niñas o las muchachas de Cádiz, como la célebre Telethusa) eran, junto con las egipcias y sirias, las más apreciadas en Roma por sus bailes y cantes (cantica gaditanum). El carácter oriental de sus danzas, caracterizadas por la importancia del movimiento de los brazos (es recurrente el tópico de que bailaban sentadas), así como el marcado y peculiar sentido del ritmo, parecen no haber perdido continuidad a lo largo de los siglos, a pesar de las múltiples civilizaciones que ha ocupado el ámbito gaditano.

Su cuerpo, ondulando muellemente,
se presta a tan dulce estremecimiento,
a tan provocativas actitudes,
que harían excitarse al casto Hipólito.
Marcial (XIV.203)

En 1787 la Santa Cueva de Cádiz encargó a Franz Joseph Haydn el oratorio Las Siete Últimas Palabras de Nuestro Salvador Jesucristo en la Cruz, op. 51.
En el siglo XIX Léo Delibes escribió la canción Les filles de Cadix (Las muchachas gaditanas). Dentro del nacionalismo musical español, Isaac Albéniz compuso varias obras de nombre gaditano, entre las que se incluyen el cuarto movimiento de la Suite española, para piano (1886) titulado Cádiz (canción), Puerta de Tierra (bolero) y Rumores de la Caleta, incluidas en Recuerdos de viaje, op. 71. Señalar asimismo la zarzuela Cádiz (1886) y su pasodoble La Marcha de Cádiz, una de las más populares de su tiempo y La Boda de Luis Alonso, ambientada en Cádiz. Hay numerosas canciones populares que mencionan la ciudad en su letra, como la canción infantil De Cádiz a El Puerto, En Cádiz hay una niña (romance del martirio de Santa Catalina) y De Cádiz vengo (romance de las tres hijas del mercader y el príncipe). Asimismo es recurrente la presencia de Cádiz en el pasodoble y en la copla andaluza, como demuestran el pasodoble canción Chiclanera las coplas La Lirio y Carceleras de El Puerto.
Mención aparte merecen las agrupaciones musicales características del Carnaval de Cádiz: los coros, las comparsas, las chirigotas y los cuartetos. Los instrumentos característicos de las agrupaciones carnavalescas son el pito de Carnaval (mirlitón, kazoo, güiro o pito de caña), el bombo y platillo, la caja, la guitarra y la rondalla. El tanguillo comparsero Los duros antiguos, con letra y música de Antonio Rodríguez, el tío de la tiza, es un verdadero himno oficioso del Carnaval de Cádiz.
Recientemente, Antonio Burgos y Carlos Cano escribieron respectivamente la letra y la música de la populares Habaneras de Cádiz. Por su parte, Alejandro Sanz es autor de una canción titulada Cai e interpretada por La Niña Pastori. El cantautor gaditano El Barrio compuso una letra a Cádiz, incluida en su CD Me voy al mundo. El nombre de la canción es «Gades».

### Flamenco
Cádiz, desde el punto de vista de la «geografía del cante flamenco», se encuentra en el área de Cádiz y los Puertos, un territorio cuyos palos más característicos son de carácter festero, como las cantiñas (grupo de palos que incluyen las alegrías, cantes provenientes en su origen del folklore aragonés), así como los tangos, los tanguillos y las bulerías de Cádiz. También son característicos otros cantes más serios o jondos como las seguiriyas y las soleares de Cádiz. Los libros escritos por Fernando Quiñones, como De Cádiz y sus cantes (Barcelona, 1964), son clásicos para el estudio del flamenco en Cádiz.
El flamenco gaditano se fraguó en los cuartos de cabales, ventas, colmaos y tablaos gaditanos. Entre sus nombres más importantes pueden citarse Ignacio Espeleta, Aurelio Sellé, la Perla de Cádiz, Fosforito, Enrique el Mellizo, Pericón de Cádiz y Chano Lobato. El bailarín alicantino Antonio Gades, tomó su apellido artístico del nombre romano de la ciudad, en clara referencia al prestigio que en el mundo de la danza tuvo la misma durante la Antigüedad.

### Cine

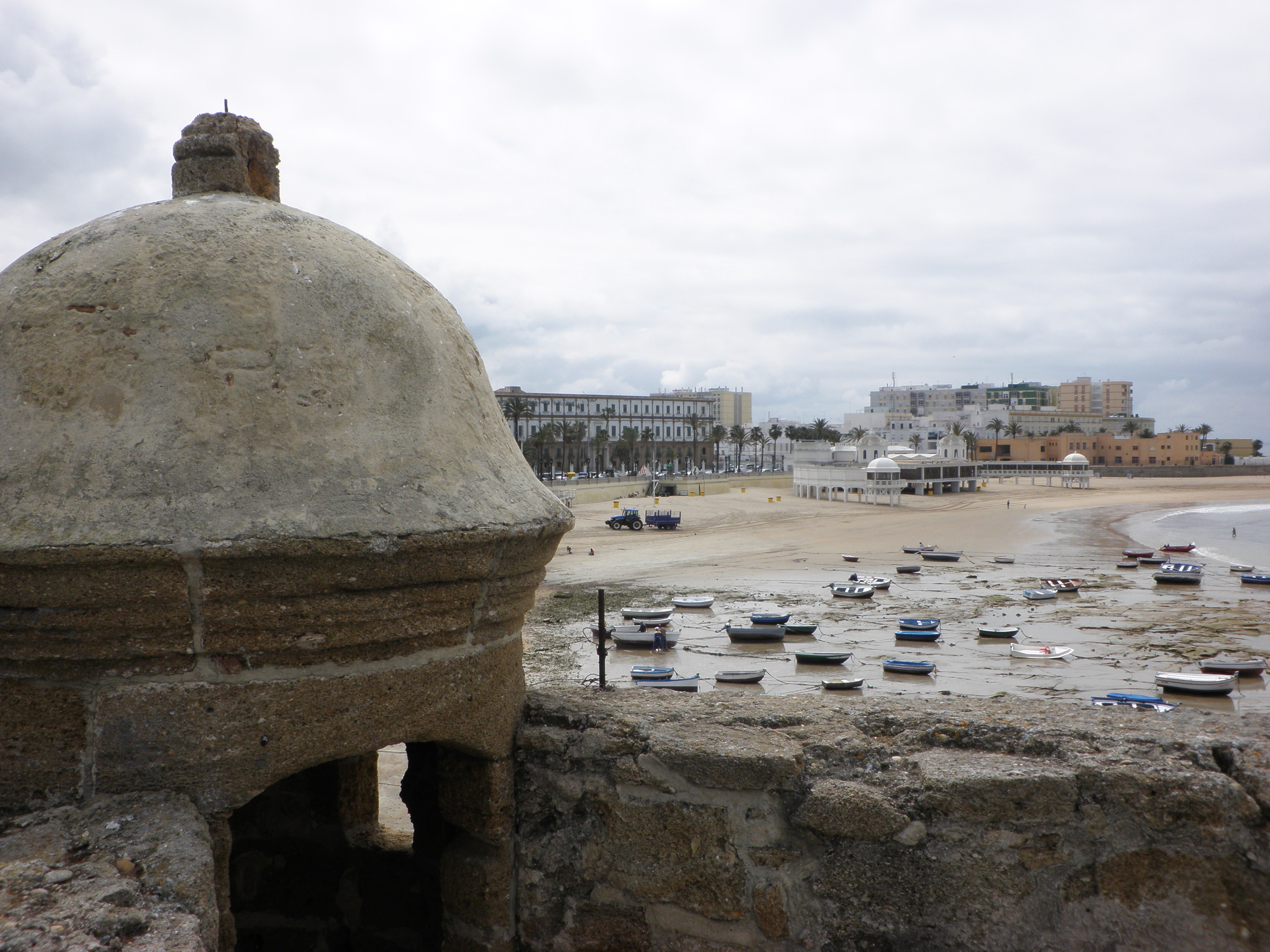
La Caleta y el Castillo de Santa Catalina han sido escenario de películas como Alatriste o Die Another Day

Cádiz ha sido escenario de numerosas películas de cine, algunas de cierto renombre.
| Año  | Película             | Director           |
| ---- | -------------------- | ------------------ |
| 1954 | Las últimas banderas | Luis Marquina      |
| 1960 | El emigrante         | Sebastián Almeida  |
| 1961 | La viudita naviera   | Luis Marquina      |
| 1979 | Cuba                 | Richard Lester     |
| 1982 | To er mundo é güeno  | Manuel Summers     |
| 1986 | El amor brujo        | Carlos Saura       |
| 1987 | La ley del deseo     | Pedro Almodóvar    |
| 2000 | Besos para todos     | Jaime Chávarri     |
| 2002 | Die Another Day      | Lee Tamahori       |
| 2005 | Camarón              | Jaime Chávarri     |
| 2006 | Alatriste            | Agustín Díaz Yanes |
| 2007 | La carta esférica    | Imanol Uribe       |
| 2010 | Knight & Day         | James Mangold      |
| 2019 | Antes de la quema    | Fernando Colomo    |

### Literatura
La primera serie de los Episodios Nacionales de Benito Pérez Galdós está protagonizada por Gabriel de Araceli, un joven gaditano, cuya infancia en la ciudad se narra en Trafalgar. Otro de los episodios, Cádiz, narra los acontecimientos del asedio francés a la ciudad y la promulgación de la Constitución de 1812.

### Religión

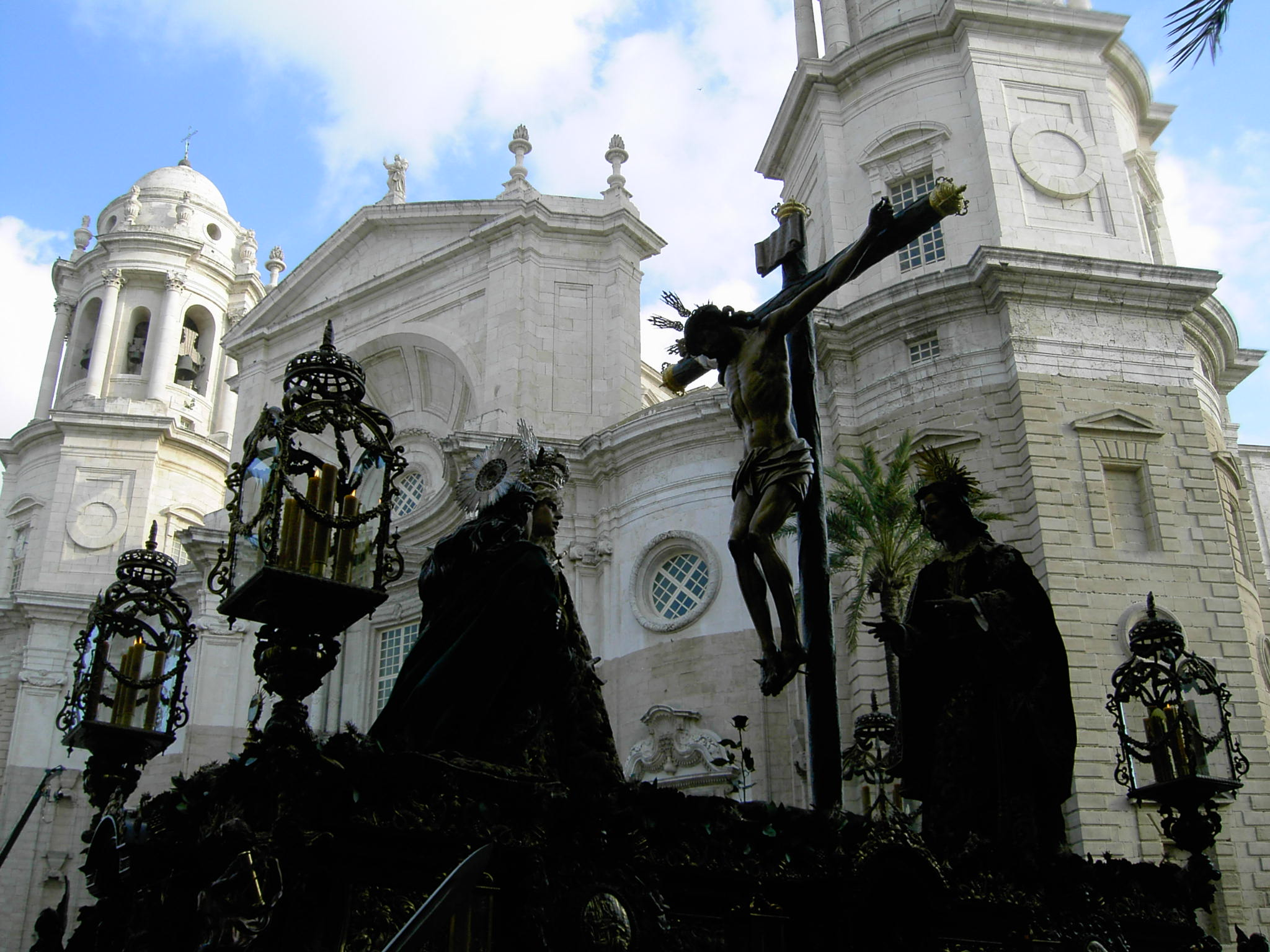
Semana Santa en Cádiz

La religión con más practicantes en Cádiz es, a imagen del resto de España, la católica. Existen numerosos templos y lugares sagrados propios para el culto de esta religión en la ciudad. Cierto número de musulmanes se desplazan usualmente a mezquitas de ciudades cercanas como El Puerto de Santa María o Jerez. En la ciudad de Cádiz, tiene su sede el Consejo Supremo de la Real y Benemérita Institución de los Caballeros Hospitalarios de San Juan Bautista, en el número 11 de la calle Benjumeda, y el día de la Inmaculada y el de San Juan, celebran en el histórico oratorio de San Felipe Neri las solemnes investiduras de Damas y Caballeros Hospitalarios. Es la sede de la diócesis de Cádiz y Ceuta.
Las hermandades recorren las calles de Cádiz de Domingo de Ramos a Domingo de Resurrección, para hacer Estación de Penitencia en la Santa Iglesia Catedral.

### Fiestas locales
La festividad de la Semana Santa tiene mucho seguimiento en la ciudad, al igual que el resto de la provincia. Pero la fiesta más seguida y turística, de interés cultural, es el Carnaval. La ciudad también celebra el día de la Patrona, Nuestra Señora del Rosario, el día de Todos los Santos conocido como los tosantos (celebrado vistiendo animales) y, como en toda España, el Corpus Christi.
Cádiz no tiene feria, a diferencia de otras ciudades. Existe una copla de Paco Alba, de su chirigota Los Julianes, muy popular en la ciudad, que comenta tal curiosidad:

Hay quien dice que Cádiz no tiene fiestas

ni feria que aventaje a otras capitales

mas queremos advertirle al que así desprecia

que qué nos dicen de nuestros festivales:

Ni romerías ni ferias en esta tierra

es verdad que no tienen los gaditanos

pero que vengan muchos y se den cuenta

que Cádiz está de fiesta todo el verano.
Si no es campero

es porque es andaluz fino y marinero [...]

Si no sabe lucir el traje de montar

es porque a los de aquí

no les sirve el caballo para ir a pescar.

Los Julianes, 1958.

#### Carnaval

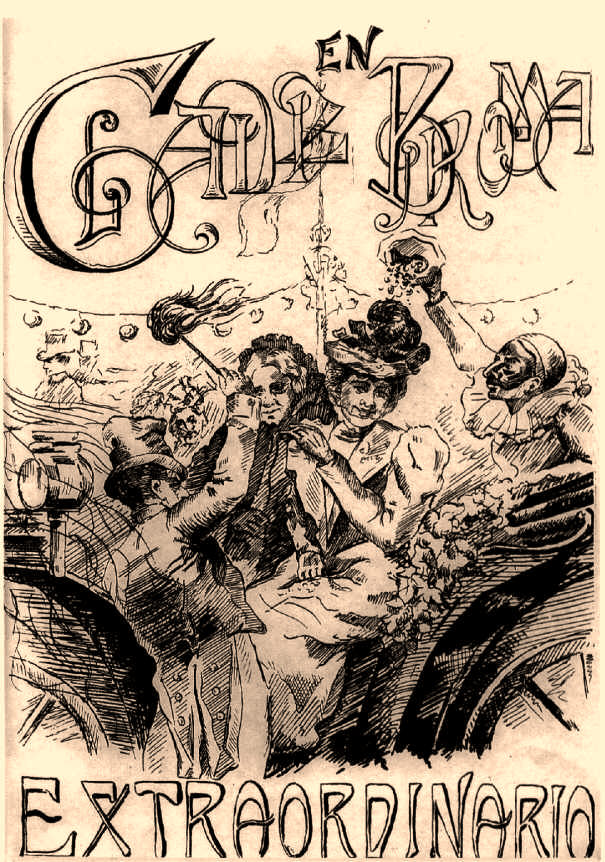
Cartel del carnaval de 1906

El carnaval de Cádiz es uno de los más importantes de España, de los más conocidos del mundo y declarado fiesta de interés turístico internacional. Cabe destacar, entre los múltiples actos dentro del carnaval, el concurso oficial de agrupaciones, con más de 100 años de historia, donde participan cada año más de un centenar de agrupaciones entre chirigotas, comparsas, cuartetos y coros. Otro de los actos que simbolizan al carnaval gaditano son sus genuinos carruseles de coros.
Los orígenes del carnaval de Cádiz no están muy claros. Puede deberse a un origen remoto como las bacanales, las saturnales (al dios Saturno) y lupercales, celebraciones que se conocieron tanto en la Antigua Grecia como en la Roma clásica. Los documentos más antiguos que hablan de estas fiestas son las Constituciones Sinodales de 1591 y los Estatutos del Seminario de Cádiz en 1596, que contienen indicaciones para que los religiosos no participaran de las fiestas de la misma forma que lo hacían los seglares. En una carta del General Mencos fechada en Cádiz a 7 de febrero de 1652 se queja de que los trabajadores gaditanos se negaban a reparar su barco por estar en Carnestolendas.
La llegada de los comerciantes italianos hace que el carnaval de Cádiz adopten los antifaces, las caretas, las serpentinas, los papelillos (confeti), elementos que se asimilaron del carnaval italiano.

### Eventos culturales
- Festival Iberoamericano de Teatro de Cádiz[107] en octubre.
- Tía Norica
- Muestra Cinematográfica del Atlántico Alcances[108]
- Festival de Música Española de Cádiz (noviembre).
- Festival Internacional del Títere de Cádiz (diciembre).
- Encuentro de Coros Parroquiales Almas Jóvenes (noviembre).
- Cádiz 2017 Archivado el 6 de enero de 2017 en Wayback Machine. Celebración del Tricentenario del traslado de la Casa de Contratación a Cádiz (mayo).
- Fiestas de los Cañonazos en el barrio de Puntales cada 24 de agosto, que se celebra la lucha de los Voluntarios de Extramuros en el Castillo de San Lorenzo del Puntal.
- El entierro de la Caballa en el barrio de la Viña.

### Gastronomía

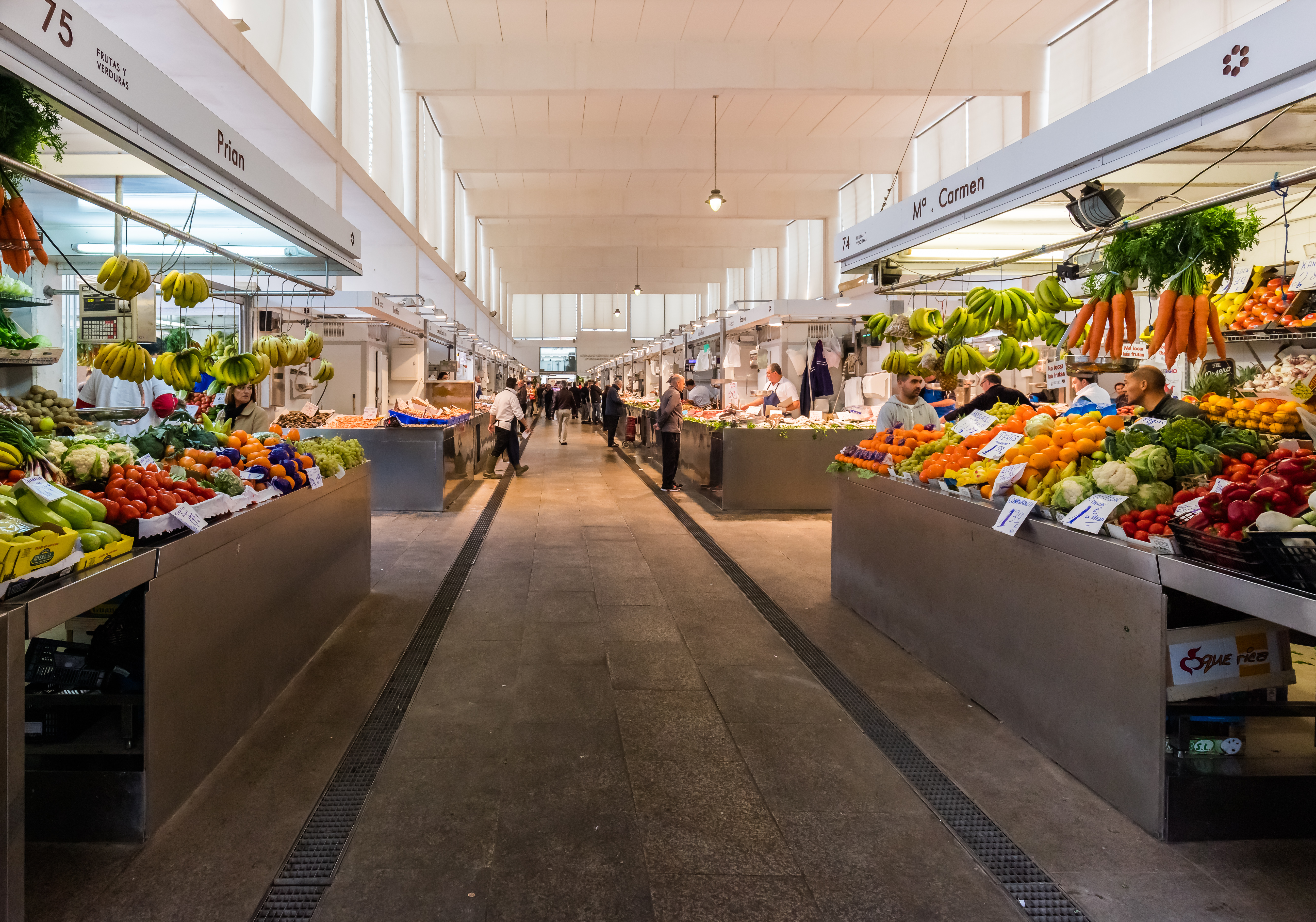
Mercado de Cádiz

La gastronomía típica de Cádiz incluye guisos y dulces típicos de la comarca y propios de la ciudad. Al igual que en toda Andalucía, destacan las tapas. Destacan los productos del mar como el pescaíto frito (que consiste en freír un variado de pescado enharinado en abundante aceite de oliva que se consume durante todo el año), el bienmesabe o cazón en adobo, el marisco (cocido, a la plancha o frito), la morena en adobo, las tortillita de camarones, la caballa asada, etcétera. En especial, entre los mariscos, destacan las cigalas, las coquinas, los muergos (o navajas), las cañaillas, el bogavante, los berberechos, las gambas, el centollo, los camarones y los langostinos.

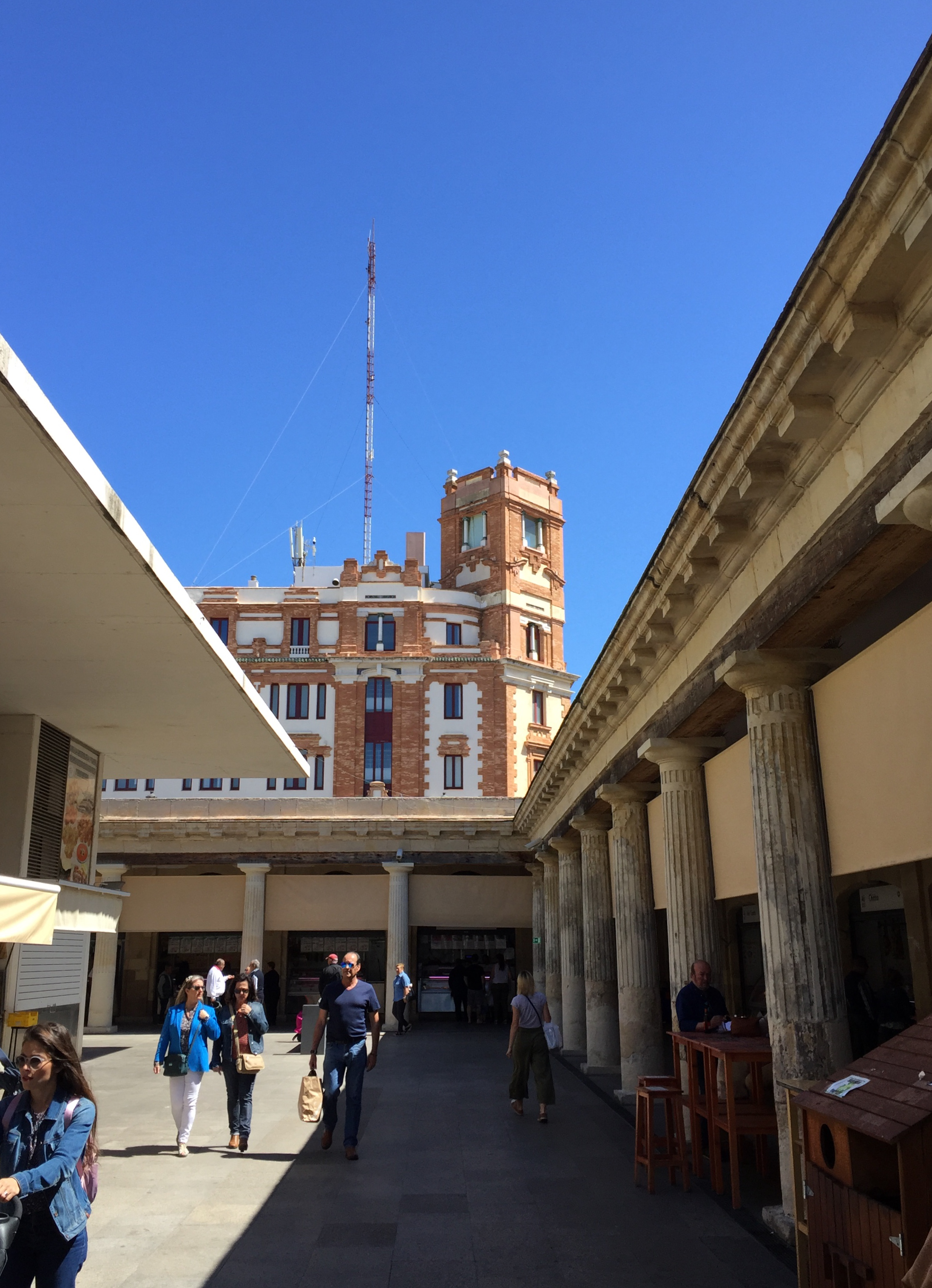
El mercado central, y el edificio de Correos al fondo

También destacan los guisos que mezclan productos del mar y de la tierra como el atún encebollao, la caballa con babetas, el pescado en sobrehúsa, el cazón en amarillo, las papas con chocos, las albóndigas de pescado, etc; como también los guisos típicos de la tierra como el puchero con su pringá (distintos embutidos, carne y tocino) y la ropa vieja, las lentejas con arroz, los guisos con habichuelas, etc.
Tiene fama la berza gaditana, potaje de garbanzos con productos cárnicos y su variante, tradicional de la fiesta de «tosantos», la berza de tosantos. En los meses de verano suelen consumirse productos más frescos como las huevas aliñás, las papas aliñás (patatas cocidas y aliñadas con distintos condimentos), el doblaillo (nombre que proviene de la forma en que hay que comerse este panecillo con pescado y aliño para no mancharse), el gazpacho, etc.
Entre los dulces típicos tradicionales gaditanos que forman parte de la repostería andaluza, destacan las panizas, el tocino de cielo, los pestiños, la poleá, la piriñaca, el pan de Cádiz y el piñonate.

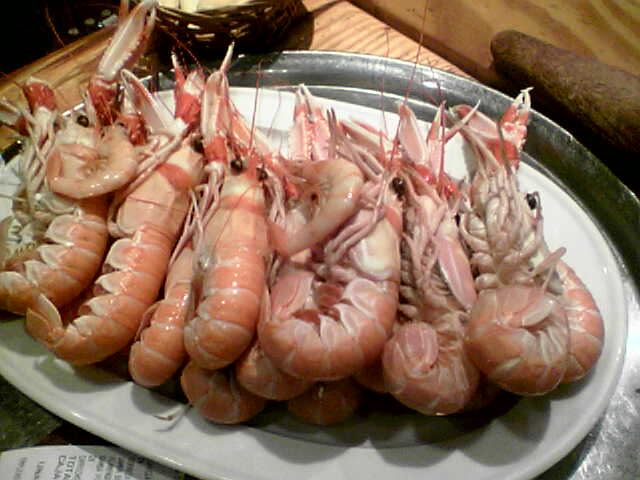
Plato de cigalas
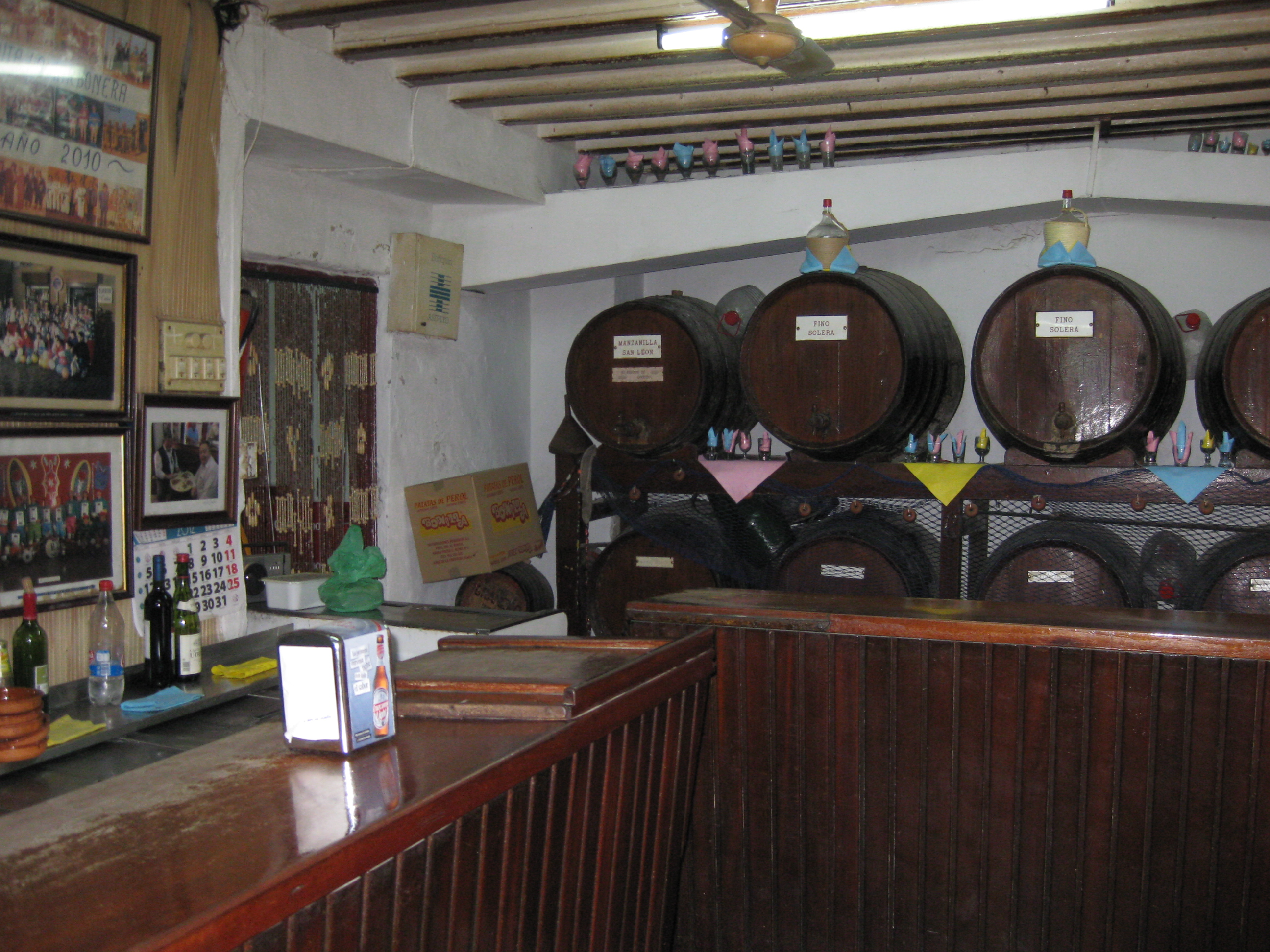
Taberna con solera en el centro histórico
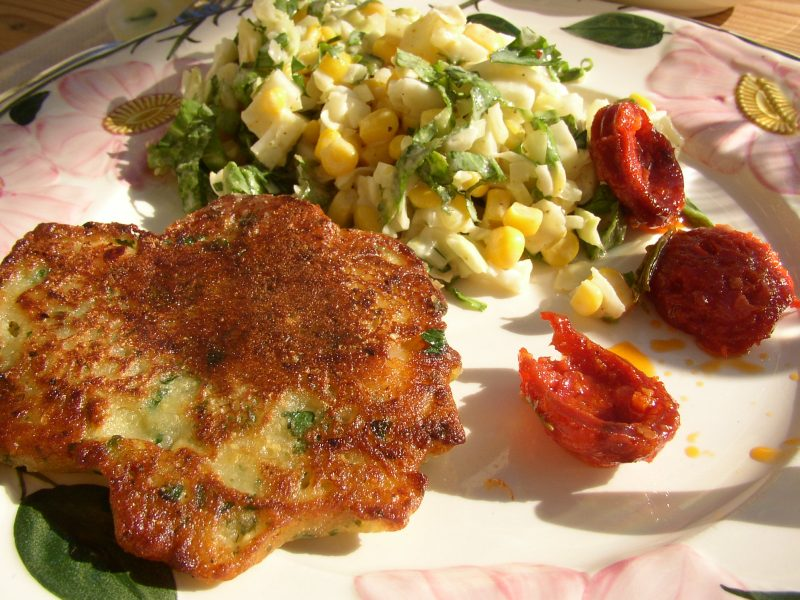
Tortillita de camarones

### Deporte

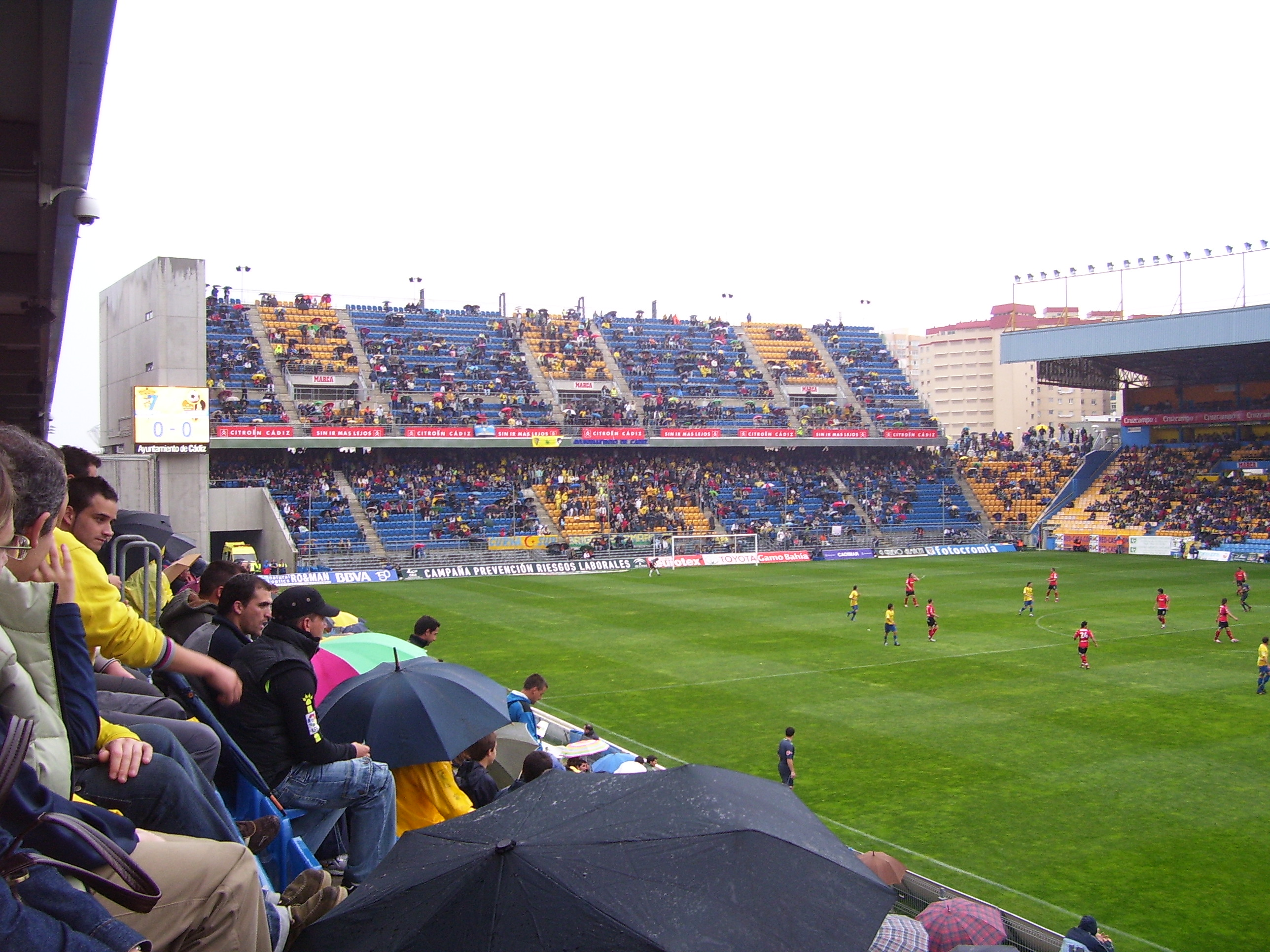
Estadio Nuevo Mirandilla durante un partido del Cádiz CF

#### Instalaciones deportivas
Cádiz cuenta, entre otras, con las siguientes instalaciones deportivas:
- Estadio Nuevo Mirandilla
- Campo municipal Manuel Irigoyen
- Complejo deportivo Puerto Elcano
- Complejo deportivo Ciudad de Cádiz
- Pabellón Municipal de Deportes Fernando Portillo[112]
- Real Club de Tenis de Cádiz

#### Cádiz Club de Fútbol y afición

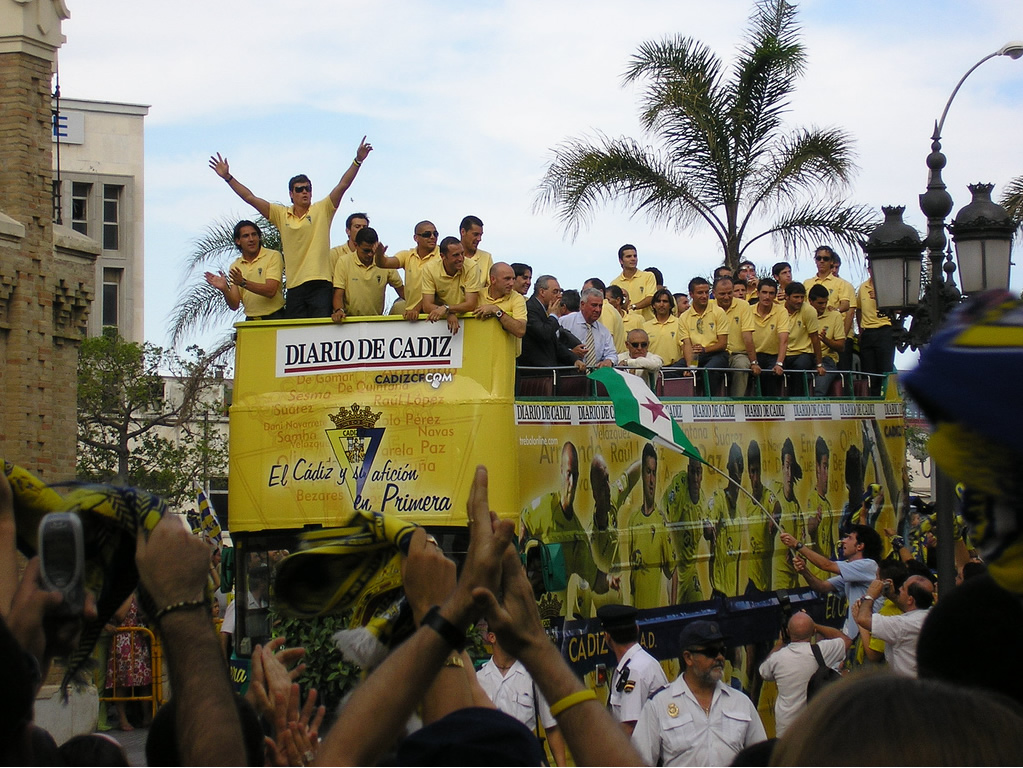
Celebración del ascenso del Cádiz Club de Fútbol a primera división en la temporada 2004-05

El Cádiz Club de Fútbol o también apodado como submarino amarillo, milita desde la temporada 2024/2025 en la Segunda división de España, jugando sus partidos de local en el estadio Nuevo Mirandilla. Fue fundado en 1910. Ha conseguido militar 12 años en primera división y 37 en segunda división. En la temporada 1989-1990 consigue en la Copa del Rey su mejor clasificación de la historia alcanzando las semifinales donde es eliminado por el Real Madrid.
En la historia del Cádiz Club de Fútbol su época dorada fue en los años 1980 con el salvadoreño Mágico González como futbolista más destacable. Y derrotando a la mayoría de los equipos poderosos de la categoría: Real Sociedad (2-1), FC Barcelona (1-0), Real Madrid (1-0), Athletic Club (3-0), Real Zaragoza (2-0), Sevilla FC (1-0) y Club Atlético de Madrid (1-0). Ha llegado incluso a derrotar al dream team del FC Barcelona de Johan Cruyff por 4-0, en la temporada 1990/91.

#### Equipos y clubes
| Club o Equipo                                                     | Deporte           | División                  |
| ----------------------------------------------------------------- | ----------------- | ------------------------- |
| Cádiz Club de Fútbol                                              | Fútbol            | Segunda división          |
| CD Virgili                                                        | Fútbol sala       | Primera Nacional "A"      |
| CB Casablanca                                                     | Bádminton         | Primera nacional          |
| AJD WUCA                                                          | Waterpolo         | Primera división andaluza |
| Real Club de Tenis de Cádiz                                       | Tenis y pádel     | -                         |
| Club Natación Cádiz                                               | Natación          | -                         |
| Club Atletismo Olimpo de Cádiz y Club de Atletismo Bahía de Cádiz | Atletismo         | -                         |
| Real Club Náutico de Cádiz                                        | Deportes náuticos | -                         |
| Club Voleibol Amigos Cádiz                                        | Voleibol          | Primera andaluza          |
| Club Balonmano Gades                                              | Balonmano         | Segunda nacional          |
| Club de Rugby Cádiz                                               | Rugby             | Segunda regional          |
| Cádiz Club de Baloncesto Gades                                    | Baloncesto        | Primera nacional          |

#### Eventos deportivos

##### Trofeo Carranza

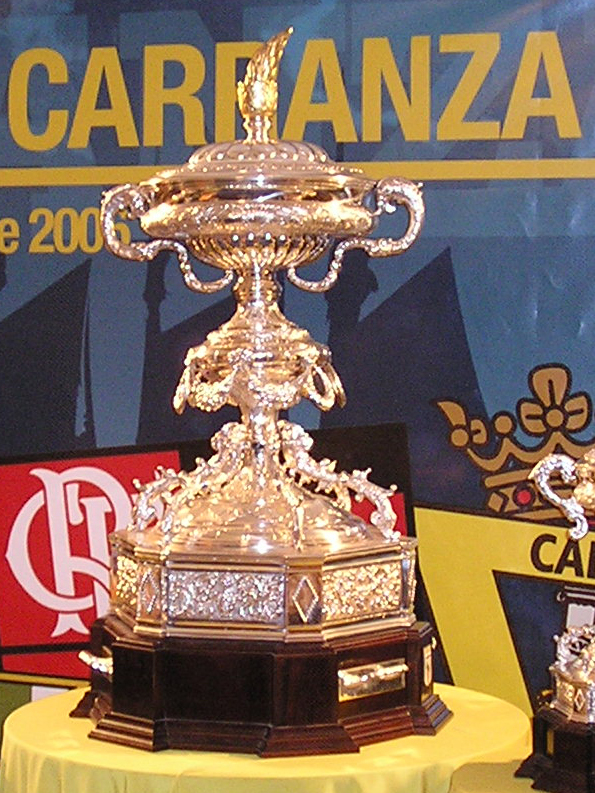
Trofeo Ramón de Carranza

El Trofeo Ramón de Carranza es una competición veraniega de fútbol que desde 1955 se celebra en la ciudad a finales de agosto. En el palmarés, el número de títulos por clubes es: El Club Atlético de Madrid con ocho títulos, el Cádiz Club de Fútbol con siete y el Real Madrid Club de Fútbol con seis títulos.
El trofeo supone para Cádiz toda una fiesta veraniega. Desde la tarde del sábado de trofeo hasta la madrugada del domingo, los gaditanos organizan barbacoas con la familia o los amigos que llegan a congregar a muchísimas personas en la zona costera. El Ayuntamiento de la ciudad ha tenido que poner en los últimos años coto a dichas barbacoas, ya que los actos vandálicos de los diferentes grupos de persona que acudían durante las celebraciones ha supuesto en ocasiones un duro revés para las arcas municipales. Además, la suciedad que se acumula en las playas gaditanas es un gran inconveniente para los turistas que deciden pasar sus vacaciones en la ciudad.
La tradicional fiesta se ha visto desbordada por el exceso de personas, jóvenes gaditanos y de la bahía en su mayoría. La playa se ve tan afectada por las basuras, que ha sido considerado un problema medioambiental y la Demarcación de Costas ha intentado prohibir la fiesta.
Cabe destacar que fue en Cádiz, en la edición de este torneo de 1962, donde se realizó por primera vez una tanda de penaltis como método de desempate.

### Medios de comunicación

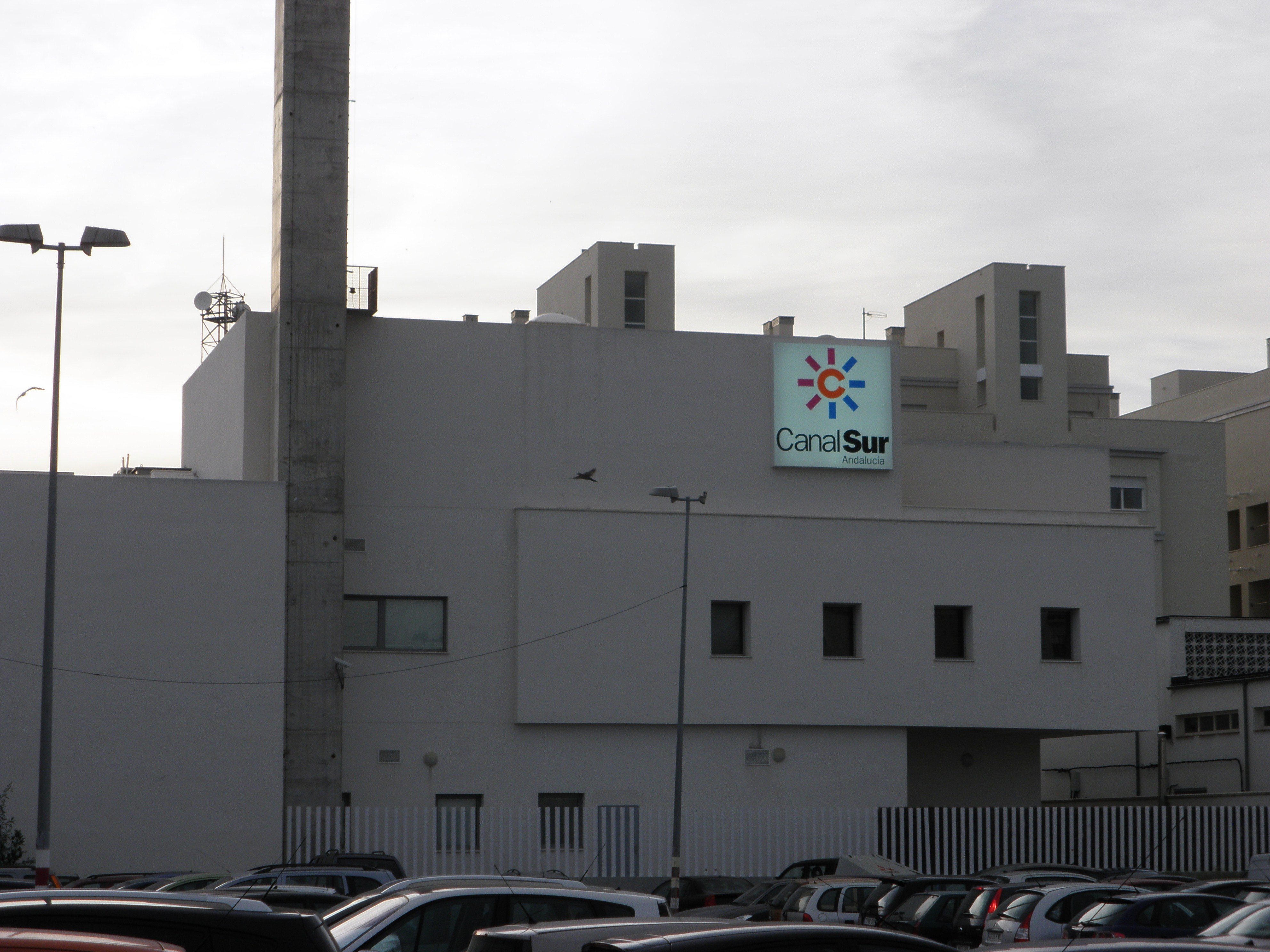
Sede Canal Sur en la ciudad

#### Prensa escrita
Aparte de los periódicos de tirada nacional, en Cádiz también se venden los periódicos de la comarca. El periódico más vendido (23 818 ejemplares en 2007) fue el Diario de Cádiz, diario del Grupo Joly, el cual comparte contenido con diarios de otras capitales andaluzas y distribuido por la provincia de Cádiz, exceptuando Jerez de la Frontera y Algeciras. El diario se fundó en Cádiz en el siglo XIX y cobró relevancia en la guerra de Cuba.
El segundo diario más vendido, editado en la ciudad, es La Voz de Cádiz, (8897 ejemplares vendidos en 2008), del Grupo Vocento. De Publicaciones del Sur también se vende el semanario Información. Como diario exclusivamente digital e independiente, se encuentra el Diario Bahía de Cádiz,. Posteriormente, nace La Tarjeta Blanca, como medio en línea de referencia en el mundo deportivo obteniendo en su primer año números más que notables.
Además, se distribuye el periódico gratuito Viva Cádiz, de Publicaciones del Sur.
También se publica Ubi Sunt?, una revista semestral de carácter divulgativo sobre ciencias históricas, fundada por estudiantes de la Facultad de Filosofía y Letras de la Universidad de Cádiz en 1997.

#### Televisión
Tiene la sede provincial de RTVE (Televisión Española) y RTVA (Canal Sur). Además cuenta con un canal provincial, con sede en la capital 8 Cádiz TV, y dos locales Onda Cádiz Televisión, de carácter público, y el canal 7 Televisión.

#### Radio
En el caso de la radiofrecuencia la disponibilidad es mucho más amplia. La ciudad cuenta con emisoras nacionales particularizadas a Cádiz y a la bahía de las principales emisoras nacionales como esRadio Cádiz, Onda Cero Cádiz, Radio Cádiz-Cadena SER, Dial Bahía, Radiolé Cádiz, Onda Cádiz Radio, Punto Radio Cádiz, Cadena 100-Cádiz, Kiss FM-Cádiz, Hit FM-Cádiz, M80 Radio-Radio, COPE Cádiz, Europa FM Cádiz y Los 40 Principales - Cádiz; y de las emisoras autonómicas como, Canal Sur Radio y Canal Fiesta Radio Cádiz. Por supuesto también cuenta con la emisión de Radio Nacional de España.

## Ciudades hermanadas
Cádiz está hermanada con numerosas ciudades de distintos continentes. En orden alfabético de países:
- Buenos Aires, Argentina[120]
- Valparaíso, Chile
- Cartagena de Indias[121] La Dorada,[122] Santa Fe de Antioquia[123] y las ciudades de la llamada Ruta Mutis: Guaduas, Honda, Ambalema, San Sebastián de Mariquita y Bogotá, Colombia[124]
- La Habana, Cuba[120]
- Santander,[125] Huelva, La Carolina, La Coruña, Móstoles, Santa Cruz de Tenerife y Torrevieja, España
- Tánger y Fez, Marruecos
- Ciudad de México, Puebla, San Pedro Cholula, Veracruz, Chilpancingo e Iguala de la Independencia, México[122]
- Montevideo, Uruguay[120][126]
- Brest, Francia[127]
- Rochester, Reino Unido[128]
- Villa Cisneros, República Árabe Saharaui Democrática
- Callao, Perú.[129]
- Santos, Brasil[130]

## Bibliografía

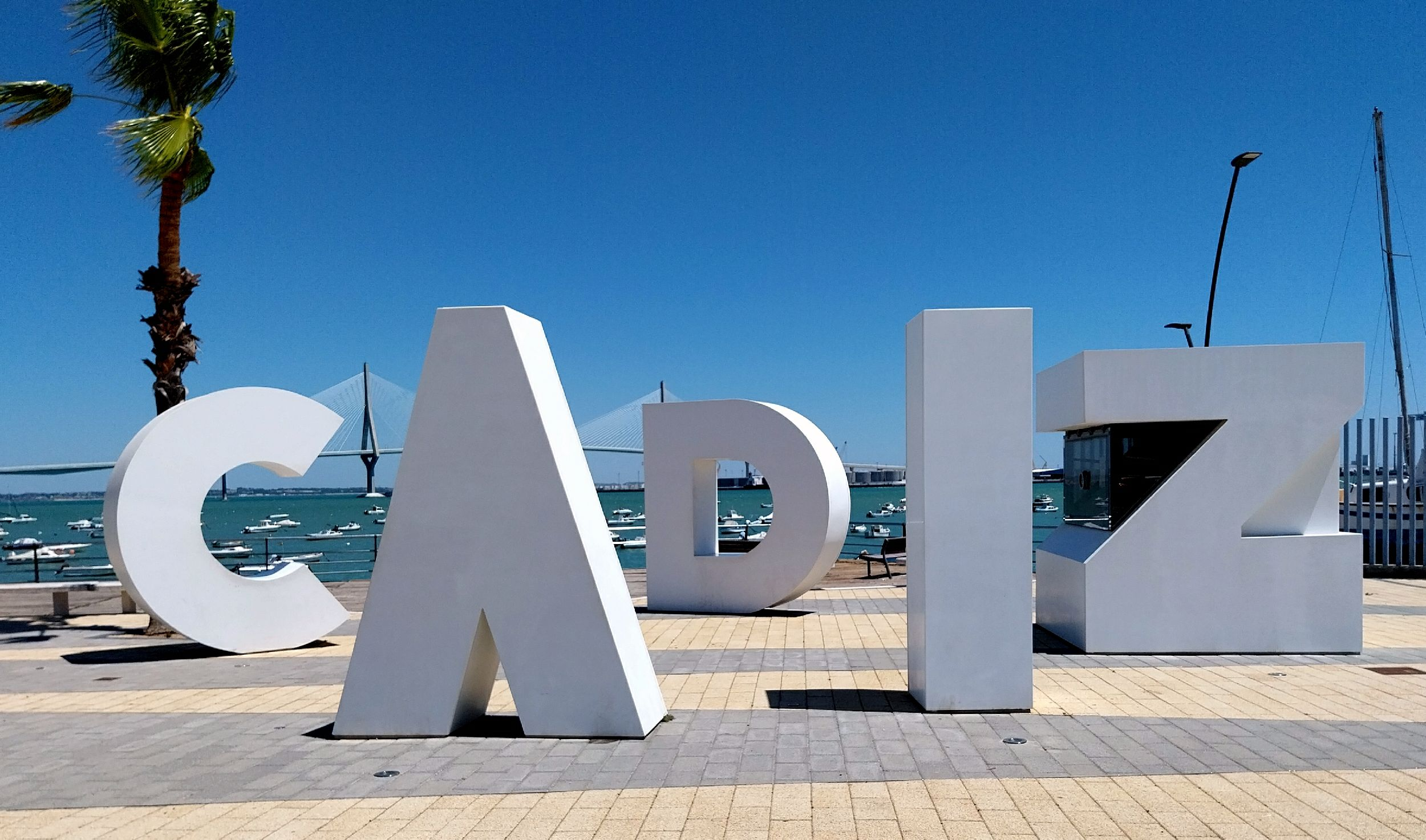
Letras turísticas, instaladas en 2023 en el Paseo Marítimo de la Bahía